# 1988
Portal Geschichte | Portal Biografien | Aktuelle Ereignisse | Jahreskalender | Tagesartikel

◄ |
19. Jahrhundert |
20. Jahrhundert
| 21. Jahrhundert

◄ |
1950er |
1960er |
1970er |
1980er
| 1990er | 2000er | 2010er | ►

◄◄ |
◄ |
1984 |
1985 |
1986 |
1987 |
1988
| 1989 | 1990 | 1991 | 1992 | ► | ►►
 Jan.
| Feb.
| Mär.
| Apr.
| Mai
| Jun.
| Jul.
| Aug.
| Sep.
| Okt.
| Nov.
| Dez.
Staatsoberhäupter · Wahlen · Nekrolog  · Literaturjahr · Musikjahr · Filmjahr · Rundfunkjahr · Sportjahr
| Januar | Januar | Januar | Januar | Januar | Januar | Januar | Januar |
| Kw     | Mo     | Di     | Mi     | Do     | Fr     | Sa     | So     |
| ------ | ------ | ------ | ------ | ------ | ------ | ------ | ------ |
| 53     |        |        |        |        | 1      | 2      | 3      |
| 1      | 4      | 5      | 6      | 7      | 8      | 9      | 10     |
| 2      | 11     | 12     | 13     | 14     | 15     | 16     | 17     |
| 3      | 18     | 19     | 20     | 21     | 22     | 23     | 24     |
| 4      | 25     | 26     | 27     | 28     | 29     | 30     | 31     |

| Februar | Februar | Februar | Februar | Februar | Februar | Februar | Februar |
| Kw      | Mo      | Di      | Mi      | Do      | Fr      | Sa      | So      |
| ------- | ------- | ------- | ------- | ------- | ------- | ------- | ------- |
| 5       | 1       | 2       | 3       | 4       | 5       | 6       | 7       |
| 6       | 8       | 9       | 10      | 11      | 12      | 13      | 14      |
| 7       | 15      | 16      | 17      | 18      | 19      | 20      | 21      |
| 8       | 22      | 23      | 24      | 25      | 26      | 27      | 28      |
| 9       | 29      |         |         |         |         |         |         |

| März | März | März | März | März | März | März | März |
| Kw   | Mo   | Di   | Mi   | Do   | Fr   | Sa   | So   |
| ---- | ---- | ---- | ---- | ---- | ---- | ---- | ---- |
| 9    |      | 1    | 2    | 3    | 4    | 5    | 6    |
| 10   | 7    | 8    | 9    | 10   | 11   | 12   | 13   |
| 11   | 14   | 15   | 16   | 17   | 18   | 19   | 20   |
| 12   | 21   | 22   | 23   | 24   | 25   | 26   | 27   |
| 13   | 28   | 29   | 30   | 31   |      |      |      |

| April | April | April | April | April | April | April | April |
| Kw    | Mo    | Di    | Mi    | Do    | Fr    | Sa    | So    |
| ----- | ----- | ----- | ----- | ----- | ----- | ----- | ----- |
| 13    |       |       |       |       | 1     | 2     | 3     |
| 14    | 4     | 5     | 6     | 7     | 8     | 9     | 10    |
| 15    | 11    | 12    | 13    | 14    | 15    | 16    | 17    |
| 16    | 18    | 19    | 20    | 21    | 22    | 23    | 24    |
| 17    | 25    | 26    | 27    | 28    | 29    | 30    |       |

| Mai | Mai | Mai | Mai | Mai | Mai | Mai | Mai |
| Kw  | Mo  | Di  | Mi  | Do  | Fr  | Sa  | So  |
| --- | --- | --- | --- | --- | --- | --- | --- |
| 17  |     |     |     |     |     |     | 1   |
| 18  | 2   | 3   | 4   | 5   | 6   | 7   | 8   |
| 19  | 9   | 10  | 11  | 12  | 13  | 14  | 15  |
| 20  | 16  | 17  | 18  | 19  | 20  | 21  | 22  |
| 21  | 23  | 24  | 25  | 26  | 27  | 28  | 29  |
| 22  | 30  | 31  |     |     |     |     |     |

| Juni | Juni | Juni | Juni | Juni | Juni | Juni | Juni |
| Kw   | Mo   | Di   | Mi   | Do   | Fr   | Sa   | So   |
| ---- | ---- | ---- | ---- | ---- | ---- | ---- | ---- |
| 22   |      |      | 1    | 2    | 3    | 4    | 5    |
| 23   | 6    | 7    | 8    | 9    | 10   | 11   | 12   |
| 24   | 13   | 14   | 15   | 16   | 17   | 18   | 19   |
| 25   | 20   | 21   | 22   | 23   | 24   | 25   | 26   |
| 26   | 27   | 28   | 29   | 30   |      |      |      |

| Juli | Juli | Juli | Juli | Juli | Juli | Juli | Juli |
| Kw   | Mo   | Di   | Mi   | Do   | Fr   | Sa   | So   |
| ---- | ---- | ---- | ---- | ---- | ---- | ---- | ---- |
| 26   |      |      |      |      | 1    | 2    | 3    |
| 27   | 4    | 5    | 6    | 7    | 8    | 9    | 10   |
| 28   | 11   | 12   | 13   | 14   | 15   | 16   | 17   |
| 29   | 18   | 19   | 20   | 21   | 22   | 23   | 24   |
| 30   | 25   | 26   | 27   | 28   | 29   | 30   | 31   |

| August | August | August | August | August | August | August | August |
| Kw     | Mo     | Di     | Mi     | Do     | Fr     | Sa     | So     |
| ------ | ------ | ------ | ------ | ------ | ------ | ------ | ------ |
| 31     | 1      | 2      | 3      | 4      | 5      | 6      | 7      |
| 32     | 8      | 9      | 10     | 11     | 12     | 13     | 14     |
| 33     | 15     | 16     | 17     | 18     | 19     | 20     | 21     |
| 34     | 22     | 23     | 24     | 25     | 26     | 27     | 28     |
| 35     | 29     | 30     | 31     |        |        |        |        |

| September | September | September | September | September | September | September | September |
| Kw        | Mo        | Di        | Mi        | Do        | Fr        | Sa        | So        |
| --------- | --------- | --------- | --------- | --------- | --------- | --------- | --------- |
| 35        |           |           |           | 1         | 2         | 3         | 4         |
| 36        | 5         | 6         | 7         | 8         | 9         | 10        | 11        |
| 37        | 12        | 13        | 14        | 15        | 16        | 17        | 18        |
| 38        | 19        | 20        | 21        | 22        | 23        | 24        | 25        |
| 39        | 26        | 27        | 28        | 29        | 30        |           |           |

| Oktober | Oktober | Oktober | Oktober | Oktober | Oktober | Oktober | Oktober |
| Kw      | Mo      | Di      | Mi      | Do      | Fr      | Sa      | So      |
| ------- | ------- | ------- | ------- | ------- | ------- | ------- | ------- |
| 39      |         |         |         |         |         | 1       | 2       |
| 40      | 3       | 4       | 5       | 6       | 7       | 8       | 9       |
| 41      | 10      | 11      | 12      | 13      | 14      | 15      | 16      |
| 42      | 17      | 18      | 19      | 20      | 21      | 22      | 23      |
| 43      | 24      | 25      | 26      | 27      | 28      | 29      | 30      |
| 44      | 31      |         |         |         |         |         |         |

| November | November | November | November | November | November | November | November |
| Kw       | Mo       | Di       | Mi       | Do       | Fr       | Sa       | So       |
| -------- | -------- | -------- | -------- | -------- | -------- | -------- | -------- |
| 44       |          | 1        | 2        | 3        | 4        | 5        | 6        |
| 45       | 7        | 8        | 9        | 10       | 11       | 12       | 13       |
| 46       | 14       | 15       | 16       | 17       | 18       | 19       | 20       |
| 47       | 21       | 22       | 23       | 24       | 25       | 26       | 27       |
| 48       | 28       | 29       | 30       |          |          |          |          |

| Dezember | Dezember | Dezember | Dezember | Dezember | Dezember | Dezember | Dezember |
| Kw       | Mo       | Di       | Mi       | Do       | Fr       | Sa       | So       |
| -------- | -------- | -------- | -------- | -------- | -------- | -------- | -------- |
| 48       |          |          |          | 1        | 2        | 3        | 4        |
| 49       | 5        | 6        | 7        | 8        | 9        | 10       | 11       |
| 50       | 12       | 13       | 14       | 15       | 16       | 17       | 18       |
| 51       | 19       | 20       | 21       | 22       | 23       | 24       | 25       |
| 52       | 26       | 27       | 28       | 29       | 30       | 31       |          |

| Januar | Januar | Januar | Januar | Januar | Januar | Januar | Januar |
| Kw     | Mo     | Di     | Mi     | Do     | Fr     | Sa     | So     |
| ------ | ------ | ------ | ------ | ------ | ------ | ------ | ------ |
| 53     |        |        |        |        | 1      | 2      | 3      |
| 1      | 4      | 5      | 6      | 7      | 8      | 9      | 10     |
| 2      | 11     | 12     | 13     | 14     | 15     | 16     | 17     |
| 3      | 18     | 19     | 20     | 21     | 22     | 23     | 24     |
| 4      | 25     | 26     | 27     | 28     | 29     | 30     | 31     |

| Februar | Februar | Februar | Februar | Februar | Februar | Februar | Februar |
| Kw      | Mo      | Di      | Mi      | Do      | Fr      | Sa      | So      |
| ------- | ------- | ------- | ------- | ------- | ------- | ------- | ------- |
| 5       | 1       | 2       | 3       | 4       | 5       | 6       | 7       |
| 6       | 8       | 9       | 10      | 11      | 12      | 13      | 14      |
| 7       | 15      | 16      | 17      | 18      | 19      | 20      | 21      |
| 8       | 22      | 23      | 24      | 25      | 26      | 27      | 28      |
| 9       | 29      |         |         |         |         |         |         |

| März | März | März | März | März | März | März | März |
| Kw   | Mo   | Di   | Mi   | Do   | Fr   | Sa   | So   |
| ---- | ---- | ---- | ---- | ---- | ---- | ---- | ---- |
| 9    |      | 1    | 2    | 3    | 4    | 5    | 6    |
| 10   | 7    | 8    | 9    | 10   | 11   | 12   | 13   |
| 11   | 14   | 15   | 16   | 17   | 18   | 19   | 20   |
| 12   | 21   | 22   | 23   | 24   | 25   | 26   | 27   |
| 13   | 28   | 29   | 30   | 31   |      |      |      |

| April | April | April | April | April | April | April | April |
| Kw    | Mo    | Di    | Mi    | Do    | Fr    | Sa    | So    |
| ----- | ----- | ----- | ----- | ----- | ----- | ----- | ----- |
| 13    |       |       |       |       | 1     | 2     | 3     |
| 14    | 4     | 5     | 6     | 7     | 8     | 9     | 10    |
| 15    | 11    | 12    | 13    | 14    | 15    | 16    | 17    |
| 16    | 18    | 19    | 20    | 21    | 22    | 23    | 24    |
| 17    | 25    | 26    | 27    | 28    | 29    | 30    |       |

| Mai | Mai | Mai | Mai | Mai | Mai | Mai | Mai |
| Kw  | Mo  | Di  | Mi  | Do  | Fr  | Sa  | So  |
| --- | --- | --- | --- | --- | --- | --- | --- |
| 17  |     |     |     |     |     |     | 1   |
| 18  | 2   | 3   | 4   | 5   | 6   | 7   | 8   |
| 19  | 9   | 10  | 11  | 12  | 13  | 14  | 15  |
| 20  | 16  | 17  | 18  | 19  | 20  | 21  | 22  |
| 21  | 23  | 24  | 25  | 26  | 27  | 28  | 29  |
| 22  | 30  | 31  |     |     |     |     |     |

| Juni | Juni | Juni | Juni | Juni | Juni | Juni | Juni |
| Kw   | Mo   | Di   | Mi   | Do   | Fr   | Sa   | So   |
| ---- | ---- | ---- | ---- | ---- | ---- | ---- | ---- |
| 22   |      |      | 1    | 2    | 3    | 4    | 5    |
| 23   | 6    | 7    | 8    | 9    | 10   | 11   | 12   |
| 24   | 13   | 14   | 15   | 16   | 17   | 18   | 19   |
| 25   | 20   | 21   | 22   | 23   | 24   | 25   | 26   |
| 26   | 27   | 28   | 29   | 30   |      |      |      |

| Juli | Juli | Juli | Juli | Juli | Juli | Juli | Juli |
| Kw   | Mo   | Di   | Mi   | Do   | Fr   | Sa   | So   |
| ---- | ---- | ---- | ---- | ---- | ---- | ---- | ---- |
| 26   |      |      |      |      | 1    | 2    | 3    |
| 27   | 4    | 5    | 6    | 7    | 8    | 9    | 10   |
| 28   | 11   | 12   | 13   | 14   | 15   | 16   | 17   |
| 29   | 18   | 19   | 20   | 21   | 22   | 23   | 24   |
| 30   | 25   | 26   | 27   | 28   | 29   | 30   | 31   |

| August | August | August | August | August | August | August | August |
| Kw     | Mo     | Di     | Mi     | Do     | Fr     | Sa     | So     |
| ------ | ------ | ------ | ------ | ------ | ------ | ------ | ------ |
| 31     | 1      | 2      | 3      | 4      | 5      | 6      | 7      |
| 32     | 8      | 9      | 10     | 11     | 12     | 13     | 14     |
| 33     | 15     | 16     | 17     | 18     | 19     | 20     | 21     |
| 34     | 22     | 23     | 24     | 25     | 26     | 27     | 28     |
| 35     | 29     | 30     | 31     |        |        |        |        |

| September | September | September | September | September | September | September | September |
| Kw        | Mo        | Di        | Mi        | Do        | Fr        | Sa        | So        |
| --------- | --------- | --------- | --------- | --------- | --------- | --------- | --------- |
| 35        |           |           |           | 1         | 2         | 3         | 4         |
| 36        | 5         | 6         | 7         | 8         | 9         | 10        | 11        |
| 37        | 12        | 13        | 14        | 15        | 16        | 17        | 18        |
| 38        | 19        | 20        | 21        | 22        | 23        | 24        | 25        |
| 39        | 26        | 27        | 28        | 29        | 30        |           |           |

| Oktober | Oktober | Oktober | Oktober | Oktober | Oktober | Oktober | Oktober |
| Kw      | Mo      | Di      | Mi      | Do      | Fr      | Sa      | So      |
| ------- | ------- | ------- | ------- | ------- | ------- | ------- | ------- |
| 39      |         |         |         |         |         | 1       | 2       |
| 40      | 3       | 4       | 5       | 6       | 7       | 8       | 9       |
| 41      | 10      | 11      | 12      | 13      | 14      | 15      | 16      |
| 42      | 17      | 18      | 19      | 20      | 21      | 22      | 23      |
| 43      | 24      | 25      | 26      | 27      | 28      | 29      | 30      |
| 44      | 31      |         |         |         |         |         |         |

| November | November | November | November | November | November | November | November |
| Kw       | Mo       | Di       | Mi       | Do       | Fr       | Sa       | So       |
| -------- | -------- | -------- | -------- | -------- | -------- | -------- | -------- |
| 44       |          | 1        | 2        | 3        | 4        | 5        | 6        |
| 45       | 7        | 8        | 9        | 10       | 11       | 12       | 13       |
| 46       | 14       | 15       | 16       | 17       | 18       | 19       | 20       |
| 47       | 21       | 22       | 23       | 24       | 25       | 26       | 27       |
| 48       | 28       | 29       | 30       |          |          |          |          |

| Dezember | Dezember | Dezember | Dezember | Dezember | Dezember | Dezember | Dezember |
| Kw       | Mo       | Di       | Mi       | Do       | Fr       | Sa       | So       |
| -------- | -------- | -------- | -------- | -------- | -------- | -------- | -------- |
| 48       |          |          |          | 1        | 2        | 3        | 4        |
| 49       | 5        | 6        | 7        | 8        | 9        | 10       | 11       |
| 50       | 12       | 13       | 14       | 15       | 16       | 17       | 18       |
| 51       | 19       | 20       | 21       | 22       | 23       | 24       | 25       |
| 52       | 26       | 27       | 28       | 29       | 30       | 31       |          |

## Jahreswidmung
- Der Wendehals (Jynx torquilla) ist Vogel des Jahres (NABU/Deutschland).

## Ereignisse

### Politik und Weltgeschehen
- 1. Januar: Otto Stich wird Bundespräsident der Schweiz.
- 16. Januar: In der Volksrepublik Bulgarien wird die Unabhängige Gesellschaft zum Schutz der Menschenrechte gegründet.
- 23. Januar: Erich Honecker empfängt in Ost-Berlin den griechischen Ministerpräsidenten Andreas Papandreou und kündigt einen früheren Abbau von Atomraketen mittlerer Reichweite an.
- 18. Februar: Generalsekretär Michail Gorbatschow betont, dass jeder sozialistische Staat sein gesellschaftliches System frei wählen könne.
- 27. Februar: Pogrom in der aserbaidschanischen Stadt Sumgait an dort lebenden Armeniern
- 16. März: Giftgasangriff der irakischen Luftwaffe auf die Kurden und Assyrer in Halabdscha (etwa 5.000 Tote und 10.000 Verletzte)
- 14. April: In Genf wird das Afghanistan-Abkommen geschlossen, das den Abzug der sowjetischen Truppen aus dem Land am Hindukusch regelt.
- 18. April: Im persischen Golf findet die Operation Praying Mantis genannte Seeschlacht zwischen den USA und Iran statt.
- 22. April: Doppelbesteuerungsabkommen zwischen der Bundesrepublik Deutschland und Simbabwe
- 1. Mai: erste Revolutionäre 1.-Mai-Demonstration West-Berlin, die Erstausgabe der Interim erscheint.
- 7. Mai: In der Sowjetunion entsteht als erste nichtkommunistische politische Vereinigung die Partei Demokratische Union in Moskau.
- 8. Mai: Bei der Stichwahl um das Amt des französischen Staatspräsidenten setzt sich Amtsinhaber François Mitterrand mit 54 Prozent der Wählerstimmen gegen seinen Mitbewerber Premierminister Jacques Chirac von der Partei Rassemblement pour la République durch, der rund 46 Prozent der Stimmen auf sich vereinigt.
- 8. Mai: Nach der vorausgegangenen Barschel-Affäre gewinnen die Sozialdemokraten bei den Landtagswahlen in Schleswig-Holstein die absolute Mehrheit der Mandate. Björn Engholm kann als designierter Ministerpräsident die Regierung in Kiel bilden.
- 15. Mai: Die UdSSR beginnt mit dem Rückzug aus Afghanistan.
- 25. Mai: Besetzung des Lenné-Dreieck in Westberlin und Umbenennung in Kubat Dreieck, Räumung am 1. Juli und Flucht von 194 Personen über die Mauer nach Ostberlin
- 27. Mai: Der ungarische Regierungschef János Kádár – 'starker Mann' in Ungarn seit der Niederschlagung des Volksaufstandes 1956 durch die Rote Armee – gibt aus Alters- und Gesundheitsgründen sowie angesichts wachsender ökonomischer Schwierigkeiten Ungarns sein Amt als Generalsekretär der KP auf. Károly Grósz wird sein Nachfolger.
- 5./12. Juni: Parlamentswahlen in Frankreich
- 25. Juni: Eine gemeinsame Erklärung über die Aufnahme offizieller Beziehungen zwischen der Europäischen Gemeinschaft (EG) und dem Rat für gegenseitige Wirtschaftshilfe (RGW) wird unterzeichnet.
- 1. Juli: Der Senat von West-Berlin und der Ministerrat der DDR vollziehen einen bereits am 31. März 1988 vereinbarten Gebietsaustausch in Berlin zur Beseitigung aller Enklaven unter Kompensierung des Flächenausgleichs oder durch Zahlungen des Berliner Senats an die DDR.
- 19. Juli: Beginn der Massenhinrichtung politischer Gefangener im Iran von 1988
- 23. Juli: Mit Radio Dreyeckland wird in Freiburg im Breisgau das erste deutsche freie Radio legalisiert, nachdem eine juristische Verfolgung des Piratenradios aussichtslos wurde.
- 5. August: Waffenstillstand zwischen Angola, Kuba und Südafrika
- 8. August: In Birma kommt es bei dem von Studenten initiierten 8888 Uprising zur Forderung nach Demokratie. Das Militär warnt, dass auf Demonstranten geschossen werde. Die Unruhen halten gleichwohl bis zu ihrer Niederschlagung am 18. September an.
- 15. August: Die Europäische Gemeinschaft (EG) und die Deutsche Demokratische Republik (DDR) nehmen diplomatische Beziehungen auf.
- 16. August: Beginn des „Gladbecker Geiseldramas“
- 18. August: Veröffentlichung der Hamas-Charta
- 20. August: Ende des Ersten Golfkriegs zwischen dem Iran und dem Irak
- 26. August: Vor der Shwedagon-Pagode in Rangun setzt sich in ihrer ersten Rede Aung San Suu Kyi für eine demokratische Entwicklung Birmas ein, das die von Studenten ausgehende Rebellion 8888 Uprising erlebt.
- 8. September: Nach einer entsprechenden Anordnung des sri-lankischen Präsidenten Junius Richard Jayewardene wird durch Zusammenschluss der Nord- mit der Ostprovinz die neue Nordostprovinz gebildet.
- 18. September: 8888 Uprising: Tausende Demonstranten werden in Myanmar (Birma) getötet, als mit dem Machtwechsel die blutige Zerschlagung der Demokratiebewegung stattfindet.
- 27. September: Erstmals in West-Berlin und damit auf deutschem Boden findet die Jahresversammlung des Internationalen Währungsfonds (IWF) und der Weltbank statt. Die Bundesrepublik Deutschland erlässt 22 Least Developed Countries die Schulden aus der Entwicklungshilfe und die Staaten erhalten nur noch Zuschüsse. Begleitend gab es breite Proteste gegen die Jahrestagung von IWF und Weltbank 1988 in West-Berlin.
- 5. Oktober: Algerischer Volksaufstand für Reformen
- 5. Oktober: Demokratische Verfassung in Brasilien
- 24. Oktober: Bundeskanzler Helmut Kohl besucht den sowjetischen Staats- und Parteichef Michail Gorbatschow in Moskau und beide erklären ihre Bereitschaft, die „Zeit des Eises“ durch ein freundlicheres Klima in den zwischenstaatlichen Beziehungen abzulösen. Zudem werden Abkommen zum Umwelt- und Strahlenschutz, zur Kernenergie, Weltraumfahrt und Landwirtschaft unterzeichnet.
- 6. November: In einem landesweiten Referendum in Frankreich wird das sogenannte „Matignon-Abkommen“, das Neukaledonien Perspektiven für eine eventuelle Unabhängigkeit eröffnet, von der Wählermehrheit angenommen.
- 8. November: George H. W. Bush wird zum 41. Präsidenten der USA gewählt.
- 10. November: Der Präsident des Deutschen Bundestages Philipp Jenninger hält zum Jahresgedenken der Novemberpogrome 1938 seine umstrittene und unglückliche Rede im Deutschen Bundestag, die zu seinem Rücktritt am darauffolgenden Tag führt.
- 14. November: Portugal und Spanien werden Mitglieder der WEU.
- 15. November: In Algier wird durch den Palästinensischen Nationalrat, einem Organ der PLO, eine Unabhängigkeitserklärung verkündet. Jerusalem wird als Hauptstadt eines bisher nicht bestehenden Staates Palästina festgelegt.

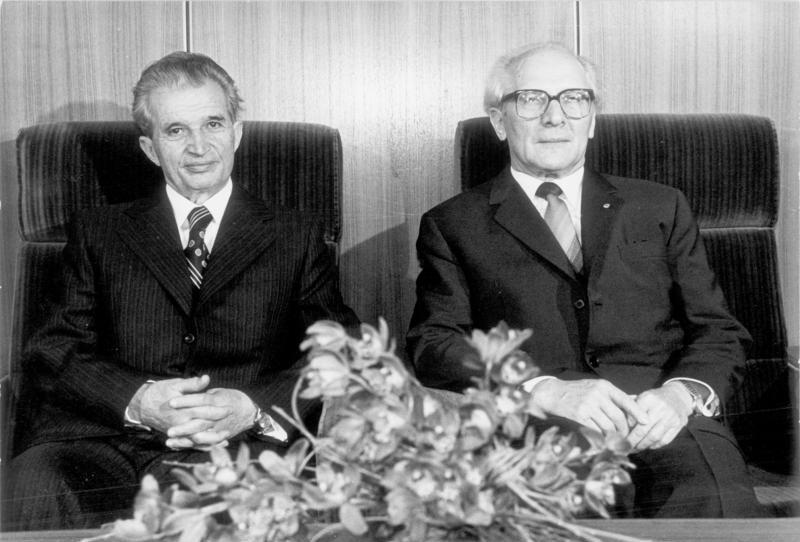
Ceaușescu 1988 auf Staatsbesuch bei Erich Honecker in Ost-Berlin

- 16. November – Benazir Bhutto übernimmt die Regierungsgewalt in Pakistan. Sie ist die erste gewählte Frau an der Spitze eines islamischen Staates.
- 17. November: Der rumänische Präsident Nicolae Ceaușescu trifft sich in Ost-Berlin zu Gesprächen mit Erich Honecker und wird anlässlich seines 70. Geburtstages mit dem Karl-Marx-Orden ausgezeichnet.
- 18. November: In der DDR wird die Auslieferung der sowjetischen Zeitschrift Sputnik unterbunden. Im Rahmen der sowjetischen Glasnost- und Perestroika-Politik werden der DDR-Führung unerwünschte Informationen in der Zeitschrift verbreitet.
- 21. November: In Österreich wird die Nationaldemokratische Partei wegen nationalsozialistischer Wiederbetätigung behördlich verboten.
- Südafrika erklärt sich im Rahmen eines UNO-Friedensvertrages dazu bereit, die Besatzung Namibias aufzugeben.

### Wirtschaft
- 1. Februar: In der Bundesrepublik Deutschland wird verbleites Normalbenzin verboten.
- 29. März: Die spanische Charterfluggesellschaft Spantax, die in der Bundesrepublik Deutschland wegen mehrerer Unglücksfälle und Pannen über ein schlechtes Image verfügt, geht in Konkurs.
- 10. April: Nach zehnjähriger Bauzeit wird in Japan die Brückenverbindung Seto-Ōhashi eröffnet. Sie dient dem Verkehr zwischen den Inseln Honshū und Shikoku.
- 1. Juli: An der deutschen Börse wird der Leitindex DAX eingeführt.
- 30. November: Die Beteiligungsgesellschaft Kohlberg Kravis Roberts & Co. wird schlagartig weltbekannt, als sie für 25 Milliarden US-Dollar den Mischkonzern RJR Nabisco erwirbt.

### Wissenschaft und Technik
- 18. März: Eine totale Sonnenfinsternis im Westpazifik
- 1. Mai: Im Rahmen der ICE-Weltrekordfahrt stellt der ICE-Vorläuferzug InterCityExperimental mit 406,9 km/h einen neuen Geschwindigkeitsrekord für Schienenfahrzeuge auf.
- 19. September: Israel startet mit der Shavit-Rakete den Satelliten Ofeq 1.
- 23. September: In Stratzing (Niederösterreich) wird die Venus vom Galgenberg gefunden. Die über 30.000 Jahre alte Frauenstatuette ist das bislang älteste Artefakt der Welt.
- 21. Oktober: Erster Start einer MMR06-M-Rakete auf der Halbinsel Zingst
- 23. November: Technologiemuseum Questacon wird in Canberra eröffnet.
- 9. Dezember: Das schwedische Mehrzweckkampfflugzeug Saab 39 absolviert seinen Erstflug.
- Der erste wirkliche Computerwurm legt zehn Prozent des damaligen Internet lahm.

### Religion
- 11. März: In Shah Alam wird die Abdul-Aziz-Shah-Moschee fertiggestellt, die mit einem Fassungsvermögen von 24.000 Menschen größte Moschee Malaysias.
- 19. Juni: Andreas Dung-Lac und weitere 116 vietnamesische Märtyrer werden von Papst Johannes Paul II. heiliggesprochen.
- 20. Dezember: Papst Johannes Paul II. ernennt Joachim Kardinal Meisner zum Erzbischof von Köln.

### Kultur und Gesellschaft
- Der Roman „Doktor Schiwago“ von Boris Pasternak wird 32 Jahre nach seiner Fertigstellung in der Sowjetunion veröffentlicht.
- Berlin (West) wird Kulturhauptstadt Europas.
- 5. Januar: Deutsche Erstausstrahlung der Fernsehserie Alf im ZDF
- 10. März: Ödipussi hat als erster Spielfilm von Victor von Bülow alias Loriot gleichzeitig seine Uraufführung in West- und Ost-Berlin.
- 30. März: Herbert Grönemeyers Album Ö erscheint.
- 11. April: Die Kultusministerkonferenz (KMK) in der Bundesrepublik Deutschland beschließt die Neugestaltung des Abiturs (Gymnasiale Oberstufe in der Sekundarstufe II) die ab 1. August 1989 in Kraft tritt.
- 16. April: Konzertante Uraufführung der Oper Beatrice Cenci von Berthold Goldschmidt in London.

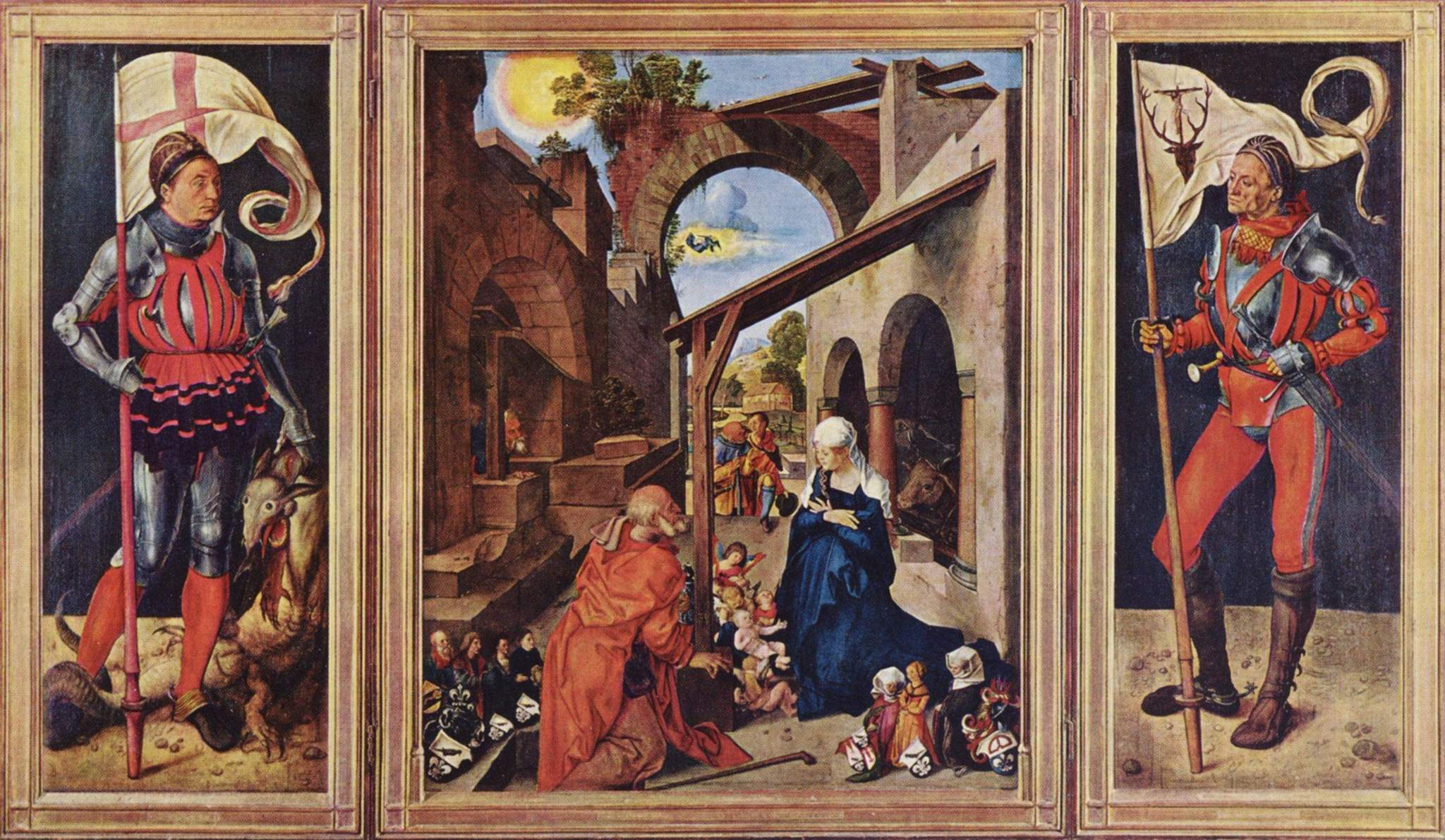
Beschädigt: Dürers Paumgartner-Altar

- 21. April: Hans-Joachim Bohlmann verübt während eines Hafturlaubs in der Münchner Alten Pinakothek ein Schwefelsäure-Attentat auf drei Werke Albrecht Dürers, unter anderem den Paumgartner-Altar.
- 30. April: Céline Dion gewinnt in Dublin mit dem Lied Ne partez pas sans moi für die Schweiz die 33. Auflage des Eurovision Song Contest
- 7. Mai: In Mailand wird die Oper Montag von Karlheinz Stockhausen aus dem Zyklus Licht uraufgeführt.
- 11. Juni: Im Londoner Wembley-Stadion findet das Solidaritätskonzert zum 70. Geburtstag von Nelson Mandela statt.
- 18. Juni: Depeche-Mode-Konzert 101 im Rose Bowl Stadium in Pasadena, Kalifornien
- 19. Juni: Michael Jackson gibt ein Konzert auf dem Platz der Republik in West-Berlin.
- 27. Juni: Kulturabkommen zwischen der Bundesrepublik Deutschland und Kamerun. In Kraft seit dem 14. Februar 1989.
- 9. Juli: Die Punkband Die Ärzte gibt ihr Abschiedskonzert auf Sylt.
- 19. Juli: das Bruce-Springsteen-Konzert in Ost-Berlin ist das größte Konzert in der Geschichte der DDR.
- 8. August: Die US-amerikanische Hip-Hop-Gruppe N.W.A veröffentlicht ihr Album Straight Outta Compton.
- 28. September: Kulturabkommen zwischen der Bundesrepublik Deutschland und Indonesien. In Kraft seit dem 2. April 1990.
- 29. September: Kulturabkommen zwischen der Bundesrepublik Deutschland und Somalia. In Kraft seit dem 15. März 1990.
- 10. November: Kulturabkommen zwischen der Bundesrepublik Deutschland und der Zentralafrikanischen Republik. In Kraft seit dem 2. Januar 1991.
- 11. November: Kulturabkommen zwischen der Republik Österreich und der Republik Tunesien.
- 18. November: Die Regierung der DDR unterbindet die Auslieferung der sowjetischen Zeitschrift Sputnik durch den Postzeitungsvertrieb, was praktisch auf ein Verbot hinausläuft.

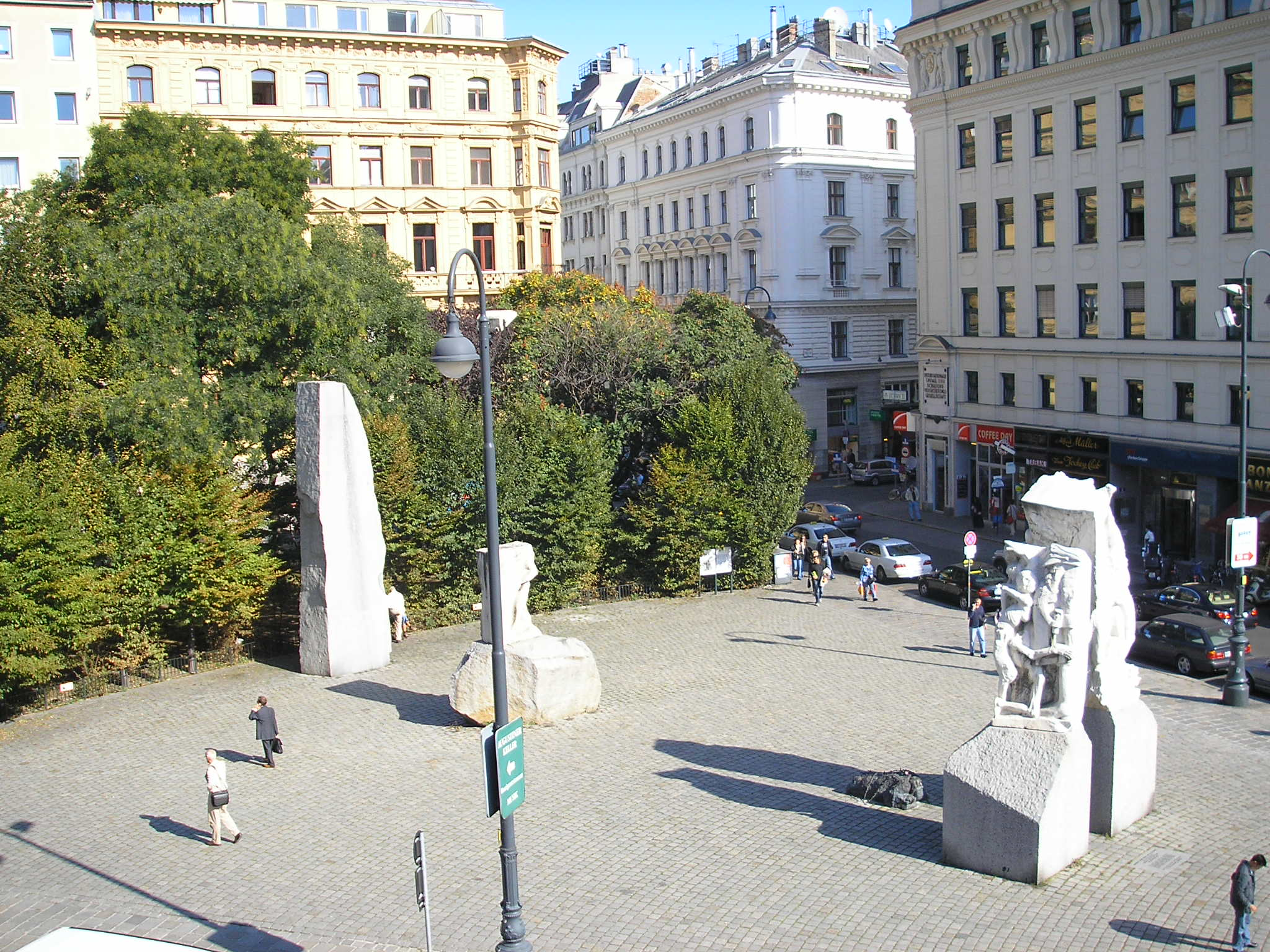
1988: Mahnmal gegen Krieg und Faschismus

- 24. November: Auf dem Wiener Albertinaplatz wird das errichtete Mahnmal gegen Krieg und Faschismus des Bildhauers Alfred Hrdlicka der Öffentlichkeit übergeben.
- 26. November: In Berlin werden erstmals die Europäischen Filmpreise verliehen, die als Felix tituliert werden.
- 17. Dezember: Erstmalige Verleihung der Otto-Hahn-Friedensmedaille in Berlin (an den ehemaligen italienischen Staatspräsidenten Sandro Pertini).
- Erster Kunststoffgeldschein im Umlauf
- Gründung der transmediale, Festival für Kunst und digitale Kultur
- Die Ausstellung Freeze findet in London statt.
- Das Tollwood-Festival findet erstmals in München statt.
- Zum ersten Mal wird das Sunflower River Blues & Gospel Festival in Clarksdale, Mississippi veranstaltet.

### Sport

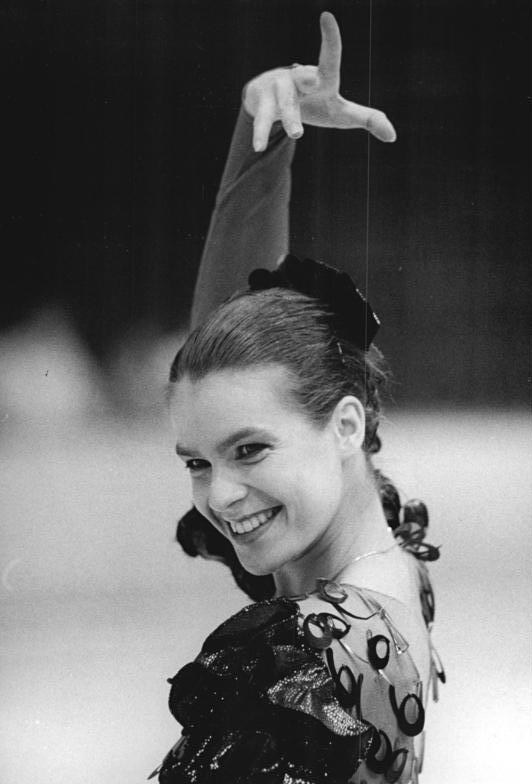
Katarina Witt wird mit Carmen Olympiasiegerin in Calgary

- Einträge von Leichtathletik-Weltrekorden siehe unter der jeweiligen Disziplin unter Leichtathletik.
- 22. Januar: Mike Tyson gewinnt seinen Boxkampf und Weltmeistertitel im Schwergewicht gegen Larry Holmes in der Convention Hall, Atlantic City, New Jersey, USA, durch technischen K. o.
- 13. bis 28. Februar: XV. Olympische Winterspiele in Calgary, Kanada.
- 21. März: Mike Tyson gewinnt seinen Boxkampf und Weltmeistertitel im Schwergewicht gegen Tony Tubbs im Tokyo Dome, Tokio, Japan, durch technischen K. o.
- 27. März bis 17. September: Austragung der 40. FIM-Motorrad-Straßenweltmeisterschaft
- 3. April bis 13. November: Austragung der 39. Formel-1-Weltmeisterschaft
- 18. Mai: Bayer 04 Leverkusen gewinnt den UEFA-Cup gegen Espanyol Barcelona, nachdem sie die Hinspiel-Niederlage (0:3 in Barcelona) mit 3:0 ausgleichen und das Elfmeterschießen mit 3:2 für sich entscheiden.
- 21. Mai: Werder Bremen wird Deutscher Meister in der ersten Fußball-Bundesliga.
- 10. Juni bis 25. Juni: Die Niederländische Fußballnationalmannschaft gewinnt durch einen 2:0-Sieg über die UdSSR die achte Fußball-Europameisterschaft 1988 in der Bundesrepublik Deutschland.
- 27. Juni: Mike Tyson gewinnt seinen Boxkampf und Weltmeistertitel im Schwergewicht gegen Michael Spinks in der Convention Hall, Atlantic City, New Jersey, USA, durch K. o.
- 10. September: Die Tennisspielerin Steffi Graf gewinnt mit ihrem Sieg bei den US Open gegen die Argentinierin Gabriela Sabatini als erste Deutsche und dritte Spielerin überhaupt alle Grand-Slam-Turniere.
- 17. September bis 2. Oktober: XXIV. Olympische Sommerspiele in Seoul/Südkorea. Steffi Graf gewinnt dabei nach dem Grand Slam auch das olympische Tennisturnier. Diese Leistung wird Golden Slam genannt.

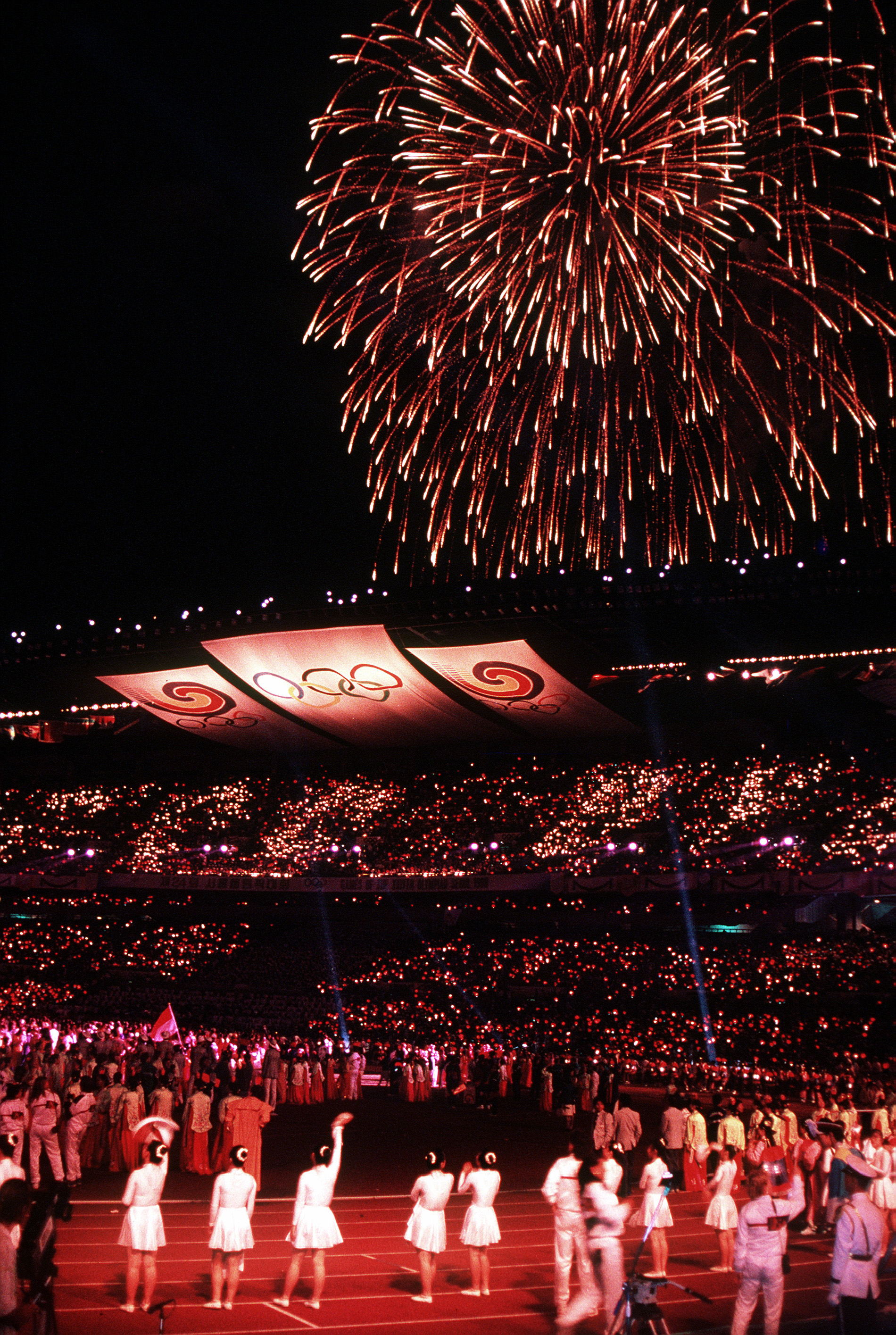
Feuerwerk in Seoul zur Abschlussfeier

- 2. Oktober: In Seoul enden die Olympischen Sommerspiele mit einem Feuerwerk. Herausragende Athleten dieser Spiele sind die Schwimmer Kristin Otto mit sechs und Matt Biondi mit fünf Goldmedaillen.
- 30. Oktober: Ayrton Senna steht nach dem Rennen in Suzuka und vor dem Saisonabschluss mit dem Großen Preis von Australien zum ersten Mal als Formel-1-Weltmeister fest.
- 10. Dezember: Jan Boklöv gewinnt in Lake Placid als erster Skispringer im V-Stil und läutet so eine Revolution im Skispringen ein.
- 16. bis 18. Dezember: Deutschland (mit Boris Becker, Carl-Uwe Steeb, Eric Jelen und Patrik Kühnen) gewinnt das Davis-Cup-Finale gegen Schweden.
- Sepp Gschwendtner führt den ersten dokumentierten Streckenflug eines Gleitschirmpiloten in Deutschland durch. Die erreichten 14 Kilometer gelten zu der Zeit als Sensation.
- Gründung des Deutschen Cricket Bundes (offizielle Gründungsversammlung am 21. April 1989 in Hanau).
- Der FC Swarovski Tirol wird österreichischer Fußballmeister.
- Der Neuchâtel Xamax wird schweizerischer Fußballmeister.

### Katastrophen
Kleinere Unglücksfälle sind in den Unterartikeln von Katastrophe und in der Liste von Katastrophen aufgeführt.
- 19. Februar: Im Bundesstaat Rio de Janeiro kommen 300 Menschen durch Überschwemmungen und einen Erdrutsch ums Leben; ca. 50.000 Menschen werden obdachlos.
- 10. April: Bei der Explosion des pakistanischen Munitionsdepots Camp Ojhri sterben über 1000 Menschen.
- 1. Juni: Das Grubenunglück von Stolzenbach im nordhessischen Borken fordert 51 Todesopfer. Nur 6 Bergleute konnten nach 4 Tagen mit Hilfe einer Dahlbuschbombe noch lebend gerettet werden.
- 27. Juni: Ein Zugunglück im Pariser Bahnhof Gare de Lyon fordert 56 Todesopfer.
- 3. Juli: Persischer Golf, Straße von Hormus, ein Airbus A300 der Fluggesellschaft Iran Air wird versehentlich durch das US-amerikanische Kriegsschiff Vincennes abgeschossen. 290 Tote (siehe Iran-Air-Flug 655)
- 6. Juli: Ein Feuer zerstört die Bohrinsel Piper Alpha in der Nordsee. Mit 167 Todesopfern ist es bis heute das schwerste Unglück, das sich auf einer Bohrinsel ereignet hat.
- 16. August: Der Damm des Bagauda-Stausees in Nigeria bricht; durch die Flutwelle kommen 23 Menschen ums Leben.
- 20. August: Bei einem Erdbeben der Stärke 6,6 sterben in Nepal und Indien zirka 1.450 Menschen.
- 25. August: Bei einem Großbrand im Stadtteil Chiado wird die Altstadt von Lissabon fast vollständig zerstört. Das Feuer wütet auf einer Fläche von zwei Hektar.
- 28. August: Beim Flugtagunglück von Ramstein kollidieren drei der beteiligten Flugzeuge. Eines von ihnen stürzt in die Zuschauermenge. Das Unglück fordert 70 Todesopfer.
- 19. September: Der Hurrikan Gilbert löst sich über Texas auf. Der am 8. September bei den Leeward Islands entstandene tropische Wirbelsturm entwickelte sich zu einem der tödlichsten (318 Tote), kostspieligsten (Schäden von etwa 5,5 Milliarden US-Dollar) und stärksten Hurrikane (mit der dritthöchsten je gemessenen Geschwindigkeit).
- 7. Dezember: Beim Erdbeben von Spitak in Armenien kommen rund 25.000 Menschen ums Leben.
- 21. Dezember: Aufgrund einer Bombenexplosion an Bord des Pan-Am-Fluges 103 stürzt eine Boeing 747 über Lockerbie in Schottland ab. Alle 259 Menschen an Bord sowie 11 Einwohner von Lockerbie sterben. Erst am 16. August 2003 übernimmt Libyen die Verantwortung für diesen Terroranschlag und zahlt 2,7 Milliarden Dollar an die Hinterbliebenen.

## Geboren

### Januar

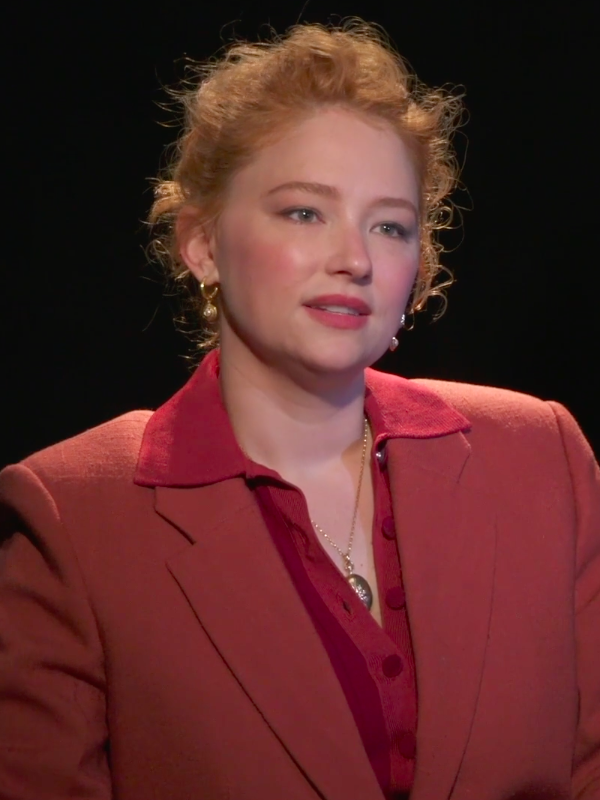
Haley Bennett

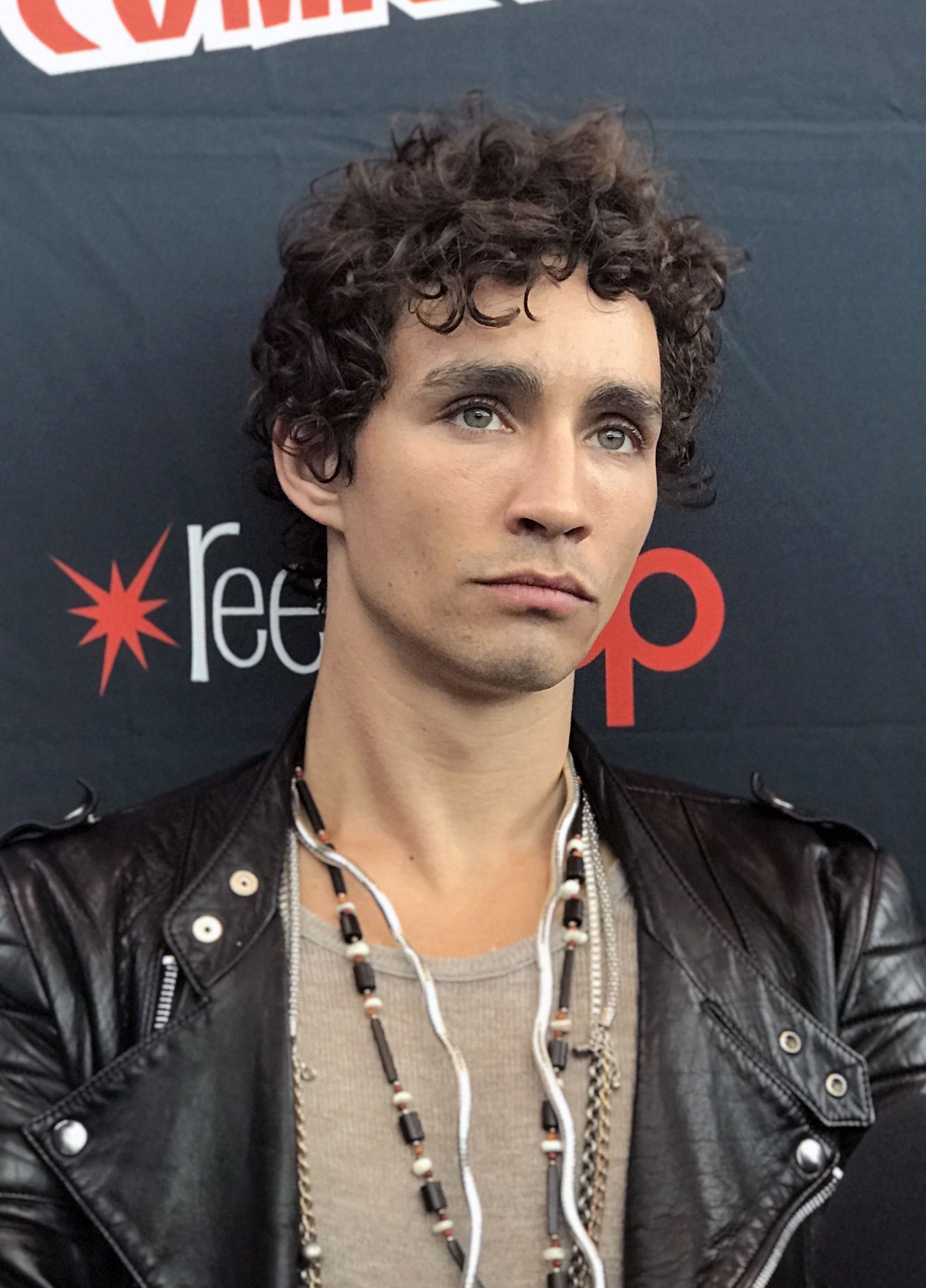
Robert Sheehan

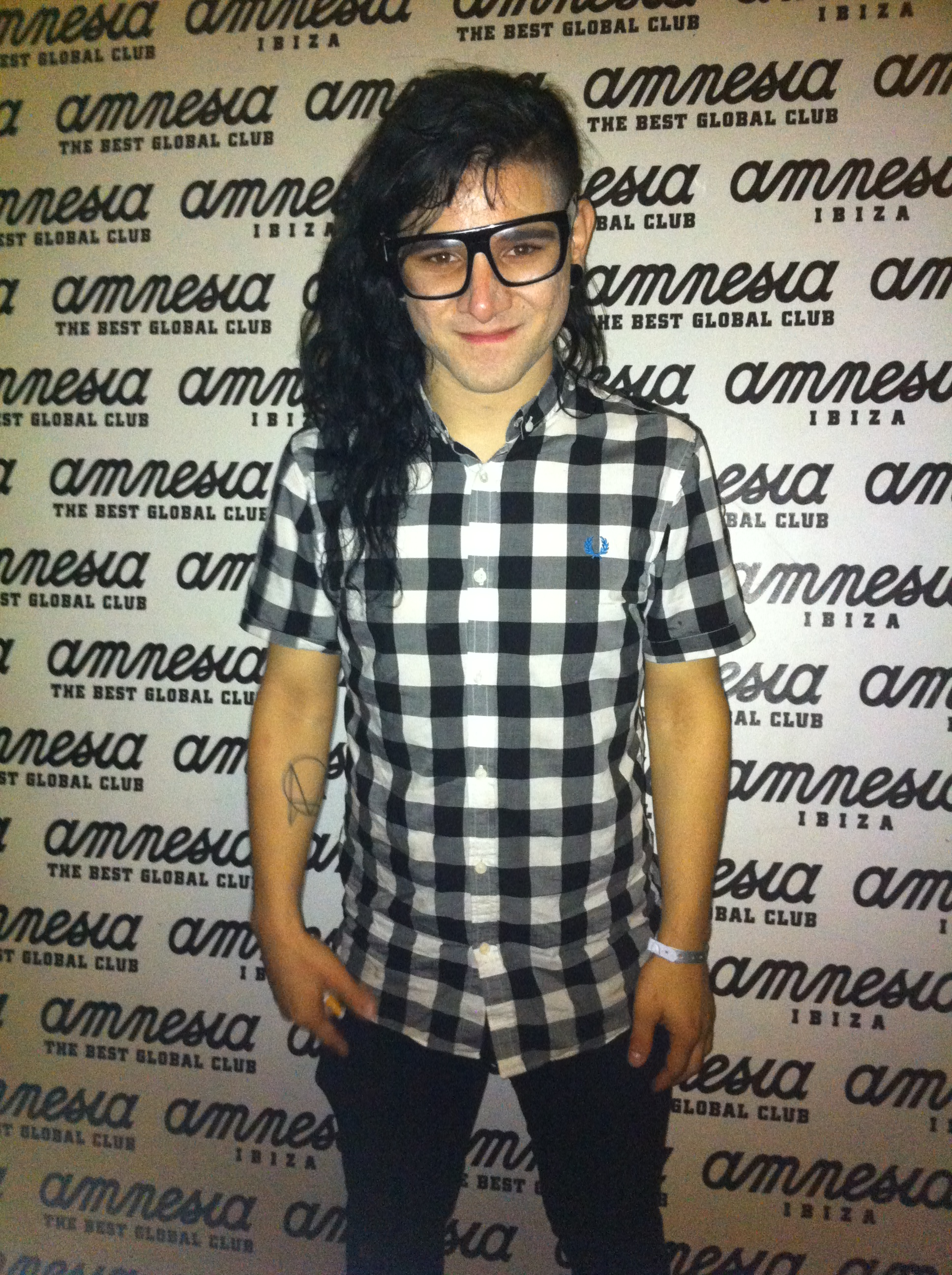
Skrillex

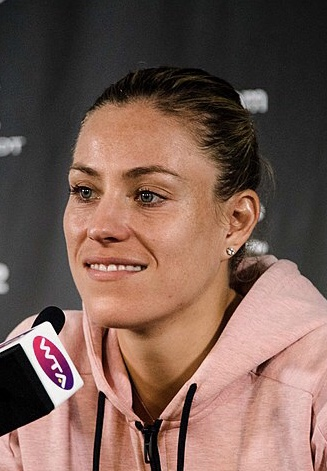
Angelique Kerber

- 01. Januar: Steffen Coßbau, deutscher Handballspieler
- 01. Januar: Sebastian Kirchner, deutscher Handballspieler
- 01. Januar: Romain Sicard, französischer Radrennfahrer
- 01. Januar: Alex Rafael da Silva Antônio, brasilianischer Fußballspieler
- 01. Januar: Chris-Florian Treutler, deutscher Handballspieler
- 02. Januar: Andrea Pasqualon, italienischer Radrennfahrer
- 03. Januar: Ikechi Anya, schottischer Fußballspieler
- 03. Januar: J. R. Hildebrand, US-amerikanischer Automobilrennfahrer
- 04. Januar: Sergej Evljuskin, deutsch-kirgisischer Fußballspieler
- 05. Januar: Azizulhasni Awang, malaysischer Bahnradsportler
- 05. Januar: Paluten, deutscher Webvideoproduzent und Autor
- 05. Januar: Arna Sif Pálsdóttir, isländische Handballspielerin
- 05. Januar: Miroslav Raduljica, serbischer Basketballspieler
- 06. Januar: Jefferson Andrade Siqueira, brasilianischer Fußballspieler
- 07. Januar: Haley Bennett, US-amerikanische Sängerin und Schauspielerin
- 07. Januar: Robbert van de Corput (Hardwell), niederländischer DJ und Musikproduzent
- 07. Januar: Max Philip Koch, deutscher Schauspieler
- 10. Januar: Bamba Anderson, brasilianischer Fußballspieler
- 10. Januar: Christian Zufelde, deutscher Handballspieler
- 11. Januar: Aislan Paulo Lotici Back, brasilianischer Fußballspieler
- 11. Januar: Lunchmoney Lewis, US-amerikanischer Sänger und Songwriter
- 11. Januar: Daniela Löwenberg, deutsche Fußballspielerin
- 12. Januar: Matthias Baur, deutscher Handballspieler
- 12. Januar: Milica Čović, serbische Handballspielerin
- 12. Januar: Douglas, niederländisch-brasilianischer Fußballspieler
- 13. Januar: Caroline Abbé, Schweizer Fußballspielerin
- 13. Januar: Leigh Broxham, australischer Fußballspieler
- 13. Januar: Daniela Dodean, rumänische Tischtennisspielerin
- 13. Januar: Petr Frydrych, tschechischer Speerwerfer
- 14. Januar: Alexander Eberlein, deutscher Fußballspieler
- 15. Januar: John Darwin Atapuma Hurtado, kolumbianischer Straßenradrennfahrer
- 15. Januar: Casey Reibelt, australische Fußballschiedsrichterin
- 16. Januar: Nicklas Bendtner, dänischer Fußballspieler
- 16. Januar: Mehmet Boztepe, türkischer Fußballspieler
- 16. Januar: Jorge Torres Nilo, mexikanischer Fußballspieler
- 17. Januar: Andrea Antonelli, italienischer Motorradrennfahrer († 2013)
- 17. Januar: Earl Clark, US-amerikanischer Basketballspieler
- 17. Januar: Louise Lyksborg, dänische Handballspielerin
- 17. Januar: Mike Di Meglio, französischer Motorradrennfahrer
- 18. Januar: Ashleigh Murray, US-amerikanische Schauspielerin
- 18. Januar: Angelique Kerber, deutsche Tennisspielerin
- 19. Januar: Dominic Kelm, deutscher Handballspieler
- 19. Januar: JaVale McGee, US-amerikanischer Basketballspieler
- 20. Januar: Pasquale Di Sabatino, italienischer Automobilrennfahrer
- 20. Januar: Elderson Echiéjilé, nigerianischer Fußballspieler
- 20. Januar: Callum MacLeod, britischer Automobilrennfahrer
- 21. Januar: Ashton Eaton, US-amerikanischer Leichtathlet
- 21. Januar: Tim Henkel, deutscher Handballspieler
- 21. Januar: Merle Wasmuth, deutsche Schauspielerin
- 22. Januar: Jewgenija Sergejewna Romanjuta, russische Bahnradsportlerin
- 22. Januar: Isabel Kerschowski, deutsche Fußballspielerin
- 22. Januar: Monique Kerschowski, deutsche Fußballspielerin
- 22. Januar: Alexia Kogut-Kubiak, französische Leichtathletin
- 22. Januar: Łukasz Rutkowski, polnischer Skispringer
- 22. Januar: Marcel Schmelzer, deutscher Fußballspieler
- 22. Januar: Greg Oden, US-amerikanischer Basketballspieler
- 23. Januar: Arnaud Anastassowa, französisch-bulgarischer Fußballspieler
- 23. Januar: Isabel Gehweiler, deutsche Violoncellistin
- 23. Januar: Lukas Kiedaisch, deutscher Filmkomponist und Musiker
- 23. Januar: Marc Sand, österreichischer Fußballspieler
- 24. Januar: Mia Boesen, dänische Handballspielerin
- 24. Januar: Tess Olofsson, schwedische Fußballschiedsrichterin
- 24. Januar: DaJuan Summers, US-amerikanischer Basketballspieler
- 25. Januar: Diego Arismendi, uruguayischer Fußballspieler
- 25. Januar: Tatiana Golovin, französische Tennisspielerin
- 25. Januar: Lisa Mazzone, Schweizer Politikerin
- 26. Januar: Błażej Augustyn, polnischer Fußballspieler
- 26. Januar: KC Rebell, deutscher Rapper
- 27. Januar: Romina Holz, deutsche Fußballspielerin
- 27. Januar: Michal Kopčo, slowakischer Handballspieler
- 27. Januar: Lina Korsgren, schwedische Skilangläuferin
- 27. Januar: Raphaela Piehler, deutsche Schwimmerin
- 27. Januar: Alexandra Purvis, kanadische Schauspielerin
- 28. Januar: Stanko Sabljić, kroatischer Handballspieler und -trainer
- 29. Januar: Julian Justus, deutscher Sportschütze
- 30. Januar: Rob Pinkston, US-amerikanischer Schauspieler
- 30. Januar: Florian Bissinger, deutscher Radrennfahrer
- 30. Januar: Stefanie Reinsperger, österreichische Schauspielerin
- 31. Januar: Daniel Wessig, deutscher Handballspieler

### Februar

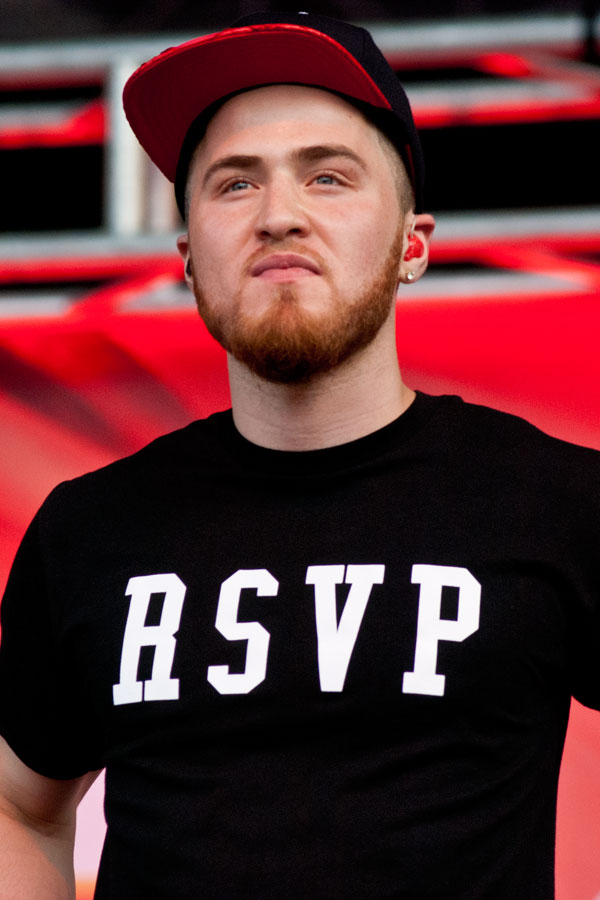
Mike Posner

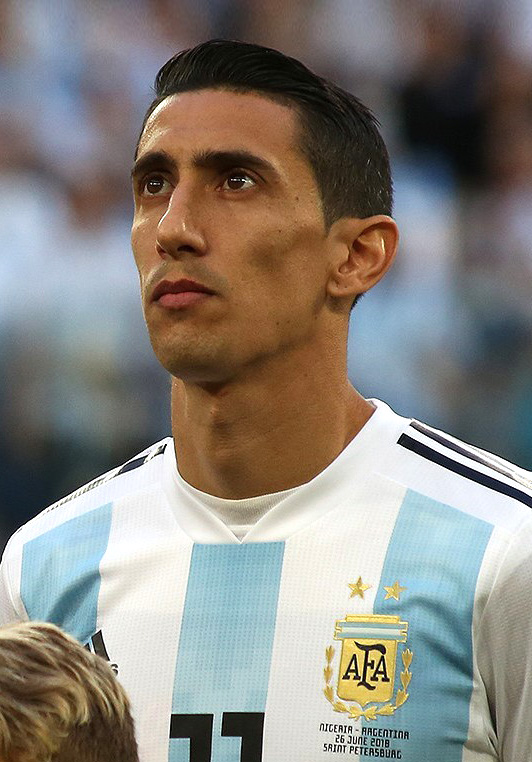
Ángel Di María

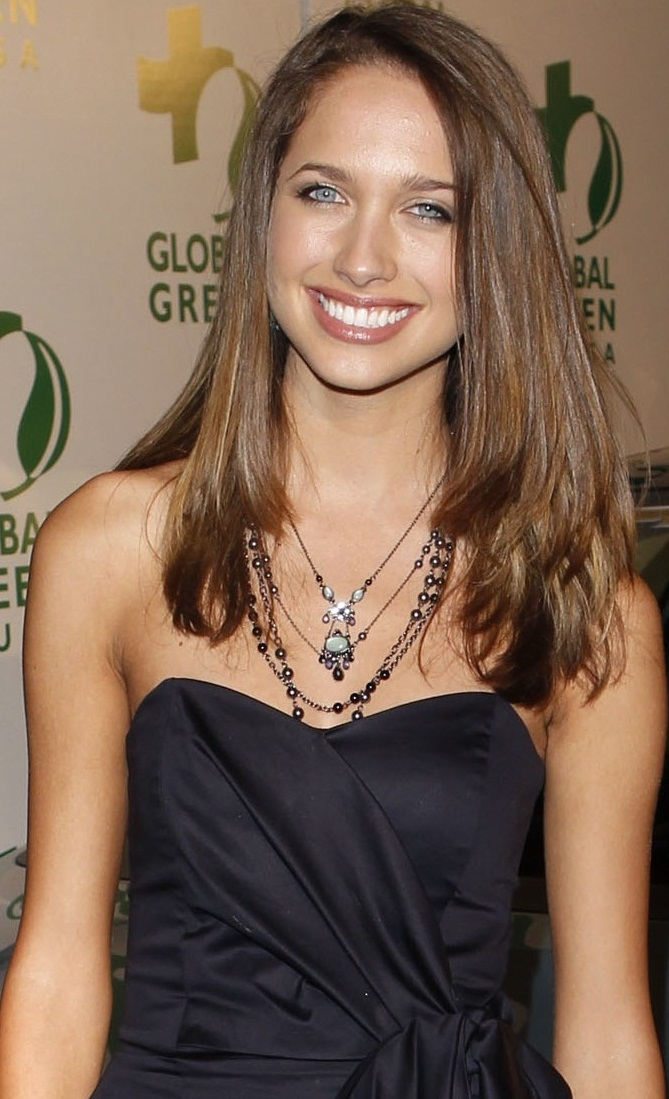
Maiara Walsh

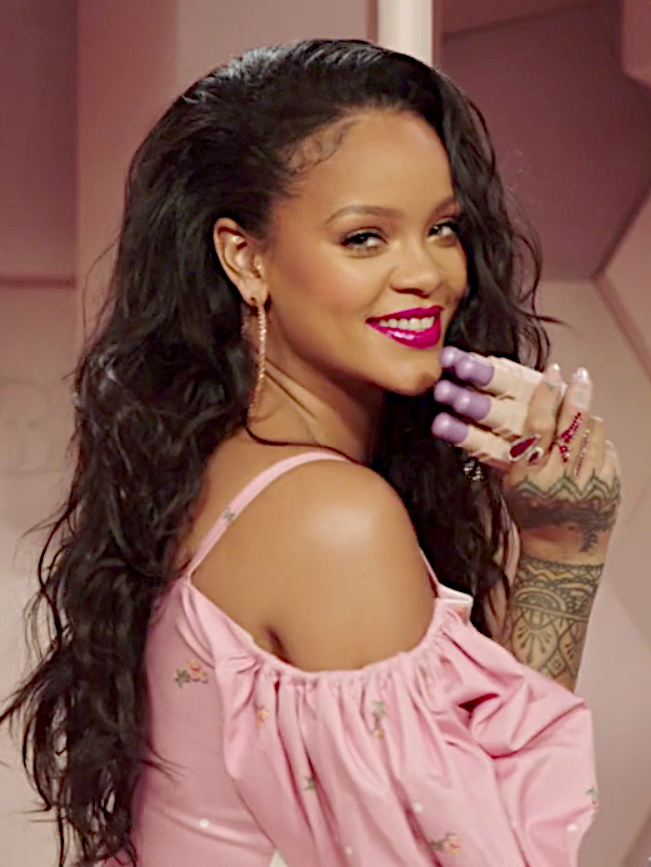
Rihanna

- 02. Februar: Gülnäfis Ajtmuchambetowa, kasachische Taekwondoin
- 02. Februar: Susanne Hartel, deutsche Fußballspielerin
- 02. Februar: Sarah Tkotsch, deutsche Schauspielerin
- 04. Februar: Carly Patterson, US-amerikanische Turnerin
- 05. Februar: Natalie Geisenberger, deutsche Rennrodlerin
- 06. Februar: Farid Ahmadi, afghanischer Fußballspieler
- 06. Februar: Joe Whitney, US-amerikanischer Eishockeyspieler
- 07. Februar: Thomas Martinot-Lagarde, französischer Leichtathlet
- 08. Februar: Abdullah Al Muzayen, kuwaitischer Squashspieler
- 08. Februar: Renato Augusto, brasilianischer Fußballspieler
- 08. Februar: Arik Braun, deutscher Schachspieler
- 08. Februar: Maxi Hayn, deutsche Handballspielerin
- 09. Februar: Jan-Marco Behr, deutscher Handballspieler
- 10. Februar: Francesco Acerbi, italienischer Fußballspieler
- 11. Februar: Christian Deutschmann, österreichischer Fußballspieler
- 11. Februar: Manuel Flickinger, deutscher Reality-TV-Darsteller und LGBT-Aktivist
- 11. Februar: Kristian Nippes, deutscher Handballspieler
- 12. Februar: Mike Posner, US-amerikanischer Sänger, Songwriter und Produzent
- 12. Februar: Anselmo Ramon Alves Erculano, brasilianischer Fußballspieler
- 13. Februar: Maximilian Brandl, deutscher Eishockeyspieler
- 13. Februar: Jewgeni Alexandrowitsch Garanitschew, russischer Biathlet
- 13. Februar: Takuto Iguchi, japanischer Automobilrennfahrer
- 13. Februar: Dmitri Jurjewitsch Sajustow, russischer Eishockeyspieler
- 13. Februar: Daniel Wisgott, deutscher Leichtgewichts-Ruderer
- 14. Februar: Ángel Di María, argentinischer Fußballspieler
- 14. Februar: Flávio Reblin, brasilianischer Radsportler
- 15. Februar: Brooke Abel, US-amerikanische Synchronschwimmerin
- 15. Februar: Nicky Catsburg, niederländischer Automobilrennfahrer
- 15. Februar: Jessica De Gouw, australische Schauspielerin
- 15. Februar: Stephanie Goddard, deutsche Fußballspielerin
- 15. Februar: Idunn Hertzberg, norwegische Tennisspielerin
- 16. Februar: Kyle Tilley, britischer Automobilrennfahrer
- 17. Februar: Natascha Kampusch, österreichisches Entführungsopfer
- 17. Februar: Kruttika Nadig, indische Schachspielerin
- 18. Februar: Maiara Walsh, US-amerikanische Schauspielerin
- 18. Februar: Andreas Wank, deutscher Skispringer
- 18. Februar: Ermin Zec, bosnisch-herzegowinischer Fußballspieler
- 20. Februar: Cédric Anton, französischer Fußballspieler
- 20. Februar: DCVDNS, deutscher Rapper
- 20. Februar: Rihanna, barbadische R&B-Sängerin
- 21. Februar: Donté Greene, US-amerikanischer Basketballspieler
- 21. Februar: Sebastian Zielinsky, deutscher Fußballspieler
- 22. Februar: Citra Febrianti, indonesische Gewichtheberin
- 22. Februar: Sebastian Tyrała, deutscher Fußballer
- 23. Februar: Inga Stöckel, deutsche Feldhockeyspielerin
- 24. Februar: Rodrigue Beaubois, französischer Basketballspieler
- 24. Februar: Amanda da Gloria, deutsche Schauspielerin
- 26. Februar: Demetrius Cesar Andrade, US-amerikanischer Boxer
- 26. Februar: John Armstrong, kanadischer Eishockeyspieler
- 26. Februar: David Krammer, deutscher Handballspieler
- 26. Februar: David Williams, australischer Fußballspieler
- 28. Februar: Olivier Jenot, monegassischer Skirennläufer
- 29. Februar: Hanne Haugen Aas, norwegische Volleyball- und Beachvolleyballspielerin
- 29. Februar: Tom Buschke, deutscher Fußballspieler
- 29. Februar: Lena Gercke, deutsches Model
- 29. Februar: Benedikt Höwedes, deutscher Fußballspieler
- 29. Februar: Marko Marković, serbischer Musiker
- 29. Februar: Michael Schick, deutscher Fußballspieler
- 29. Februar: Aqqaluk Sørensen, grönländischer Handballspieler

### März

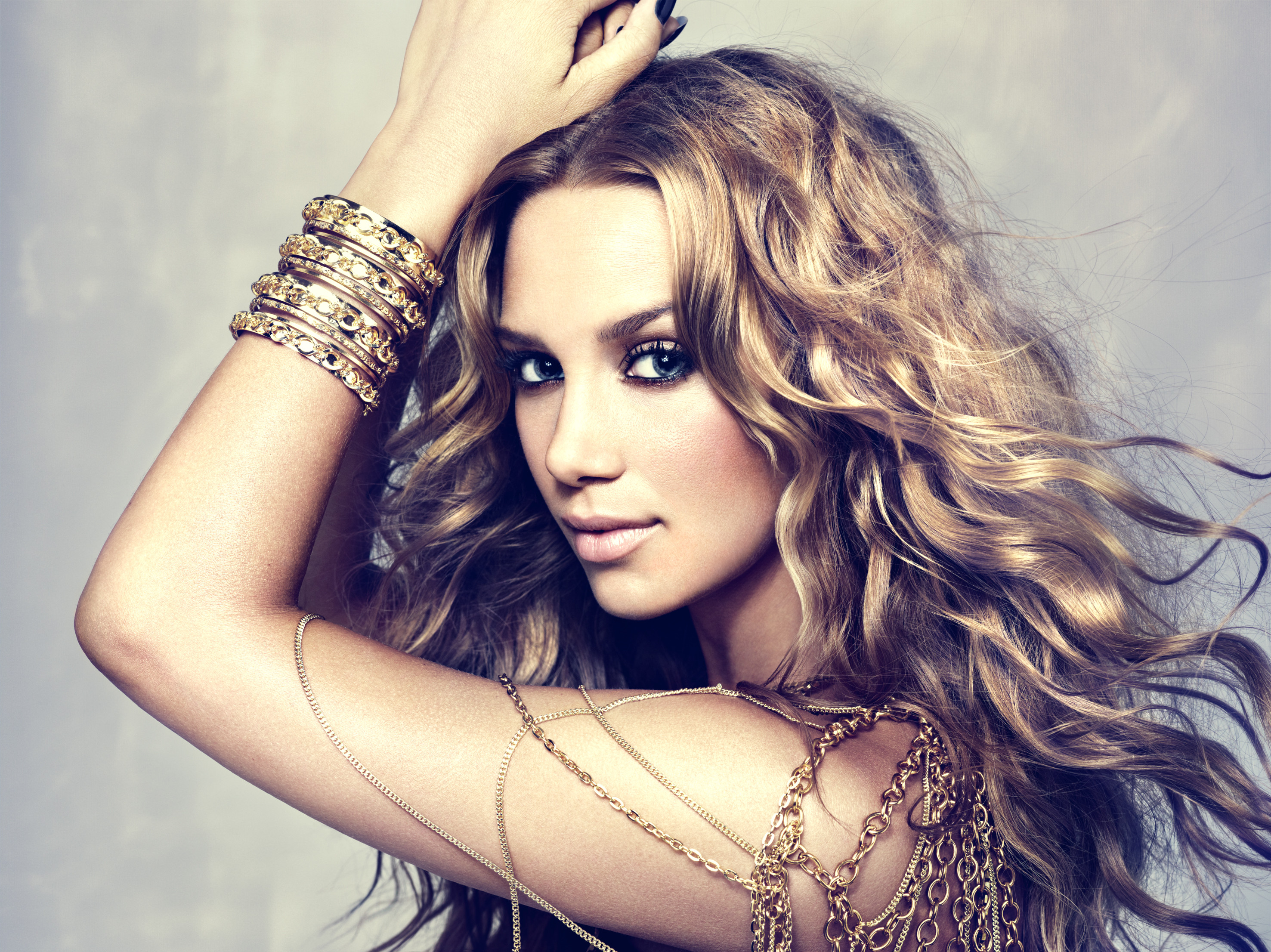
Agnes Carlsson

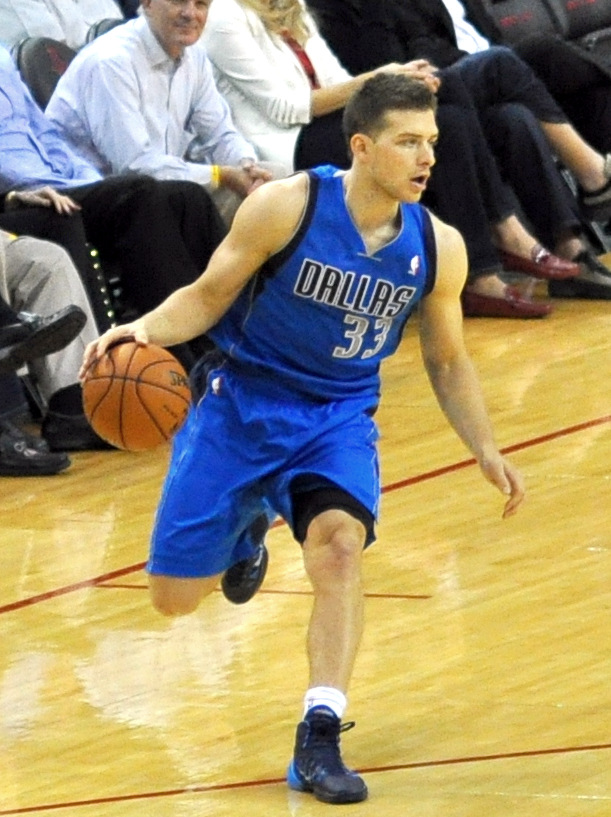
Gal Mekel

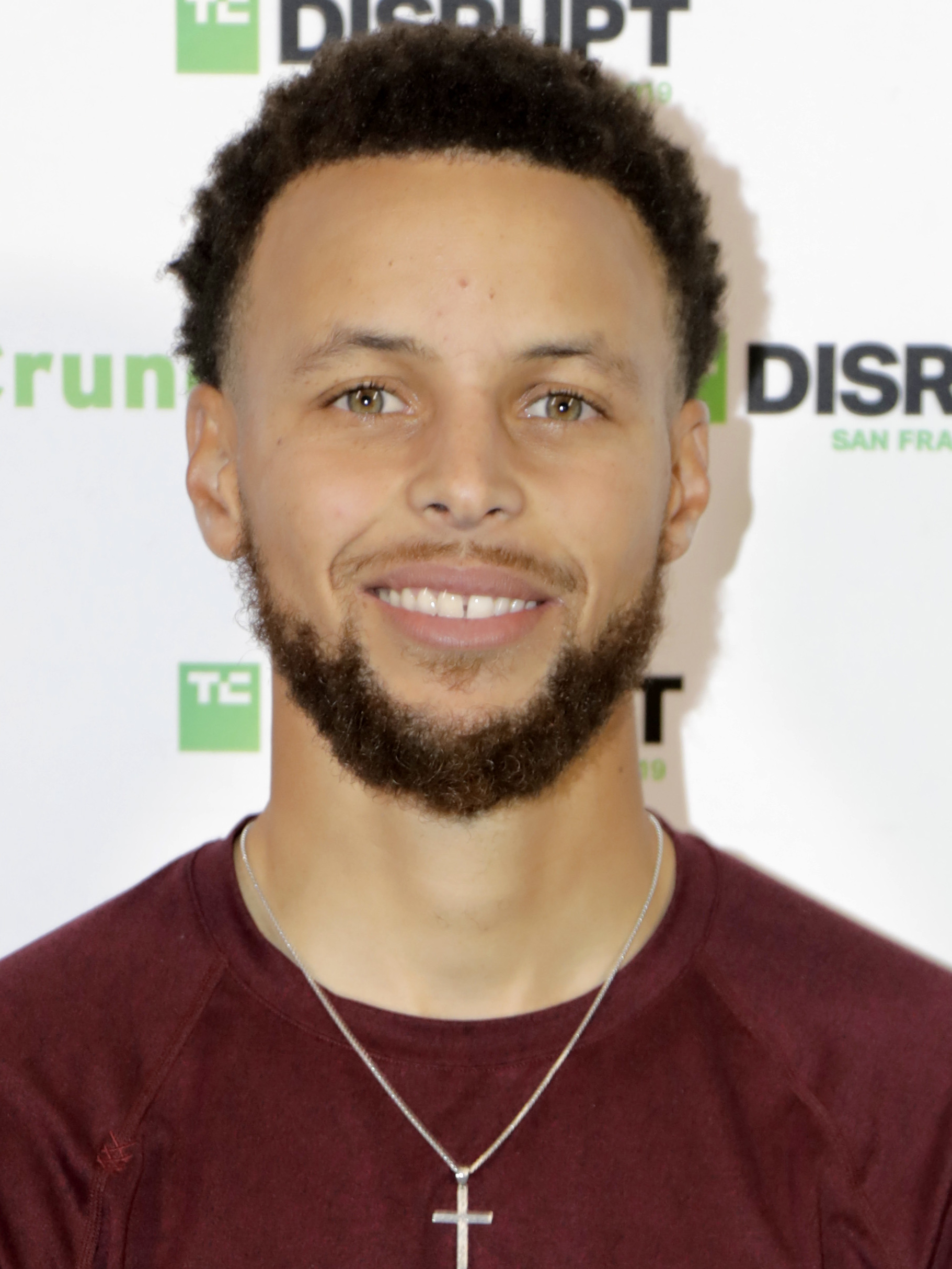
Stephen Curry

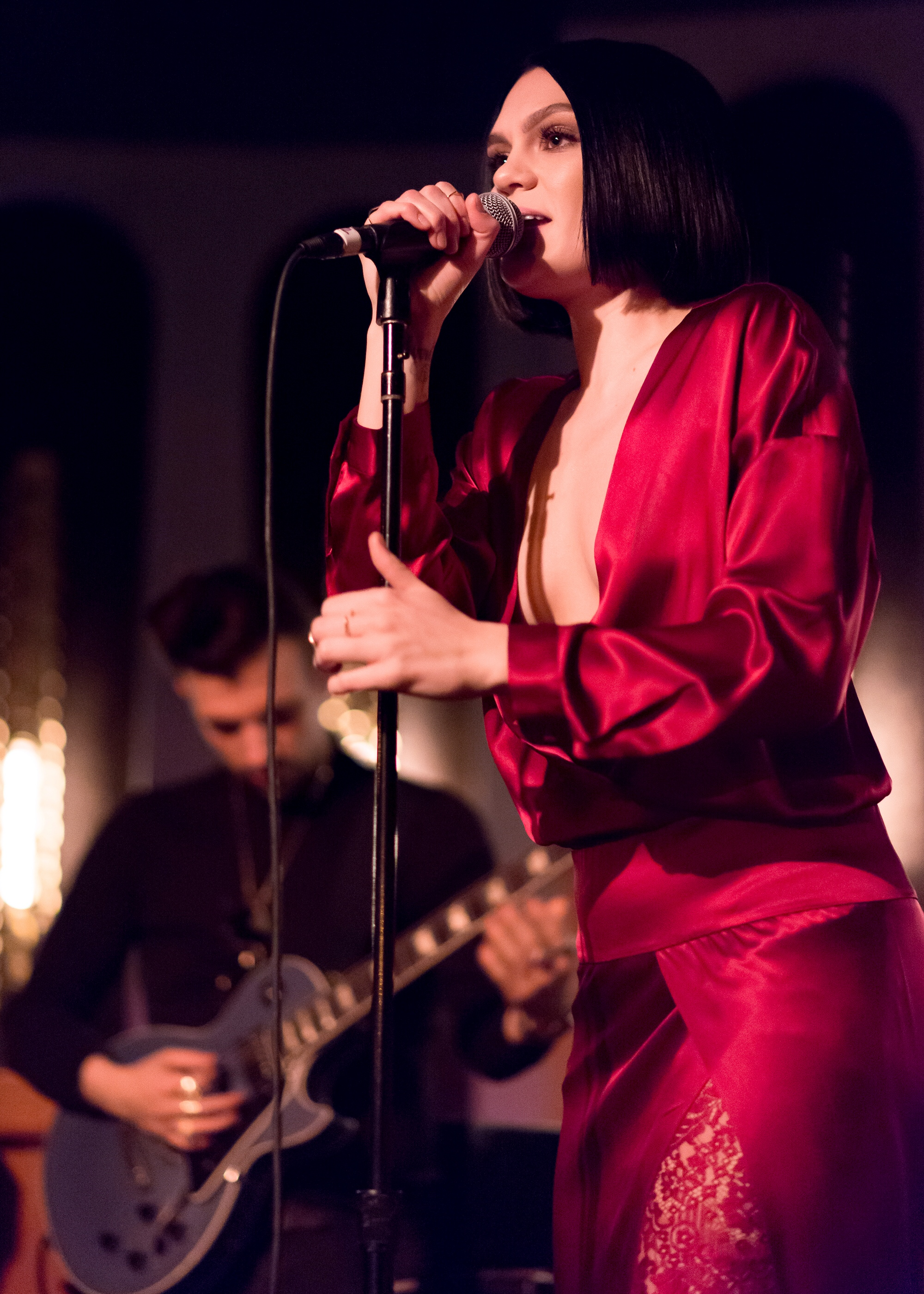
Jessie J

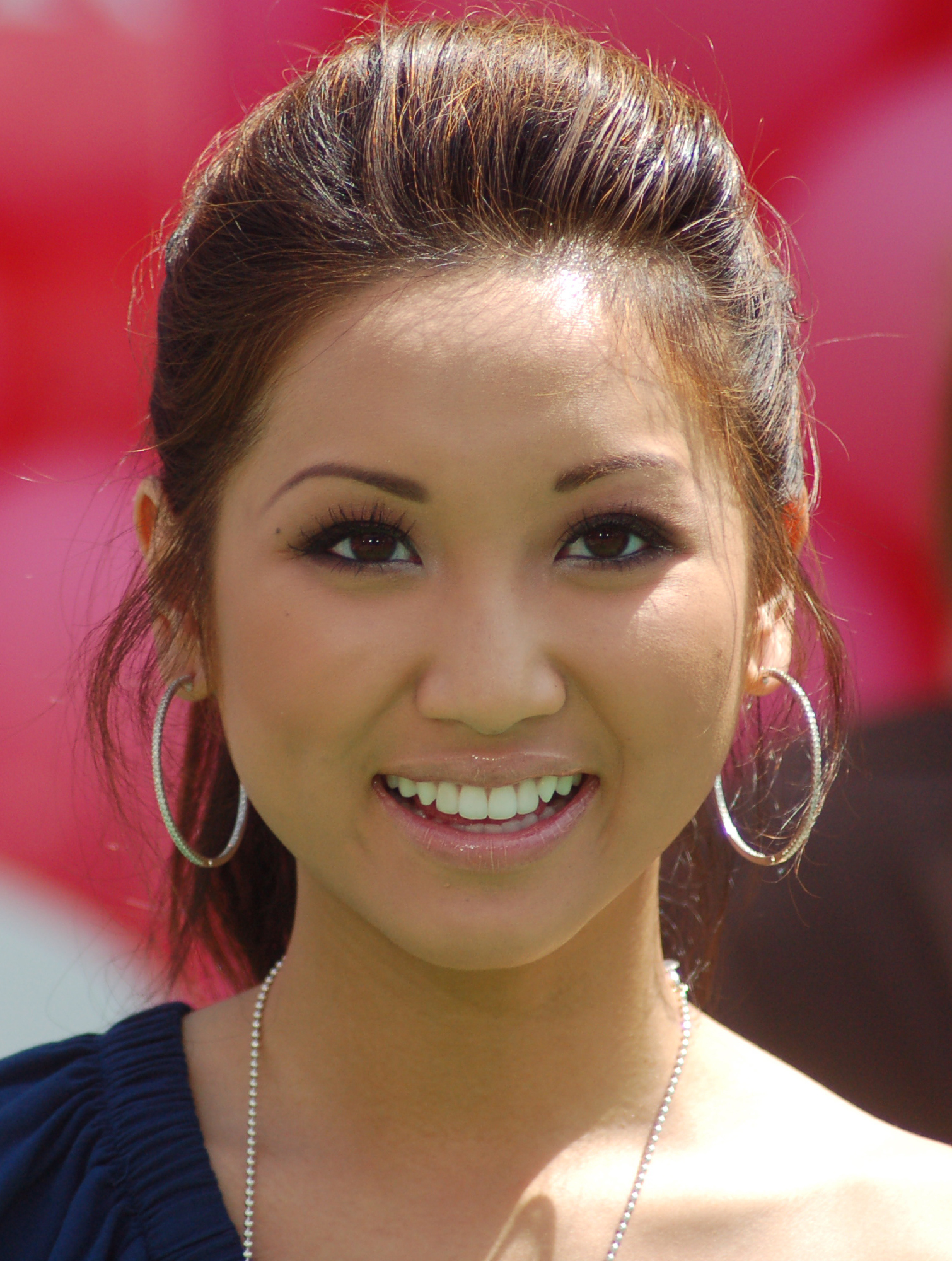
Brenda Song

- 01. März: Michail Wjatscheslawowitsch Anissin, russischer Eishockeyspieler
- 01. März: Jack Clarke, britischer Automobilrennfahrer
- 01. März: Jasmin Jannermann, deutsche Fußballspielerin
- 02. März: James Arthur, britischer Sänger, Musiker und Rapper
- 02. März: Matthew Mitcham, australischer Kunst- und Turmspringer
- 02. März: MontanaBlack, deutsch-türkischer YouTuber und Streamer
- 02. März: Dexter Pittman, US-amerikanischer Basketballspieler
- 02. März: Dean Smith, britischer Automobilrennfahrer
- 02. März: Simon Terodde, deutscher Fußballspieler
- 04. März: Gal Mekel, israelischer Basketballspieler
- 04. März: Sophia Ralli, griechische Skirennläuferin
- 04. März: Laura Siegemund, deutsche Tennisspielerin
- 05. März: Romas Kirveliavičius, litauischer Handballspieler
- 05. März: Karl Schulze, deutscher Ruderer
- 05. März: Janine Urbannek, deutsche Handballspielerin
- 06. März: Marina Eraković, neuseeländische Tennisspielerin
- 06. März: Angutimmarik Kreutzmann, grönländischer Handballspieler und -trainer
- 07. März: Sebastian Faißt, deutscher Handballspieler († 2009)
- 08. März: Damian Boeselager, deutscher Politiker und Unternehmensberater
- 08. März: Juan Carlos García, honduranischer Fußballspieler († 2018)
- 08. März: Jahmir Hyka, albanischer Fußballspieler
- 08. März: Christián Mpaka, kongolesischer Fußballspieler
- 09. März: Fabio Onidi, italienischer Automobilrennfahrer
- 09. März: Jermaine Wattimena, niederländischer Dartspieler
- 10. März: Akeem Oriyomi Agbetu, nigerianischer Fußballspieler
- 10. März: Gurgen Dabaghyan, armenischer Sänger
- 10. März: Yoel Gamzou, israelisch-amerikanischer Dirigent
- 10. März: Rostyn Griffiths, australischer Fußballspieler
- 10. März: Ivan Rakitić, kroatisch-schweizerischer Fußballspieler
- 11. März: Julian Leist, deutscher Fußballspieler
- 11. März: Halgurd Mulla Mohammed, irakischer Fußballspieler
- 11. März: Vincenzo Sarno, italienischer Fußballspieler
- 11. März: Lisa-Lena Tritscher, österreichische Schauspielerin
- 12. März: Frederic Böhle, deutscher Schauspieler, Theaterdarsteller und Sänger
- 12. März: Kim Ji-yeon, südkoreanische Säbelfechterin
- 13. März: 4tune, deutscher Rapper
- 14. März: Lautaro Acosta, argentinischer Fußballspieler
- 14. März: Stephen Curry, US-amerikanischer Basketballspieler
- 14. März: Sasha Grey, US-amerikanische Schauspielerin, Pornodarstellerin, Musikerin, DJ und Autorin
- 14. März: Maya Haddad, deutsche Schauspielerin
- 14. März: Jenny-Mai Nuyen, deutsche Fantasyschriftstellerin
- 14. März: Philipp Schaeper, deutscher Filmmusik-Komponist und Produzent
- 14. März: Ibrahim Traoré, burkinischer Staatspräsident und Militär
- 15. März: Alexander Sims, britischer Automobilrennfahrer
- 16. März: Barbara Hetmanek, deutsche Handballspielerin und -trainerin
- 16. März: Martin Männel, deutscher Fußballspieler
- 17. März: Charlotte Mordal, norwegische Handballspielerin
- 18. März: Hovhannes Goharjan, armenischer Fußballspieler
- 19. März: Max Kruse, deutscher Fußballspieler
- 19. März: Zhou Lulu, chinesische Gewichtheberin
- 19. März: Susanne Küng, Schweizer Fußballschiedsrichterassistentin
- 19. März: Josephine Schlanke, deutsche Fußballspielerin
- 20. März: Mohammed Daak, saudi-arabischer Leichtathlet
- 22. März: Geoffrey Soupe, französischer Radrennfahrer
- 23. März: Sergei Andrejewitsch Afanassjew, russischer Automobilrennfahrer
- 23. März: Sarah Jane Scott, US-amerikanische Schlagersängerin
- 25. März: Darrell Arthur, US-amerikanischer Basketballspieler
- 25. März: Big Sean, US-amerikanischer Rapper
- 26. März: Marcel Appiah, deutsch-ghanaischer Fußballspieler
- 26. März: Friederike Lütz, deutsche Handballspielerin
- 27. März: Holliday Grainger, britische Schauspielerin
- 27. März: Jessie J, britische Popmusikerin
- 28. März: Gene Renard Atkins Jr., US-amerikanischer American-Football-Spieler
- 29. März: Esther Cremer, deutsche Leichtathletin
- 29. März: Francesco Lasca, italienischer Radrennfahrer
- 30. März: Danijar Jermekowitsch Achmetow, kasachischer Eishockeyspieler
- 30. März: Capri Anderson, US-amerikanische Pornodarstellerin
- 30. März: Laura Louisa Garde, deutsche Schauspielerin
- 31. März: Ante Brkić, kroatischer Schachspieler

### April

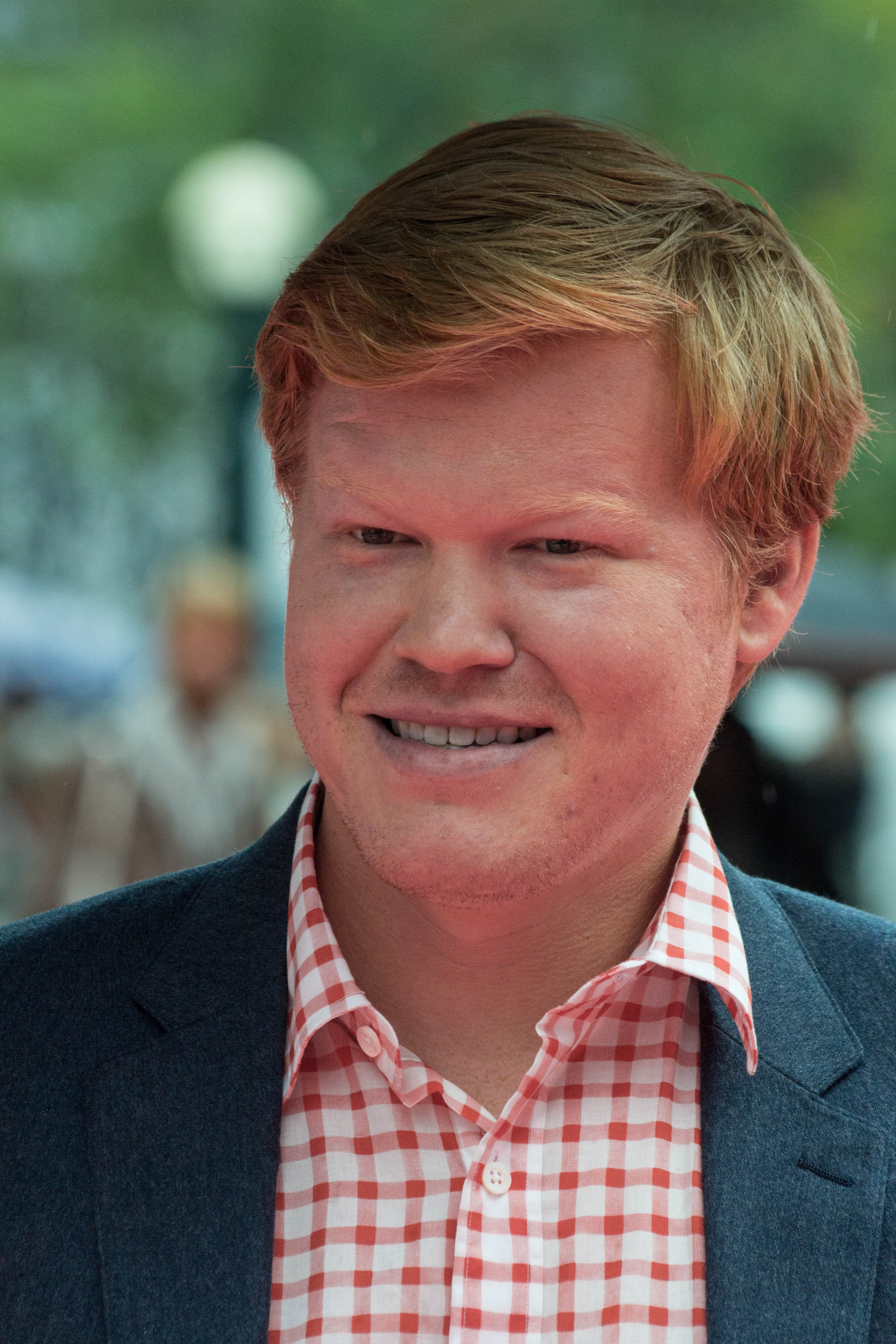
Jesse Plemons

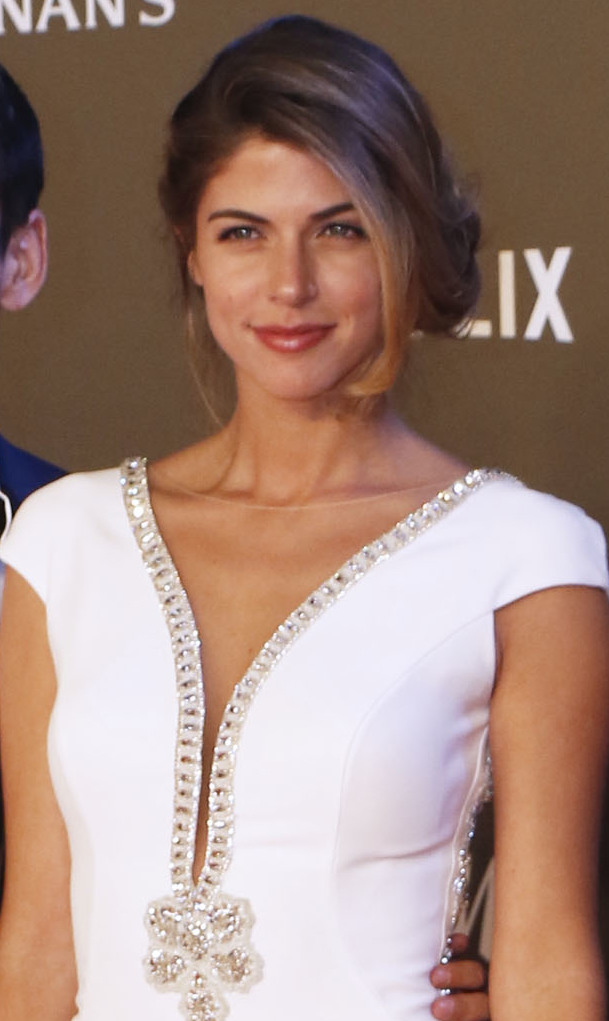
Stephanie Cayo

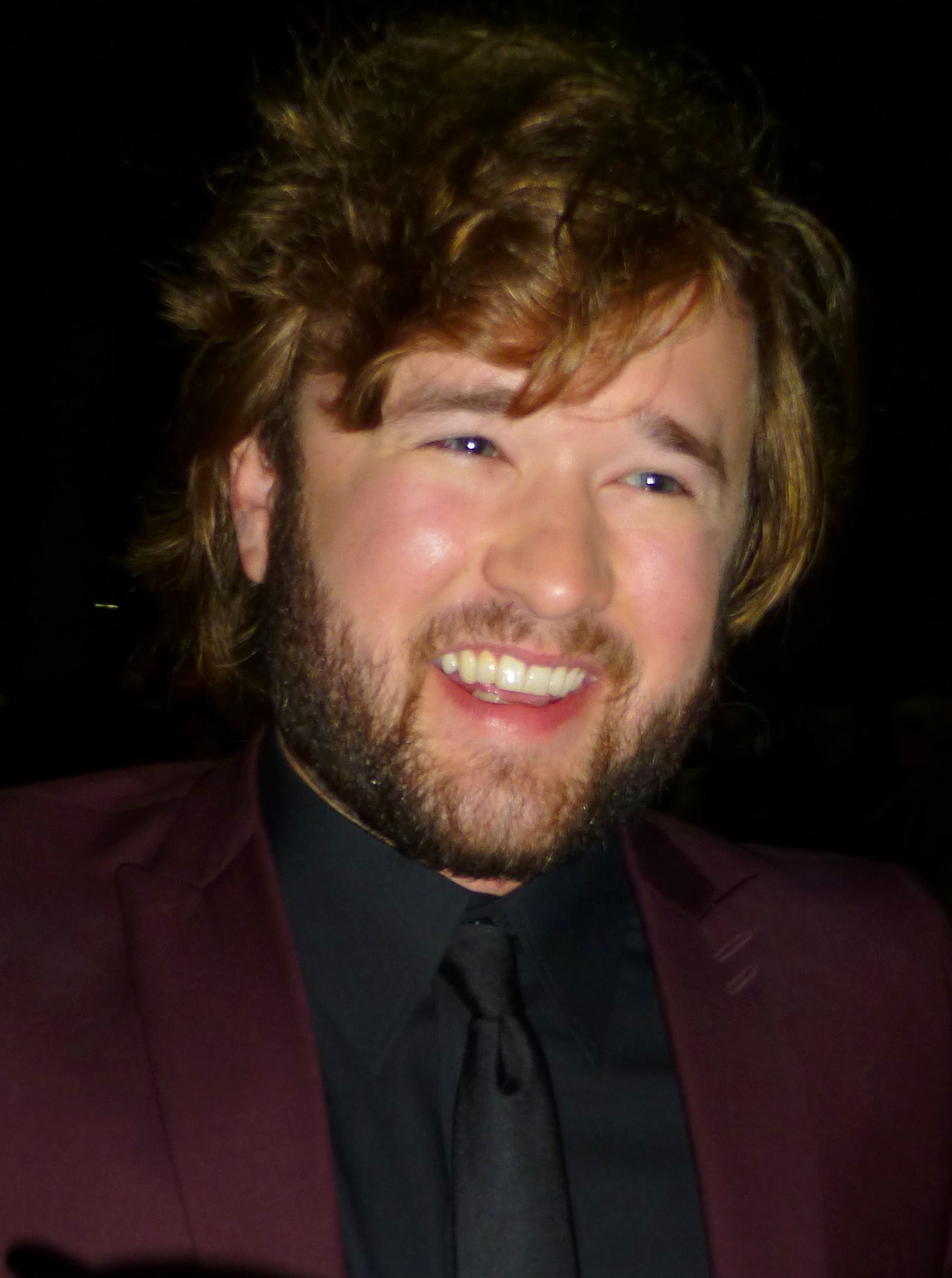
Haley Joel Osment

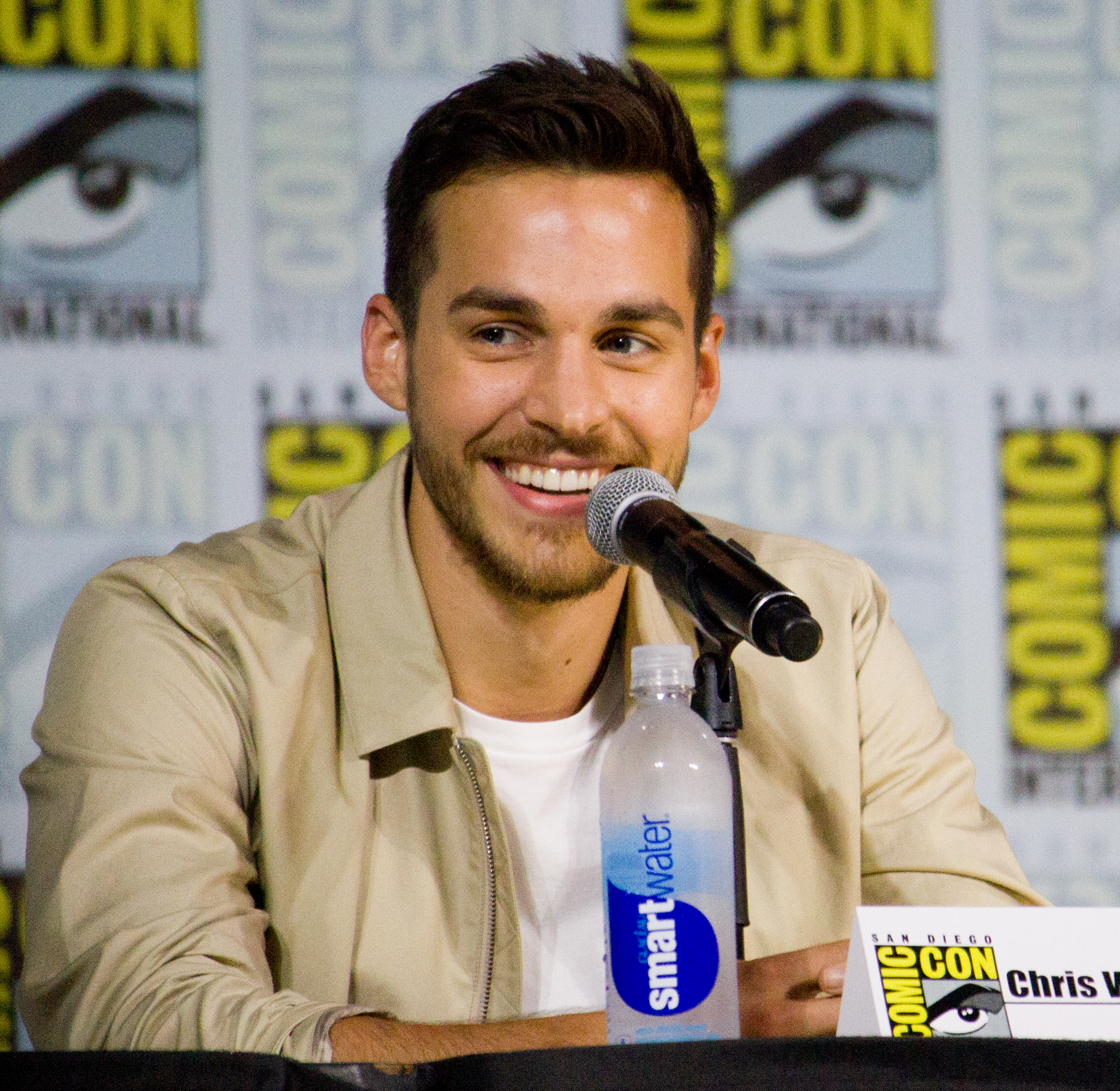
Chris Wood

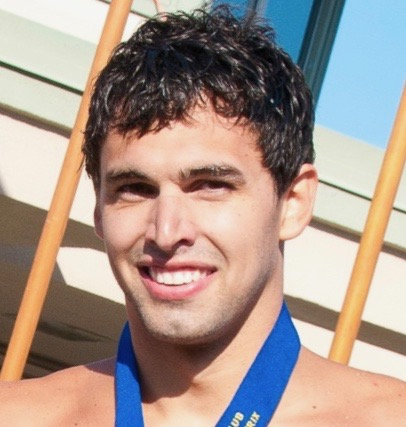
Ricky Berens

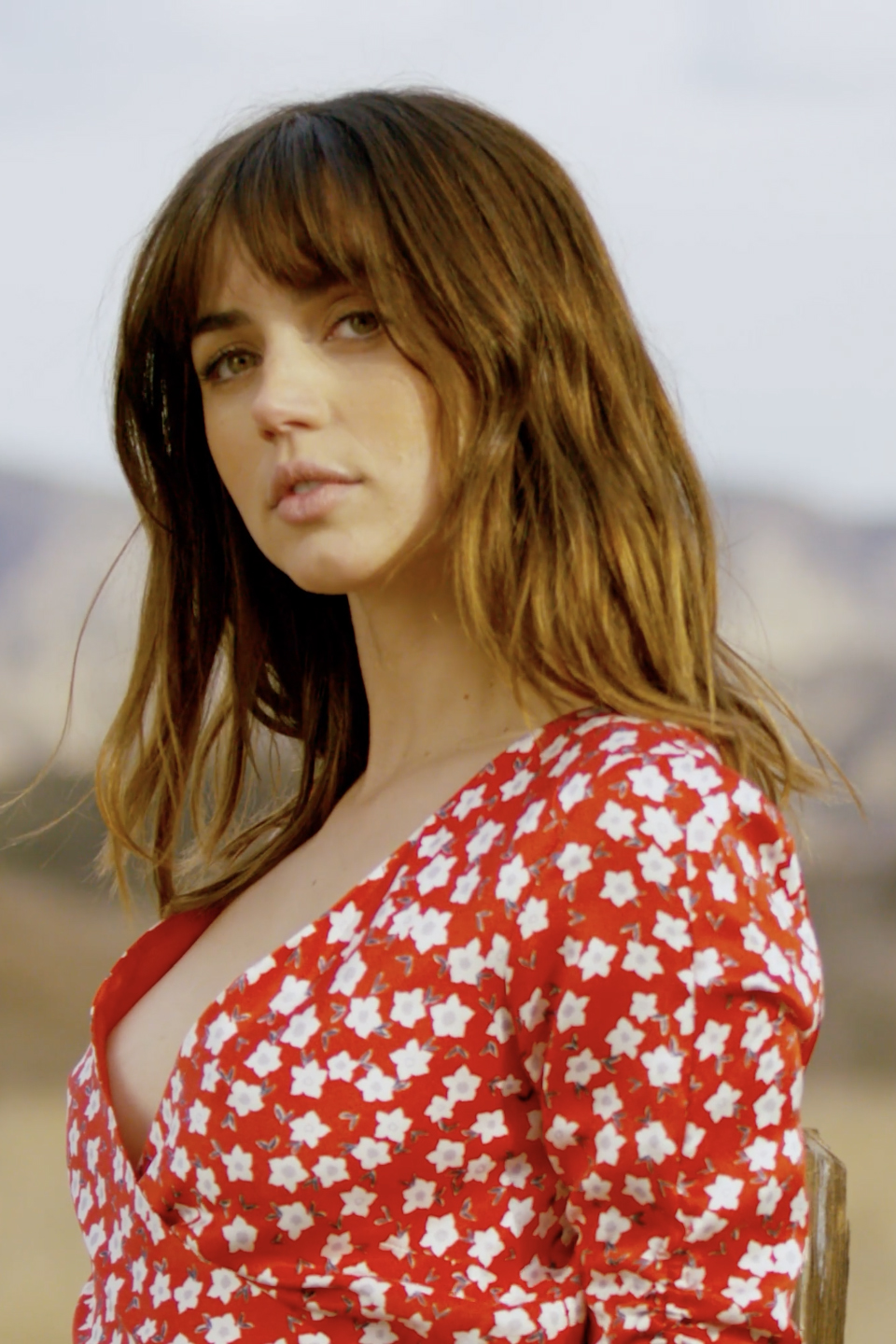
Ana de Armas

- 01. April: Fatmire Bajramaj, deutsche Fußballspielerin
- 01. April: Friederike Gubernatis, deutsche Handballspielerin
- 01. April: Brook Lopez, US-amerikanischer Basketballspieler
- 01. April: Robin Lopez, US-amerikanischer Basketballspieler
- 03. April: Christiane Seidel, deutsch-amerikanische Schauspielerin
- 04. April: Nadine Keßler, deutsche Fußballspielerin
- 07. April: Pere Riba, spanischer Tennisspieler
- 08. April: Djideo Abdoulaye, tschadischer Fußballspieler
- 08. April: William Accambray, französischer Handballspieler
- 08. April: Jenni Asserholt, schwedische Eishockeyspielerin
- 10. April: Aude Aguilaniu, französische Skisportlerin
- 10. April: Kim Falkenberg, deutscher Fußballspieler
- 10. April: Haley Joel Osment, US-amerikanischer Schauspieler
- 11. April: Frederik Götz, deutscher Schauspieler
- 11. April: Stefan Hickl, deutscher Fußballspieler
- 11. April: Mait Patrail, estnischer Handballspieler
- 12. April: Tone Damli Aaberge, norwegische Sängerin
- 12. April: Miquel Julià Perello, spanischer Automobilrennfahrer
- 12. April: Michaël Rossi, französischer Automobilrennfahrer
- 13. April: Anderson Luís de Abreu Oliveira, brasilianischer Fußballspieler
- 13. April: Will Bratt, britischer Automobilrennfahrer
- 13. April: Máximo Cortés, spanischer Automobilrennfahrer
- 13. April: Helder Mauricio da Silva Ferreira, brasilianischer Fußballspieler
- 13. April: Jernar Tschimbajew, kasachischer Billardspieler
- 13. April: Allison Williams, US-amerikanische Schauspielerin
- 14. April: Kristina Igorewna Asmus, russische Schauspielerin
- 14. April: Jan Niklas Berg, deutscher Schauspieler
- 14. April: Ratthapark Wilairot, thailändischer Motorradrennfahrer
- 15. April: Yoann Axel Cyriac Arquin, französischer Fußballspieler
- 15. April: Lily Carter, US-amerikanische Pornodarstellerin
- 15. April: Steven Defour, belgischer Fußballspieler
- 16. April: Alexandre Geniez, französischer Radrennfahrer
- 16. April: Stanislaw Gorobtschuk, deutscher Handballtorwart
- 16. April: Peter Liebers, deutscher Eiskunstläufer
- 17. April: Andreas Bleck, deutscher Politiker
- 17. April: Veronica Ricci, US-amerikanische Darstellerin
- 17. April: Pernille Wibe, norwegische Handballspielerin
- 18. April: Jurij Ajrapetjan, ukrainischer Schachmeister
- 19. April: Diego Mario Buonanotte Rende, argentinischer Fußballspieler
- 19. April: Philip Butz, deutscher Schauspieler
- 19. April: Sabrina Ceesay, deutsche Schauspielerin
- 19. April: Luka Karabatic, französischer Handballspieler
- 19. April: Radmila Petrović, montenegrinische Handballspielerin
- 20. April: Heleen Jaques, belgische Fußballspielerin
- 20. April: Kevin Schmidt, deutscher Handballspieler
- 21. April: Robert Patrick Amell, kanadischer Schauspieler
- 21. April: Gary Kagelmacher, uruguayischer Fußballspieler
- 21. April: Pawel Kusmin, russischer Billardspieler
- 21. April: Jonathan Summerton, US-amerikanischer Automobilrennfahrer
- 22. April: Nedim Hasanbegović, bosnisch-herzegowinischer Fußballspieler
- 23. April: Victor Anichebe, nigerianischer Fußballspieler
- 25. April: Elif Aşkın, türkische Biathletin
- 26. April: Amelia Alicia Anscelly, malaysische Badmintonspielerin
- 26. April: Rutger Bregman, niederländischer Historiker und Autor
- 26. April: Rauf Məmmədov, aserbaidschanischer Schachgroßmeister
- 26. April: Oscar Guido Trejo, argentinischer Fußballspieler
- 27. April: Sezer Akgül, türkischer Ringer
- 27. April: Lizzo, US-amerikanische Sängerin, Rapperin und Songwriterin
- 28. April: Niclas Andersén, schwedischer Eishockeyspieler
- 28. April: Spencer Hawes, US-amerikanischer Basketballspieler
- 28. April: Dorothée Neff, deutsche Schauspielerin
- 29. April: Sara Bertolasi, italienische Ruderin
- 29. April: Eric Schildge, US-amerikanischer Radrennfahrer
- 30. April: Ana de Armas, kubanisch-spanische Schauspielerin
- 30. April: Jordan Tresson, französischer Automobilrennfahrer

### Mai

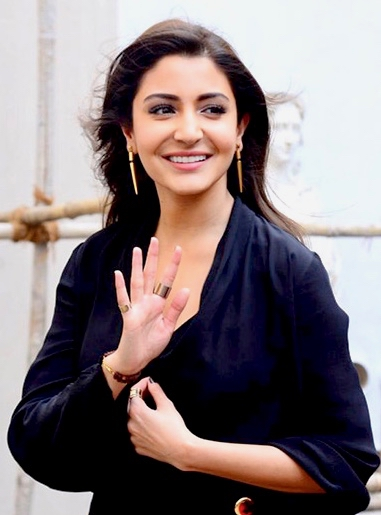
Anushka Sharma

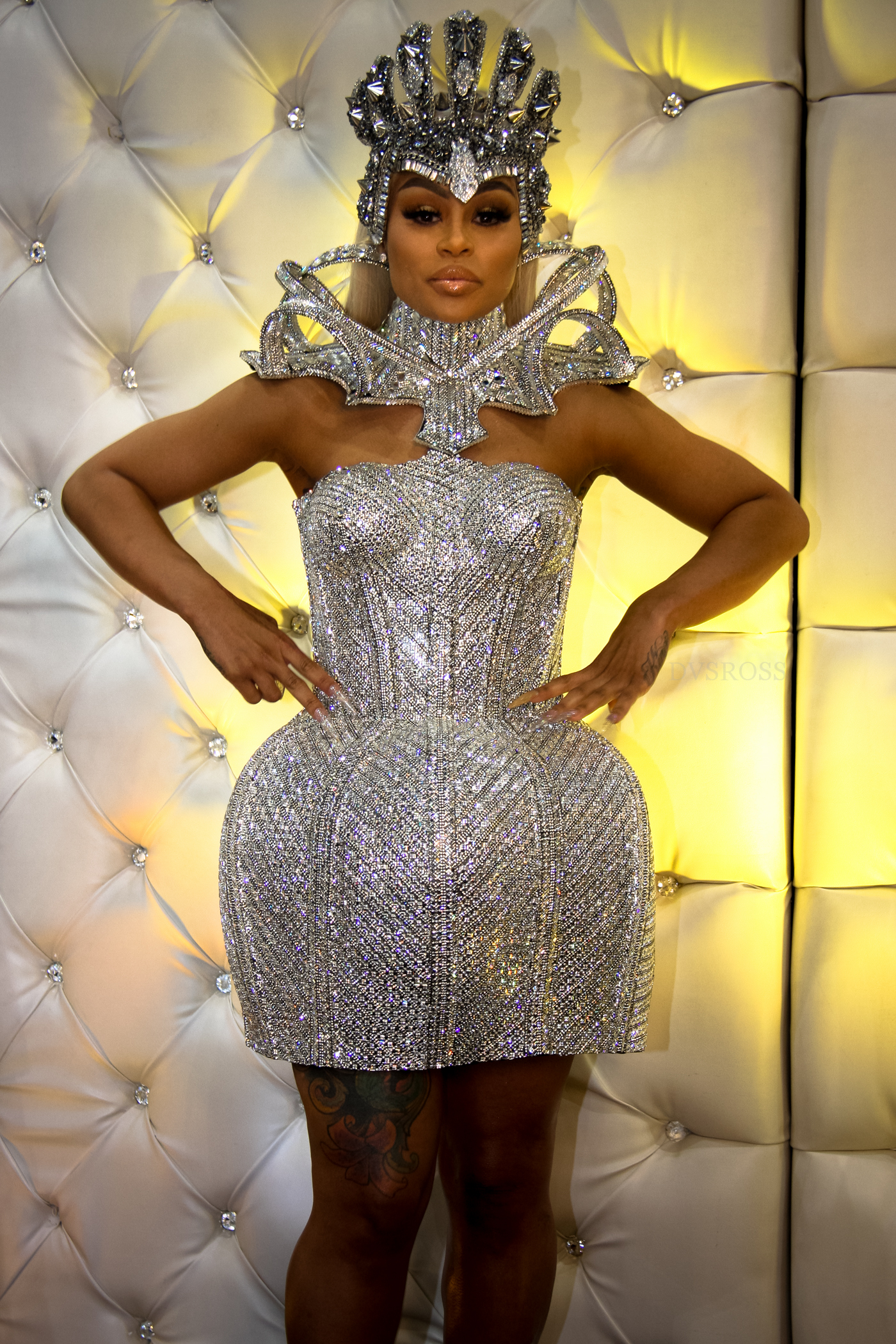
Blac Chyna

- 01. Mai: Nicholas Braun, US-amerikanischer Schauspieler
- 01. Mai: Anushka Sharma, indische Schauspielerin
- 01. Mai: Remo Schulze, deutscher Schauspieler
- 02. Mai: Jerry Akaminko, ghanaischer Fußballspieler
- 03. Mai: Danis Civil, französischer Breaker
- 03. Mai: Fanuel Kenosi, botswanischer Sprinter
- 04. Mai: Xavier Bertoni, französischer Freestyle-Skier
- 04. Mai: Nycke Groot, niederländische Handballspielerin
- 04. Mai: Radja Nainggolan, belgisch-indonesischer Fußballspieler
- 04. Mai: Kyle Singler, US-amerikanischer Basketballspieler
- 05. Mai: Adele, britische Sängerin
- 05. Mai: Vítor Faverani, brasilianischer Basketballspieler
- 05. Mai: Skye Sweetnam, kanadische Rocksängerin
- 06. Mai: Alexis Ajinça, französischer Basketballspieler
- 06. Mai: Ryan Anderson, US-amerikanischer Basketballspieler
- 07. Mai: Nathan Joel Burns, australischer Fußballspieler
- 07. Mai: Florian Frowein, deutscher Schauspieler
- 08. Mai: Maicon Pereira de Oliveira, brasilianischer Fußballspieler († 2014)
- 08. Mai: Carola Rackete, deutsche Kapitänin und Seenotretterin
- 09. Mai: Jacob Fritsch, deutscher Handballspieler
- 09. Mai: Roland Schreglmann, deutscher Schauspieler
- 10. Mai: Steffi Annys, belgische Badmintonspielerin
- 10. Mai: Joel Miller, US-amerikanischer Automobilrennfahrer
- 11. Mai: Oscar Carlén, schwedischer Handballspieler und -trainer
- 11. Mai: Severin Freund, deutscher Skispringer
- 11. Mai: Antoine McAlister, US-amerikanischer Rapper
- 11. Mai: Felicitas Hadzik, deutsche Theaterschauspielerin, Regisseurin und Sängerin
- 12. Mai: Karen Dahmen, belgisch-deutsche Schauspielerin
- 12. Mai: Aja Evans, US-amerikanische Bobsportlerin
- 12. Mai: Babett Peter, deutsche Fußballspielerin
- 13. Mai: Hakan Ateş, türkischer Fußballspieler
- 13. Mai: Said Husejinović, bosnisch-herzegowinischer Fußballspieler
- 14. Mai: Niccolò Canepa, italienischer Motorradrennfahrer
- 14. Mai: Martin Murawski, deutscher Handballspieler
- 15. Mai: Camilla Dalby, dänische Handballspielerin
- 15. Mai: Jacob Zurl, österreichischer Langstreckenradfahrer
- 17. Mai: Christine Herrmann, deutsche Handballspielerin
- 17. Mai: Nikki Reed, US-amerikanische Schauspielerin
- 20. Mai: Kārlis Auziņš, lettischer Musiker
- 20. Mai: Karoline Teska, deutsche Schauspielerin
- 21. Mai: Muhammed Ali Atam, türkischer Fußballspieler
- 21. Mai: Aída Román, mexikanische Bogenschützin
- 21. Mai: Kevin Schindler, deutscher Fußballspieler
- 22. Mai: Chase Budinger, US-amerikanischer Basketballspieler
- 23. Mai: Angelo Ogbonna, italienischer Fußballspieler
- 24. Mai: Artjom Alexejewitsch Anissimow, russischer Eishockeyspieler
- 24. Mai: Tony Gallopin, französischer Radrennfahrer
- 26. Mai: Juan Cuadrado, kolumbianischer Fußballspieler
- 26. Mai: Sami Kennedy-Sim, australische Freestyle-Skierin
- 26. Mai: Sina Martens, deutsche Schauspielerin
- 26. Mai: Susann Müller, deutsche Handballspielerin und -trainerin
- 26. Mai: Orlando Sá, portugiesischer Fußballspieler
- 27. Mai: Ted Armgren, schwedischer Biathlet
- 27. Mai: Giannis Athinaiou, griechischer Basketballspieler
- 27. Mai: Andrejs Rastorgujevs, lettischer Biathlet
- 27. Mai: Tobias Reichmann, deutscher Handballspieler
- 28. Mai: Carmen Jordá, spanische Automobilrennfahrerin
- 28. Mai: Larissa Rieß, deutsche Moderatorin, DJ und Sängerin
- 28. Mai: Ufo361, deutscher Rapper
- 31. Mai: Pilt Arnold, deutscher Hockeyspieler

### Juni

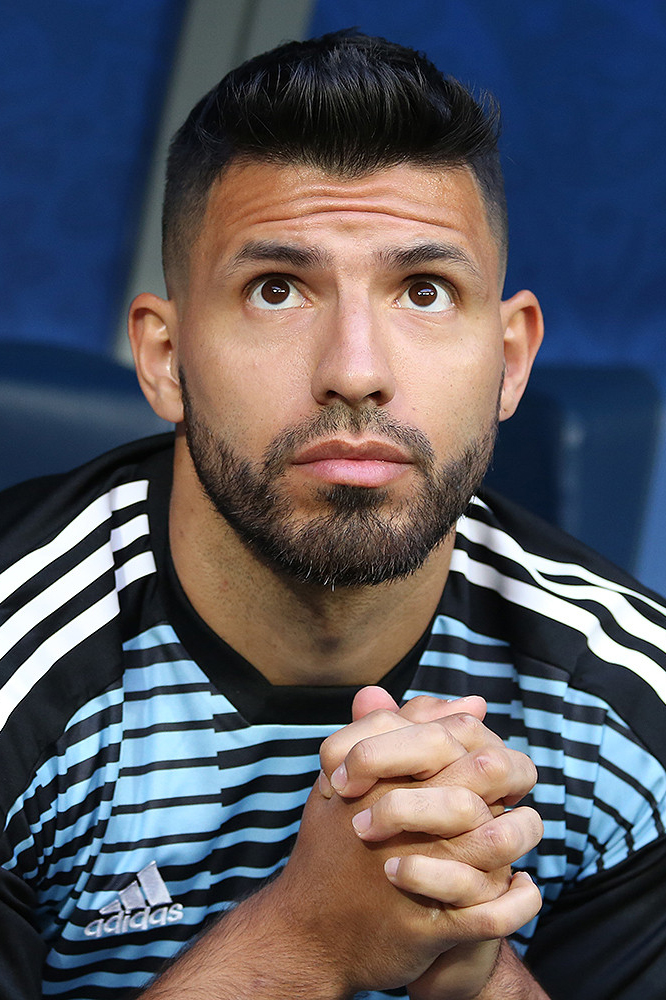
Sergio Agüero

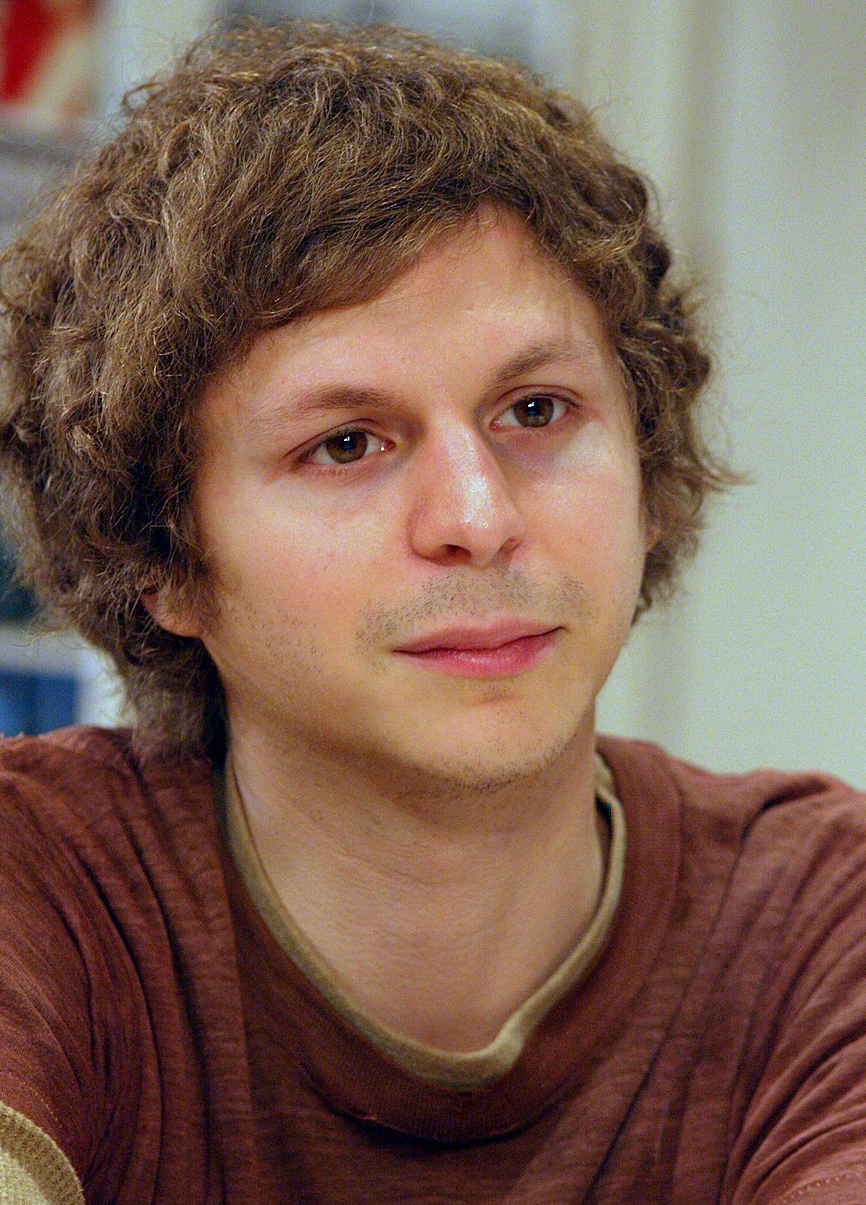
Michael Cera

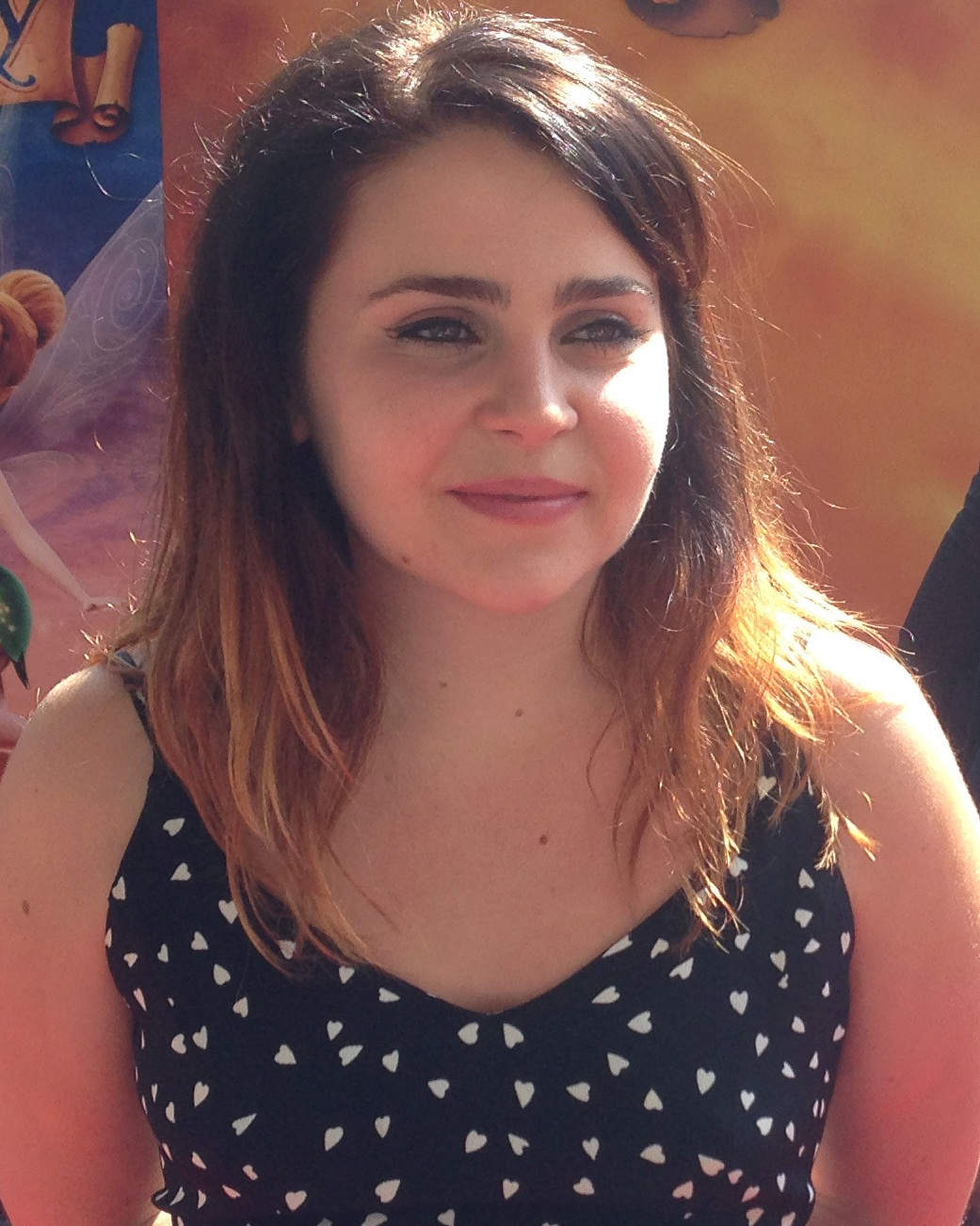
Mae Whitman

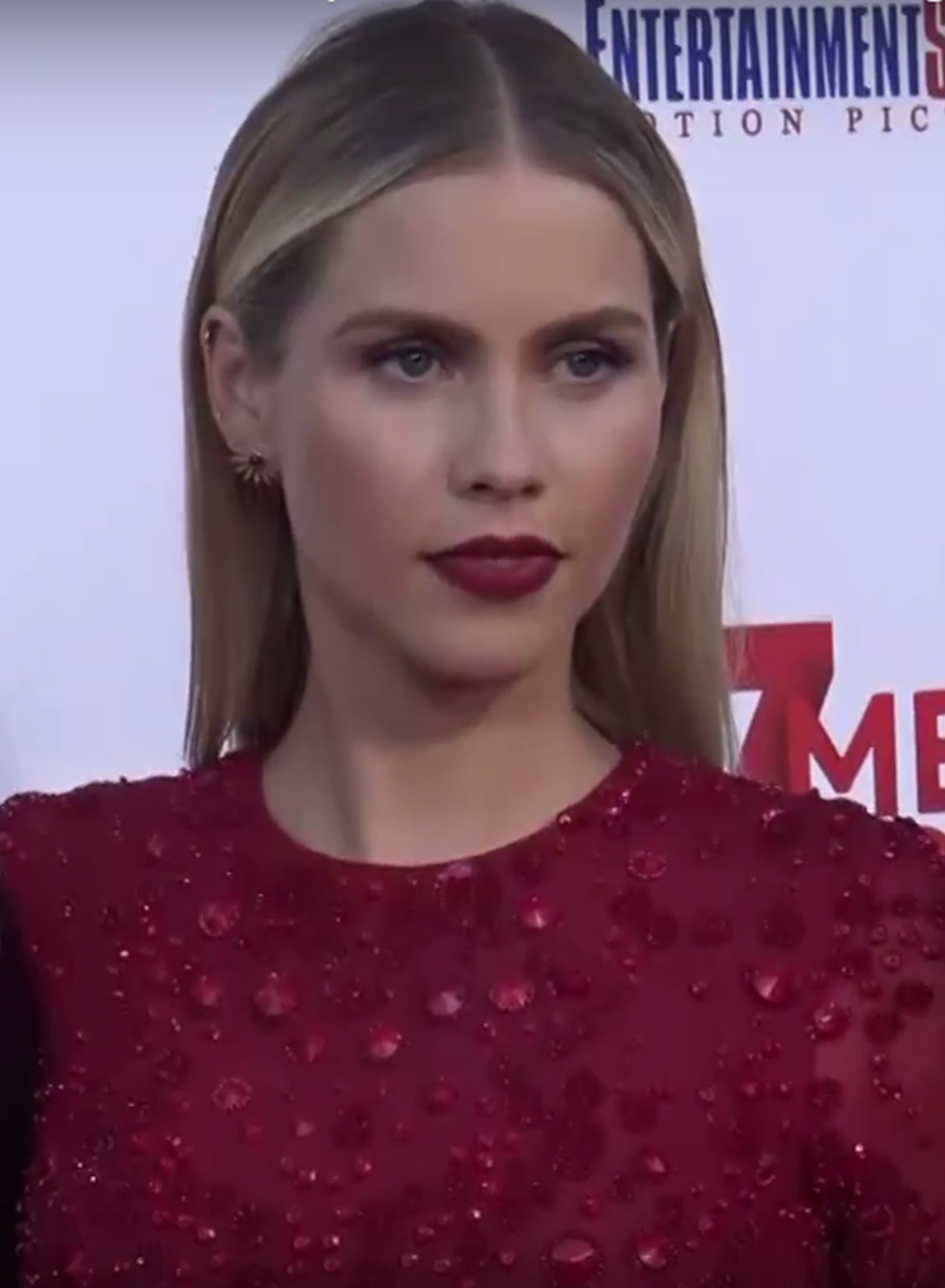
Claire Holt

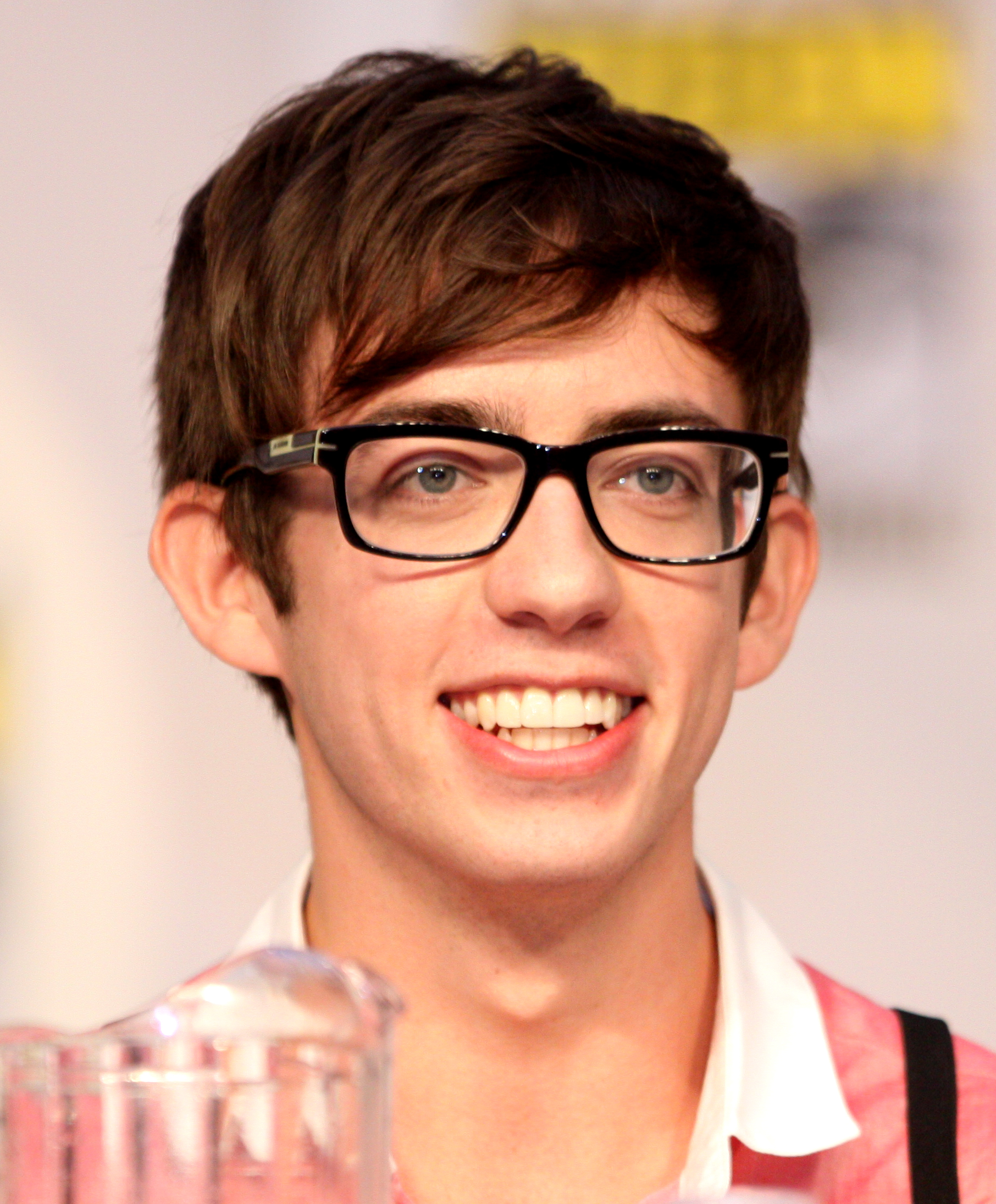
Kevin McHale

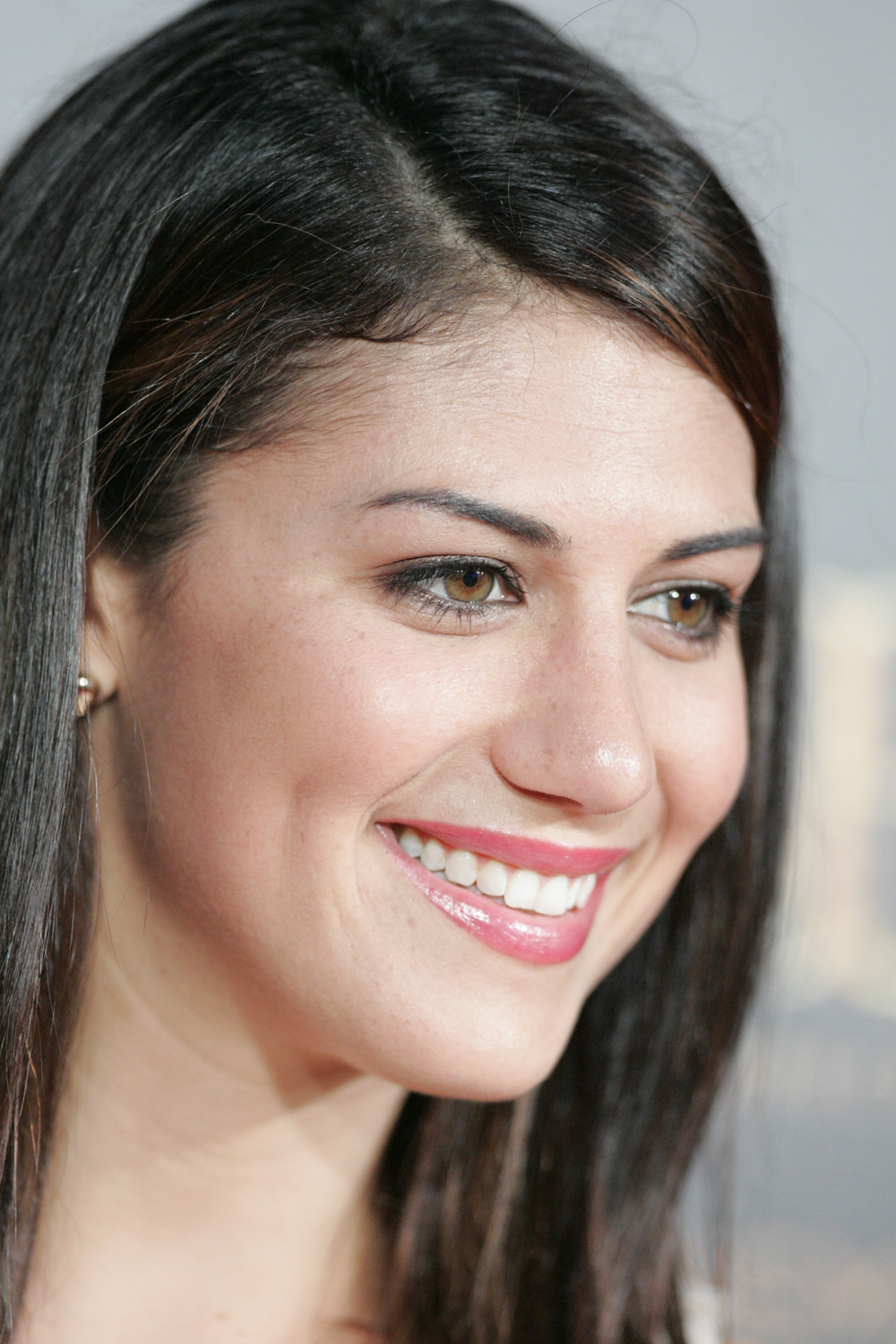
Stephanie Rice

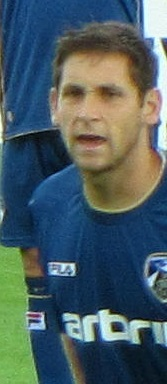
Dean Furman

- 01. Juni: Domagoj Duvnjak, kroatischer Handballspieler
- 01. Juni: Jessica Mager, deutsche Sportschützin
- 01. Juni: Alexis Vuillermoz, französischer Radrennfahrer
- 02. Juni: Sergio Agüero, argentinischer Fußballspieler
- 02. Juni: Awkwafina, US-amerikanische Rapperin, Moderatorin und Schauspielerin
- 02. Juni: Umut Koçin, türkischer Fußballspieler
- 02. Juni: Aris Zarifović, slowenischer Fußballspieler
- 05. Juni: Austin Daye, US-amerikanischer Basketballspieler
- 06. Juni: Marija Wladimirowna Aljochina, russische politische Aktivistin und Performancekünstlerin
- 06. Juni: Jerome Assauer, deutscher Fußballspieler
- 06. Juni: Philipp Heißner, deutscher Politiker
- 06. Juni: Julian Lahme, deutscher Handballspieler
- 07. Juni: Tobias Arwidson, schwedischer Biathlet
- 07. Juni: Michael Cera, kanadischer Schauspieler
- 08. Juni: Alice Dwyer, deutsche Schauspielerin
- 08. Juni: Corey Peters, US-amerikanischer American-Football-Spieler
- 10. Juni: Melanie Müller, deutsches Erotik-Model
- 10. Juni: Dimitri Stapfer, Schweizer Schauspieler
- 10. Juni: Jeff Teague, US-amerikanischer Basketballspieler
- 11. Juni: Eva-Maria Frank, österreichische Schauspielerin
- 11. Juni: Claire Holt, australische Schauspielerin
- 11. Juni: Marcos Antonio, brasilianischer Fußballspieler
- 12. Juni: Eren Derdiyok, Schweizer Fußballspieler
- 12. Juni: Diogo Portela, brasilianischer Dartspieler
- 14. Juni: Kevin McHale, US-amerikanischer Schauspieler
- 15. Juni: Jeffrey Boomhouwer, niederländischer Handballspieler
- 15. Juni: Kira Eickhoff, deutsche Handballspielerin
- 15. Juni: Timm Schneider, deutscher Handballspieler
- 16. Juni: Tarık Langat Akdağ, türkischer Hindernis- und Langstreckenläufer
- 16. Juni: Thierry Neuville, belgischer Rallyefahrer
- 16. Juni: Lisa Zaff, österreichische Skibobfahrerin
- 18. Juni: Josh Dun, US-amerikanischer Musiker
- 19. Juni: Miloš Adamović, serbischer Fußballspieler
- 19. Juni: Danylo Besuhlow, ukrainischer Billardspieler
- 19. Juni: Marcella Deen, niederländische Handballspielerin
- 19. Juni: Jacob deGrom, US-amerikanischer Baseballspieler
- 21. Juni: Beatrice Egli, Schweizer Schlagersängerin
- 21. Juni: Nizar Khalfan, tansanischer Fußballspieler
- 21. Juni: Vasko Ševaljević, montenegrinischer Handballspieler
- 21. Juni: Thaddeus Young, US-amerikanischer Basketballspieler
- 22. Juni: Torsten Ankert, deutscher Eishockeyspieler
- 22. Juni: Omri Casspi, israelischer Basketballspieler
- 22. Juni: Duarte Costa, portugiesischer Politiker
- 22. Juni: Julia Schäfle, deutsche Schauspielerin und Moderatorin
- 22. Juni: David Garza Pérez, mexikanischer Automobilrennfahrer
- 22. Juni: Valentine, deutsche Musikerin
- 23. Juni: Carlos Javier Acuña Caballero, paraguayischer Fußballspieler
- 27. Juni: Moritz Barkow, deutscher Handballspieler
- 27. Juni: Landry Fields, US-amerikanischer Basketballspieler
- 27. Juni: Célia Okoyino da Mbabi, deutsche Fußballspielerin
- 27. Juni: Luka Mezgec, slowenischer Radrennfahrer
- 27. Juni: Matthew „Matt“ Spiranovic, australischer Fußballspieler
- 28. Juni: Kanon Wakeshima, japanische Sängerin und Cellistin
- 29. Juni: Éver Maximiliano David Banega, argentinischer Fußballspieler
- 29. Juni: Gzuz, deutscher Rapper
- 30. Juni: Mitja Mežnar, slowenischer Skispringer

### Juli

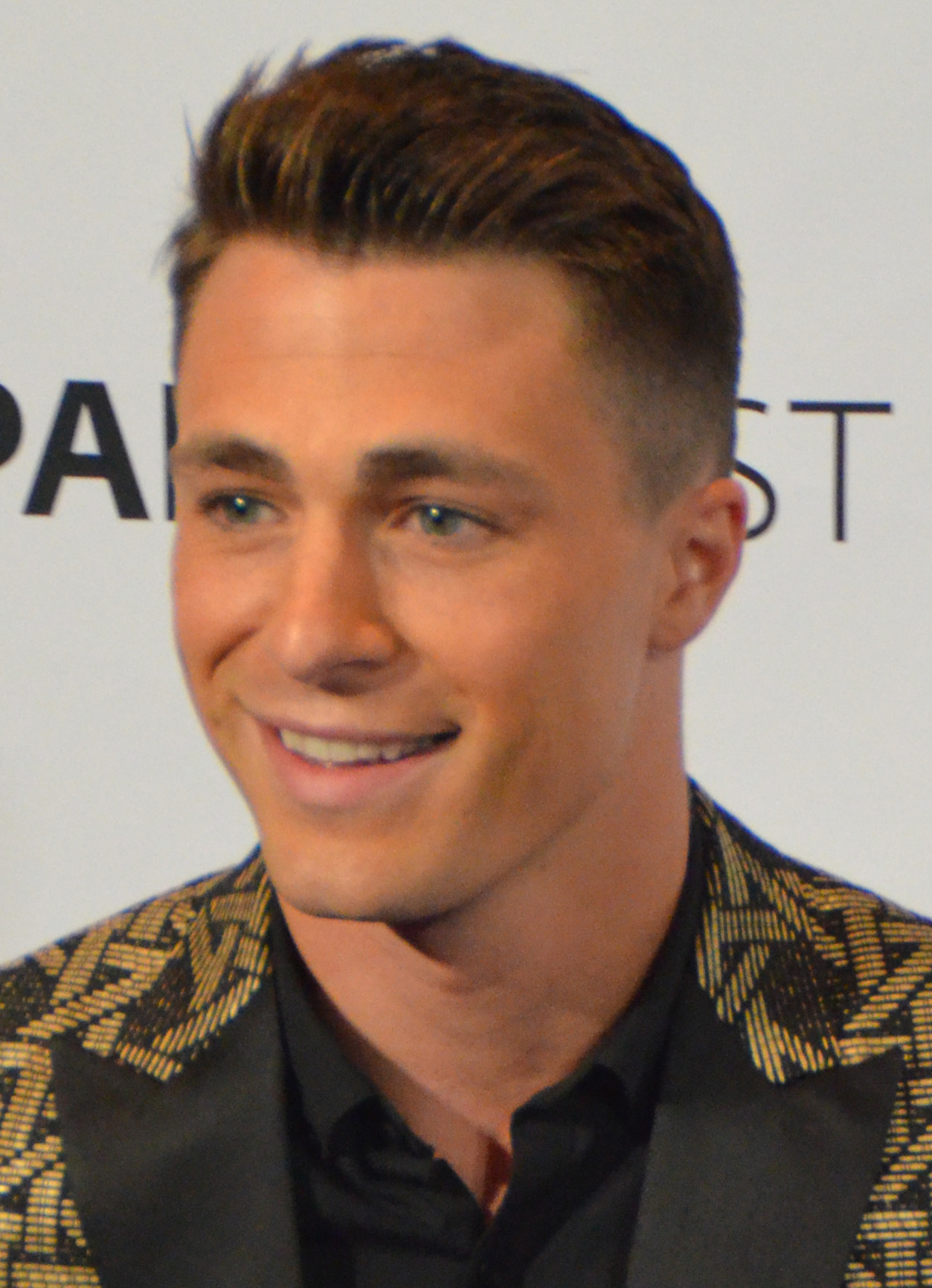
Colton Haynes

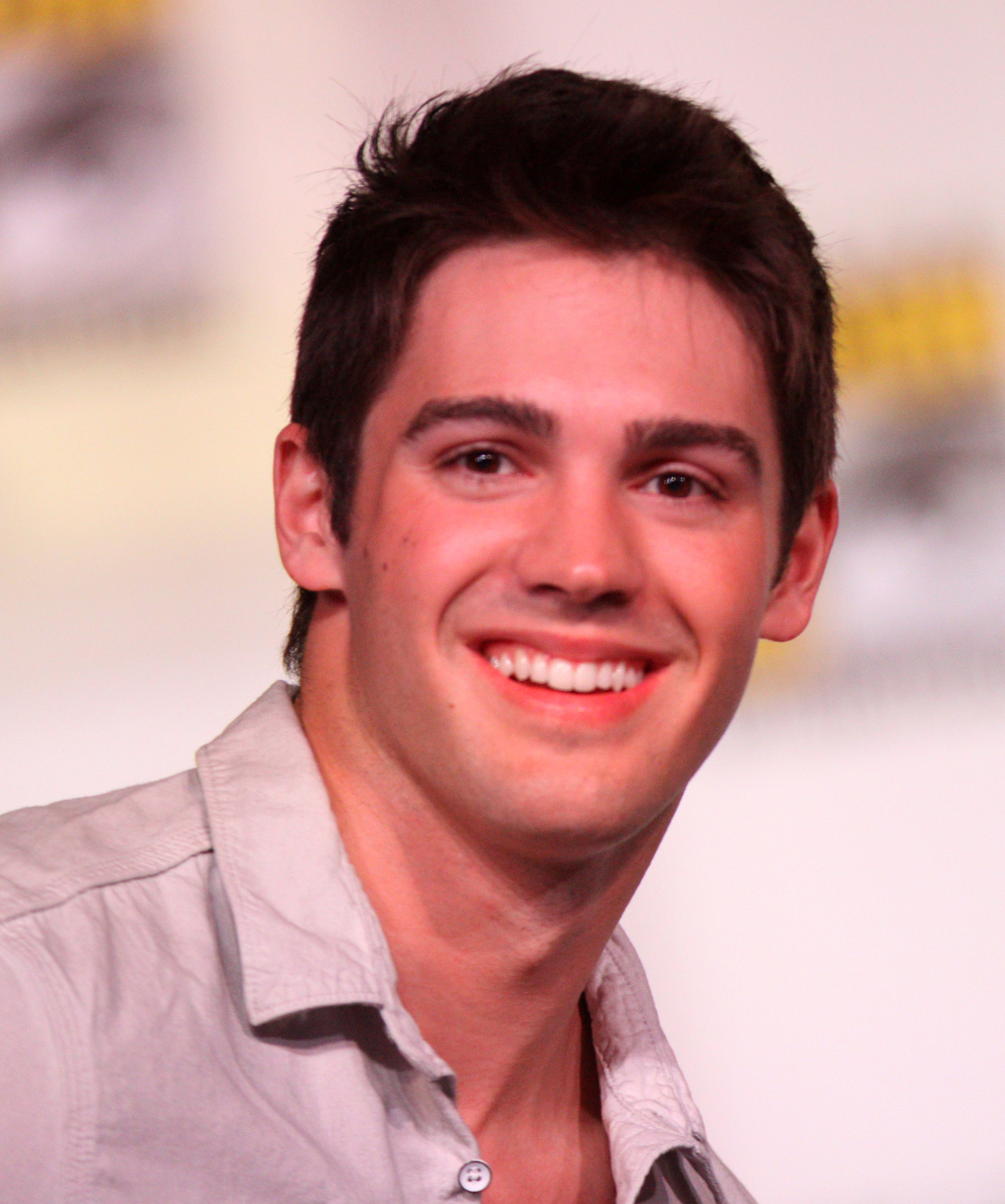
Steven R. McQueen

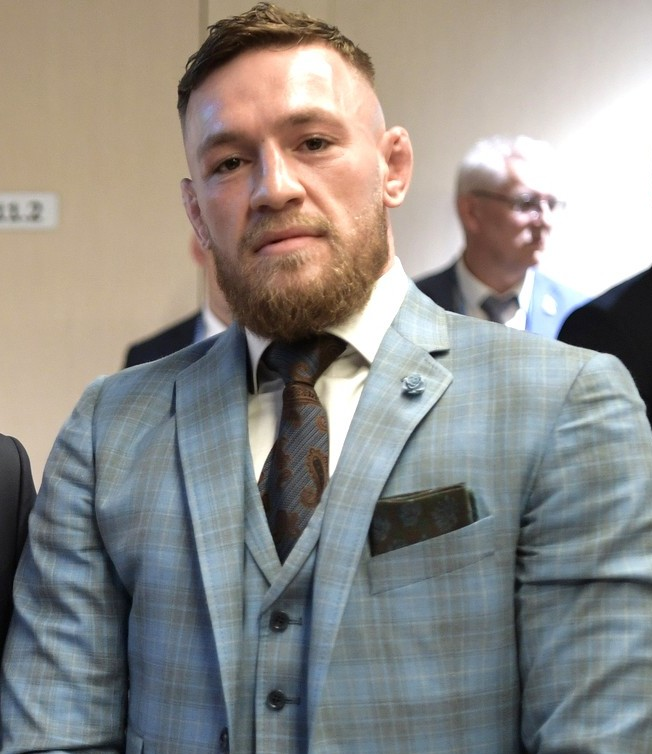
Conor McGregor

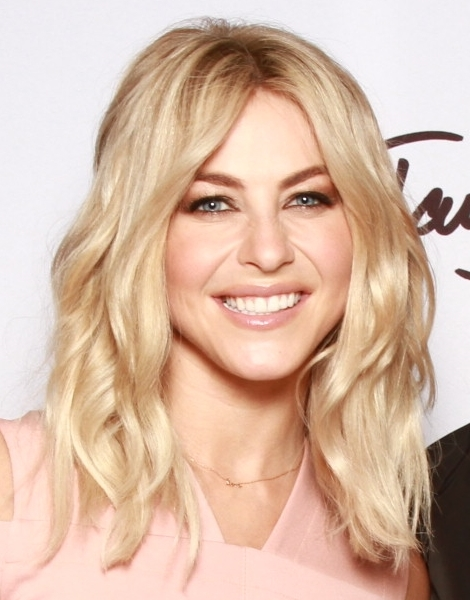
Julianne Hough

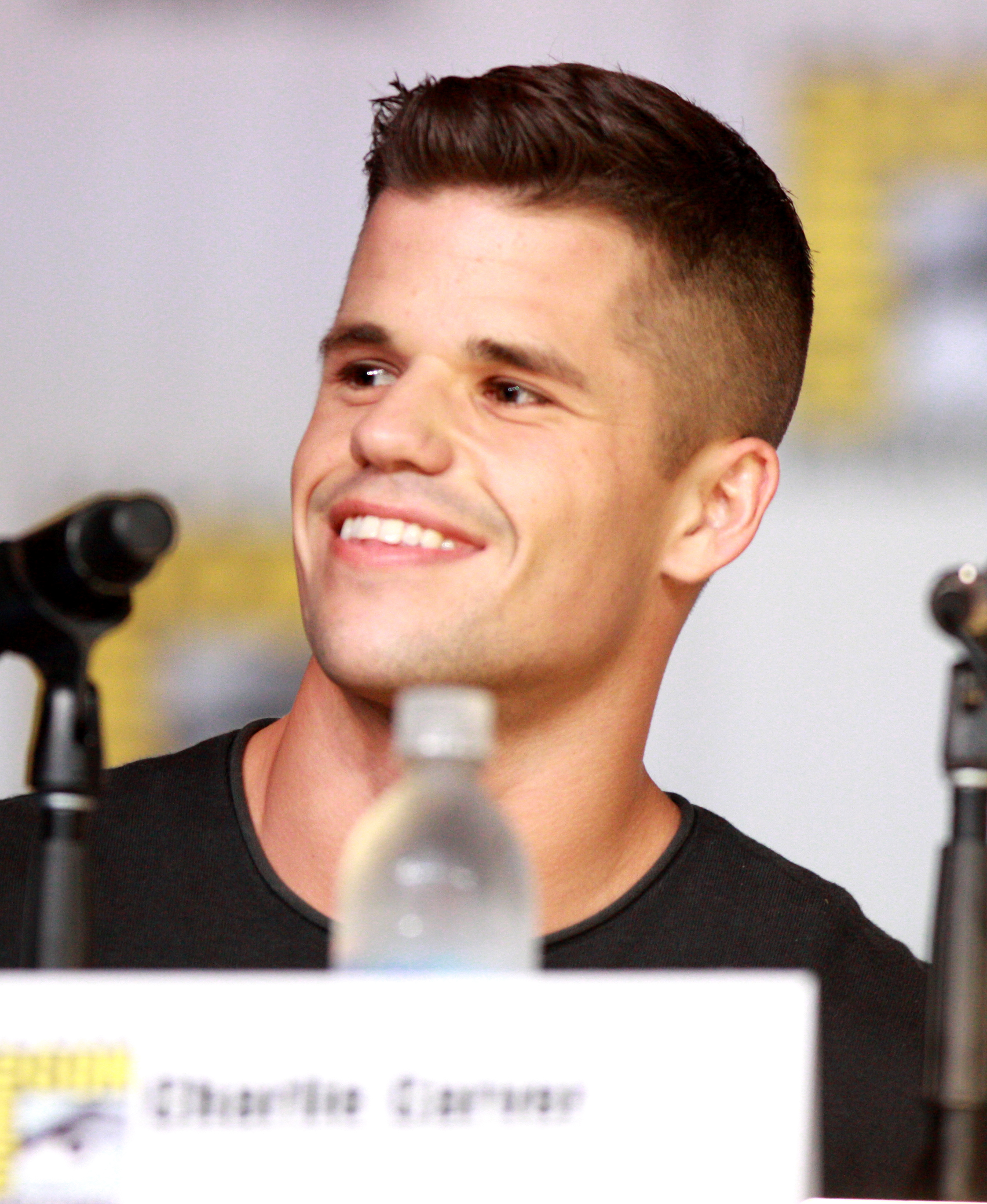
Charlie Carver

- 01. Juli: Fabian Gutbrod, deutscher Handballspieler
- 01. Juli: Norbert Ortner, deutscher Schauspieler und Regisseur
- 01. Juli: Shun Yamamoto, japanischer Nordischer Kombinierer
- 02. Juli: Ronnie Ash, US-amerikanischer Hürdenläufer
- 03. Juli: Josefine Koebe, deutsche Politikerin (SPD) und Ökonomin
- 03. Juli: Anssi Koivuranta, finnischer Nordischer Kombinierer und Skispringer
- 03. Juli: James Troisi, australischer Fußballspieler
- 04. Juli: Uwe Kalski, deutscher Handballspieler und -trainer
- 05. Juli: Ish Smith, US-amerikanischer Basketballspieler
- 05. Juli: Julia Sontag, deutsche Schauspielerin
- 06. Juli: Katy Tiz, englische Singer-Songwriterin
- 08. Juli: Paul Lafargue, französischer Automobilrennfahrer
- 09. Juli: Arkimedes Arguelyes Rodrigues, russischer Straßenradrennfahrer
- 09. Juli: Christian Schwarz, deutscher Handballspieler
- 10. Juli: Sarah Walker, neuseeländische BMX-Fahrerin
- 11. Juli: Natascha Born, US-amerikanische Schauspielerin
- 11. Juli: Naoki Yamamoto, japanischer Automobilrennfahrer
- 12. Juli: Patrick Beverley, US-amerikanischer Basketballspieler
- 12. Juli: Ólafur Bjarki Ragnarsson, isländischer Handballspieler
- 13. Juli: Colton Haynes, US-amerikanischer Schauspieler
- 13. Juli: Emely Neubert, deutsche Schauspielerin
- 14. Juli: Olli Muotka, finnischer Skispringer
- 14. Juli: James Vaughan, englischer Fußballer
- 14. Juli: Rhys Anthony Williams, australisch-walisischer Fußballspieler
- 15. Juli: Riki Christodoulou, britischer Automobilrennfahrer
- 15. Juli: Shkëlzen Gashi, albanisch-schweizerischer Fußballspieler
- 15. Juli: Luis Ezequiel Ibáñez, argentinischer Fußballspieler
- 16. Juli: Florian Billek, deutscher Handballspieler
- 18. Juli: Hakan Arslan, türkischer Fußballspieler
- 18. Juli: Rok Mandl, slowenischer Skispringer
- 19. Juli: Mie Augustesen, dänische Handballspielerin
- 19. Juli: Kevin Großkreutz, deutscher Fußballspieler
- 20. Juli: Mike Heslin, US-amerikanischer Schauspieler († 2024)
- 20. Juli: Magdalena Höfner, deutsche Schauspielerin und Synchronsprecherin
- 20. Juli: Julianne Hough, US-amerikanische Schauspielerin, Sängerin und Tänzerin
- 20. Juli: Anton Rúnarsson, isländischer Handballspieler
- 21. Juli: DeAndre Jordan, US-amerikanischer Basketballspieler
- 22. Juli: Tim Oliver Schultz, deutscher Schauspieler
- 23. Juli: Paul Anderson, englischer Fußballspieler
- 23. Juli: Benjamin Baier, deutscher Fußballspieler
- 23. Juli: Daniel Mancinelli, italienischer Automobilrennfahrer
- 25. Juli: Mailen Auroux, argentinische Tennisspielerin
- 25. Juli: Yonny Hernández, kolumbianischer Motorradrennfahrer
- 26. Juli: Diego Perotti, argentinischer Fußballspieler
- 27. Juli: Robin Andersson, schwedischer Handballspieler
- 27. Juli: Adam Biddle, australischer Fußballspieler
- 27. Juli: Panagiotis „Panny“ Nikas, australischer Fußballspieler
- 28. Juli: Emanuel Biancucchi, argentinischer Fußballspieler
- 29. Juli: Levent Tuncat, türkischstämmiger Taekwondo-Sportler
- 30. Juli; Julián David Arredondo Moreno, kolumbianischer Straßenradrennfahrer
- 30. Juli: Gina Lorentsen, norwegische Handballspielerin
- 30. Juli: Andreas Stjernen, norwegischer Skispringer
- 30. Juli: Alexander Vlahos, britischer Schauspieler
- 31. Juli: Charlie Carver, US-amerikanischer Schauspieler

### August

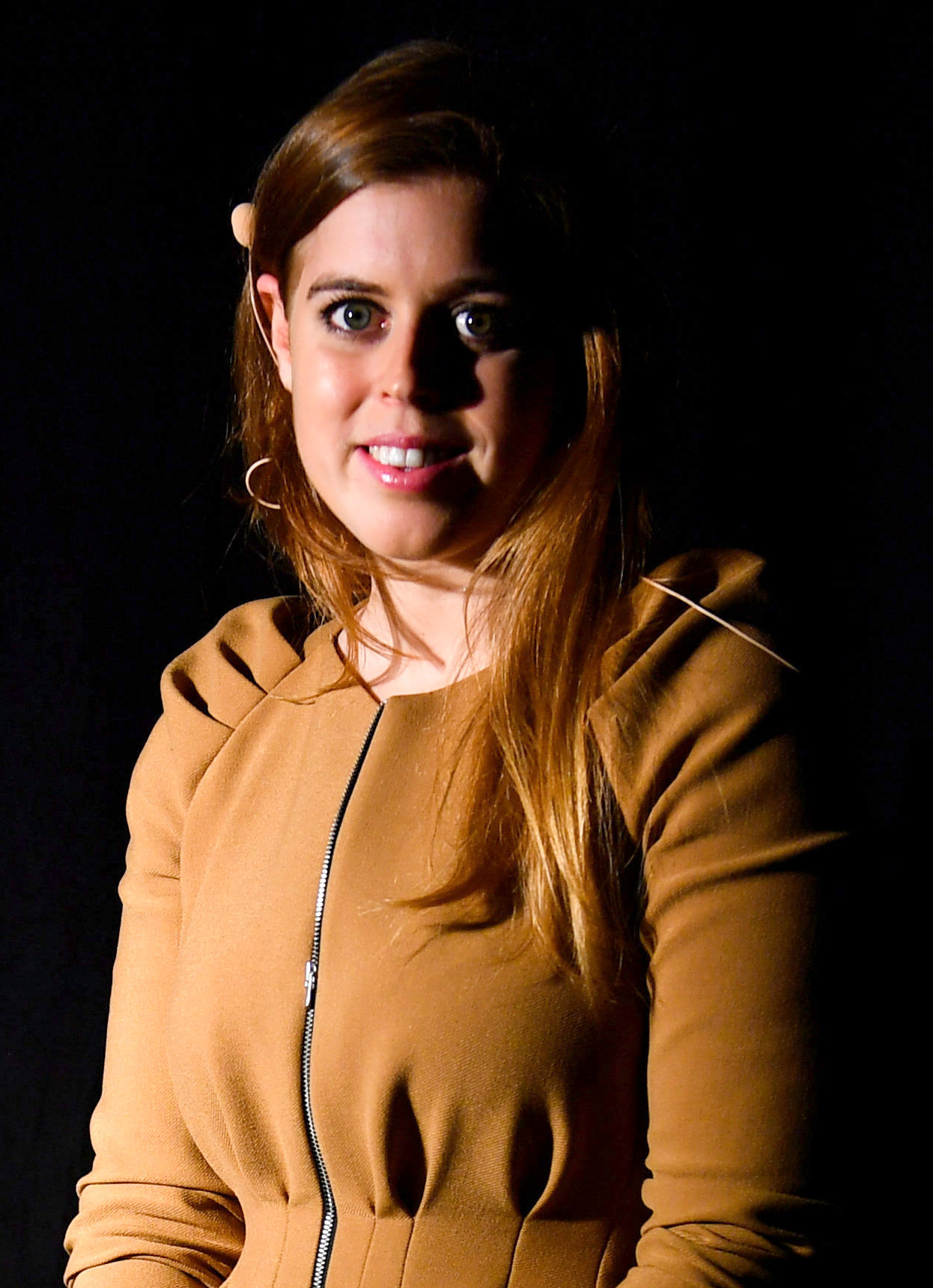
Beatrice Mapelli Mozzi

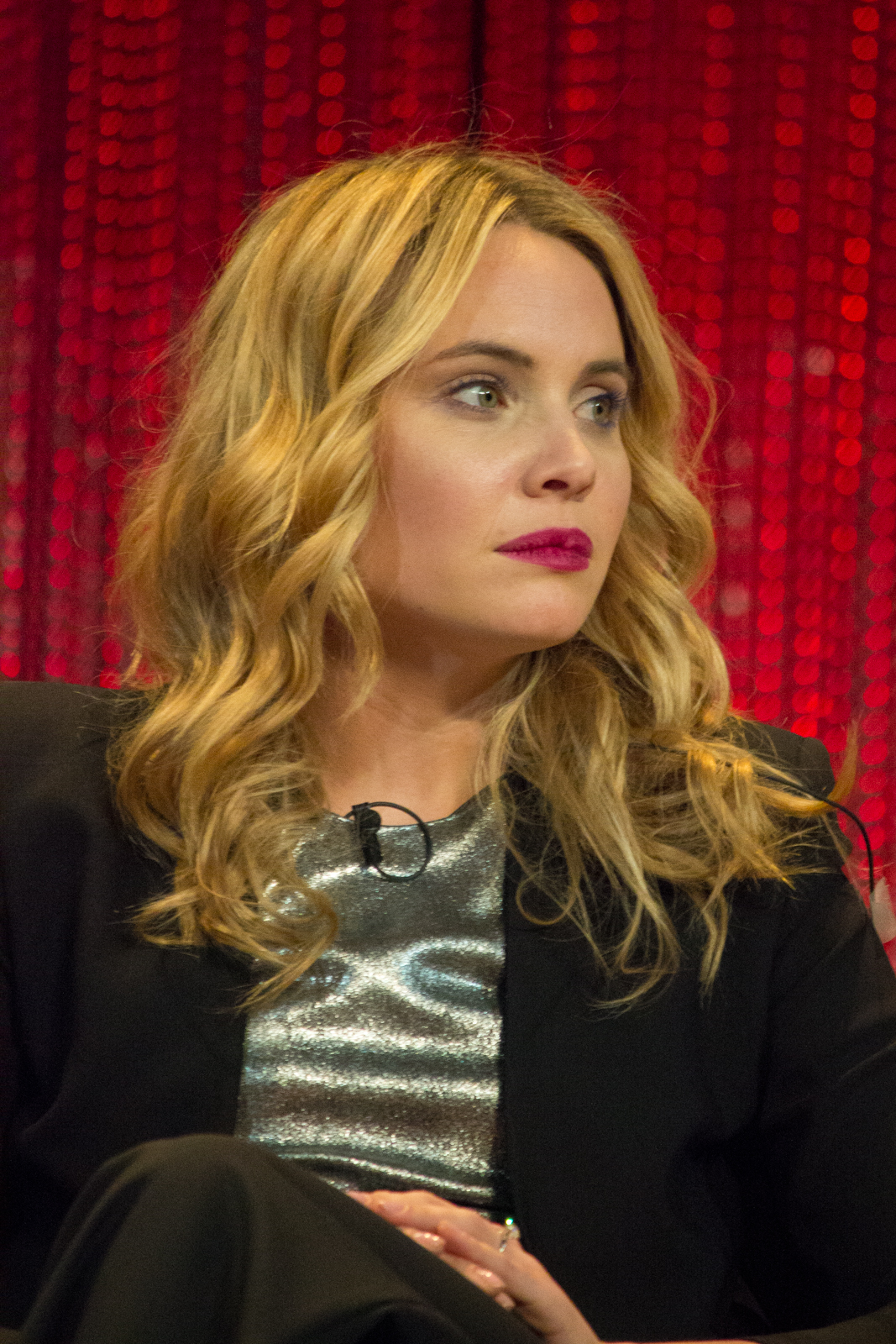
Leah Pipes

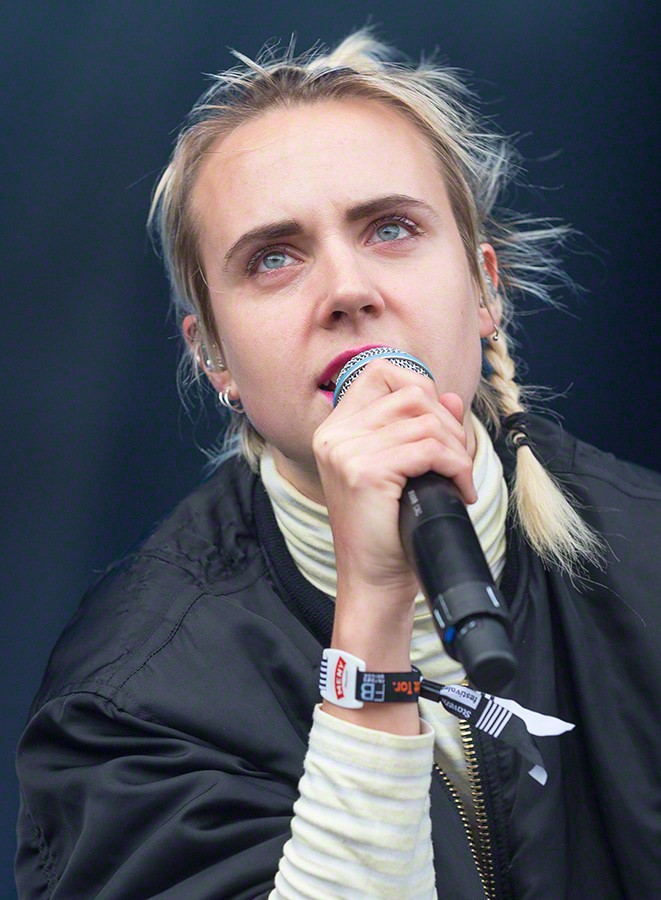
MØ

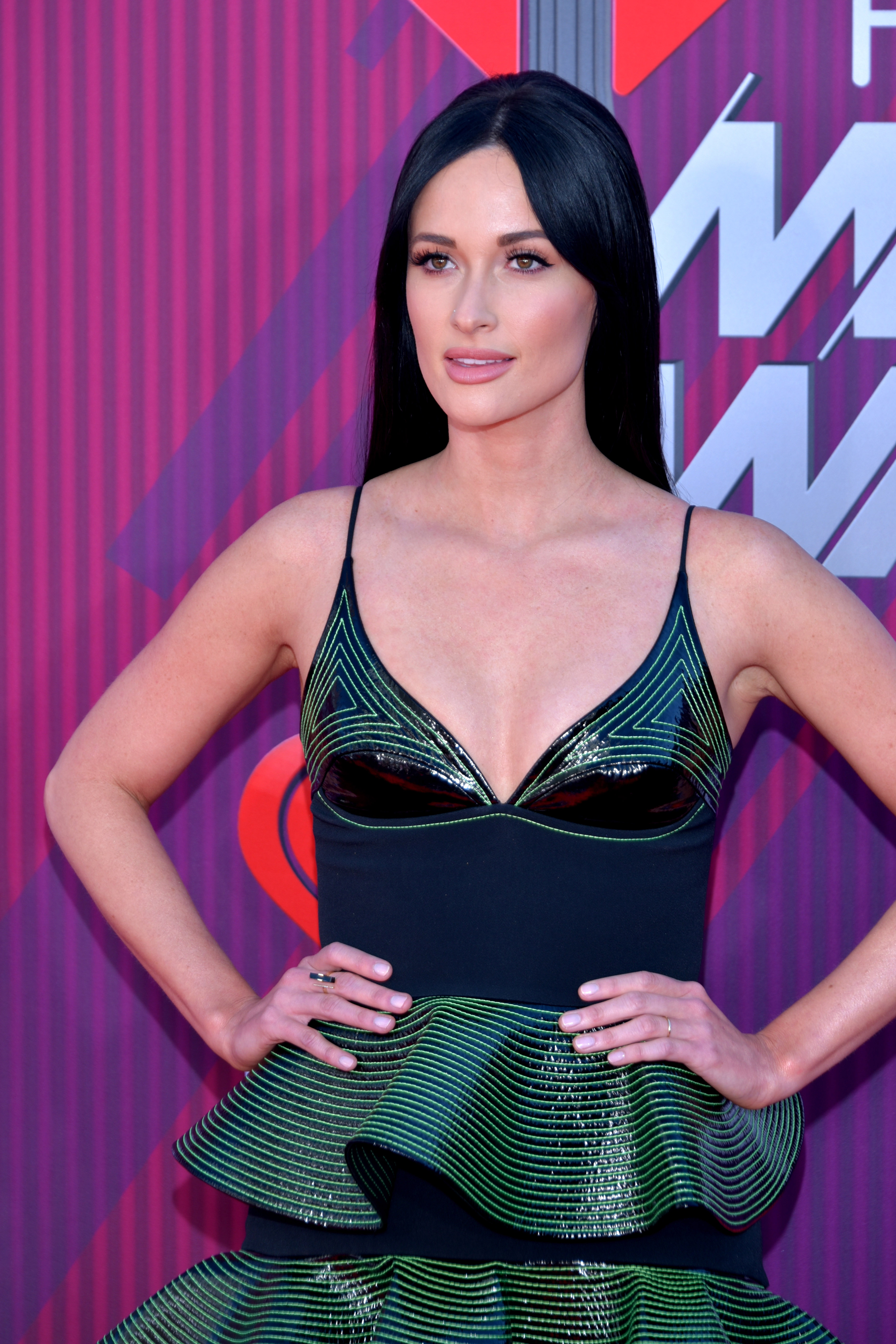
Kacey Musgraves

- 01. August: Mos Abdellaoue, norwegischer Fußballspieler
- 01. August: Ana Girardot, französische Schauspielerin
- 01. August: Nikolaj Markussen, dänischer Handballspieler
- 01. August: Nemanja Matić, serbischer Fußballspieler
- 01. August: Andreas Strolz, österreichischer Skispringer
- 02. August: Robert Hrgota, slowenischer Skispringer
- 02. August: Martin Waschul, deutscher Handballspieler
- 03. August: Sven Ulreich, deutscher Fußballtorhüter
- 04. August: Niklas Andersen, deutscher Fußballspieler
- 04. August: Aaron Arens, Schweizer Kinderdarsteller und Filmschauspieler
- 04. August: Sven Grathwohl, deutscher Handballtorwart
- 04. August: Michael Herck, rumänisch-belgischer Automobilrennfahrer
- 05. August: Federica Pellegrini, italienische Schwimmerin
- 08. August: Danilo Gallinari, italienischer Basketballspieler
- 08. August: Mandy Islacker, deutsche Fußballspielerin
- 08. August: Jeffrey Weise, US-amerikanischer Amokläufer († 2005)
- 08. August: Beatrice of York, englische Prinzessin
- 09. August: AblaZ, deutscher Musiker
- 09. August: Simon Al-Odeh, deutscher Komponist und Trompeter
- 09. August: Quadri Aruna, nigerianischer Tischtennisspieler
- 09. August: Tommy Käßemodel, deutscher Fußballspieler und Zeugwart
- 09. August: Willian, brasilianischer Fußballspieler
- 10. August: Gustavo Javier Aprile Retta, uruguayischer Fußballspieler
- 10. August: Bjarki Már Gunnarsson, isländischer Handballspieler
- 11. August: Winner Andrew Anacona Gómez, kolumbianischer Bahn- und Straßenradrennfahrer
- 11. August: Patrick Mills, australischer Basketballspieler
- 12. August: Mark Robert Arcobello, US-amerikanischer Eishockeyspieler
- 12. August: Tejay van Garderen, US-amerikanischer Radrennfahrer
- 12. August: Robert Lucaciu, deutscher Jazzmusiker
- 12. August: Leah Pipes, US-amerikanische Schauspielerin
- 13. August: Carlo Degen, deutscher Schauspieler
- 13. August: Rick Geenen, niederländischer Fußballspieler
- 13. August: Atle Pedersen Rønsen, norwegischer Skispringer
- 14. August: Mariana Agathangelou, englische Badmintonspielerin
- 15. August: Oussama Assaidi, marokkanischer Fußballspieler
- 15. August: Antje Peveling, deutsche Handballspielerin
- 16. August: Ismaïl Aissati, niederländisch-marokkanischer Fußballspieler
- 16. August: James Cole, britischer Automobilrennfahrer
- 16. August: Kevin Schmidt, US-amerikanischer Schauspieler
- 17. August: Aad el Achkar, libanesischer Fotograf
- 17. August: João Miguel Coimbra Aurélio, portugiesischer Fußballspieler
- 18. August: G-Dragon, südkoreanischer Popmusiker, Songwriter, Produzent und Model
- 18. August: Rafinha, brasilianische Fußballspielerin
- 19. August: Katarina Bralo, kroatische Handballspielerin
- 20. August: Jerryd Bayless, US-amerikanischer Basketballspieler
- 20. August: Thomas Hylkema, niederländischer Automobilrennfahrer
- 20. August: Dominik Stahl, deutscher Fußballspieler
- 21. August: Robert Lewandowski, polnischer Fußballspieler
- 22. August: Mitchell Langerak, australischer Fußballtorwart
- 22. August: Minelli, rumänische Sängerin und Songwriterin
- 22. August: Pedro Nunes, brasilianischer Automobilrennfahrer
- 23. August: Jeremy Lin, US-amerikanischer Basketballspieler
- 23. August: Kimberly Matula, US-amerikanische Schauspielerin
- 24. August: Nicholas Alexander, US-amerikanischer Skispringer
- 24. August: Rupert Grint, britischer Schauspieler
- 24. August: Saliha Özcan, deutsch-türkische Webvideoproduzentin
- 24. August: Maximilian Reinelt, deutscher Ruderer († 2019)
- 25. August: Ange Flore Atsé Chiépo, ivorische Fußballspielerin
- 25. August: Mustafa Hadid, afghanischer Fußballspieler
- 25. August: Merlin Leonhardt, deutscher Schauspieler
- 26. August: Cristina Neagu, rumänische Handballspielerin
- 27. August: Lance Butters, deutscher Rapper
- 27. August: Jane Schumacher, deutsch-dänische Handballspielerin
- 27. August: Oscar von Sivers, schwedischer Eishockeyspieler
- 27. August: Alexa Vega, US-amerikanische Schauspielerin
- 29. August: Iwan Fedorow, ukrainischer Politiker
- 30. August: Víctor Claver, spanischer Basketballspieler
- 30. August: Amelie Kleinmanns, deutsche Sportschützin
- 30. August: Andrea Morassi, italienischer Skispringer
- 30. August: Tim Ohlbrecht, deutscher Basketballspieler
- 31. August: Antoine Adams, Sprinter von St. Kitts und Nevis
- 31. August: José Ramón Aguirre, mexikanischer Bahn- und Straßenradrennfahrer
- 31. August: Juri Postrigai, russischer Kanute und Olympiasieger
- 31. August: David Ospina Ramírez, kolumbianischer Fußballtorhüter
- 31. August: Adrienne Reese, US-amerikanische Wrestlerin

### September

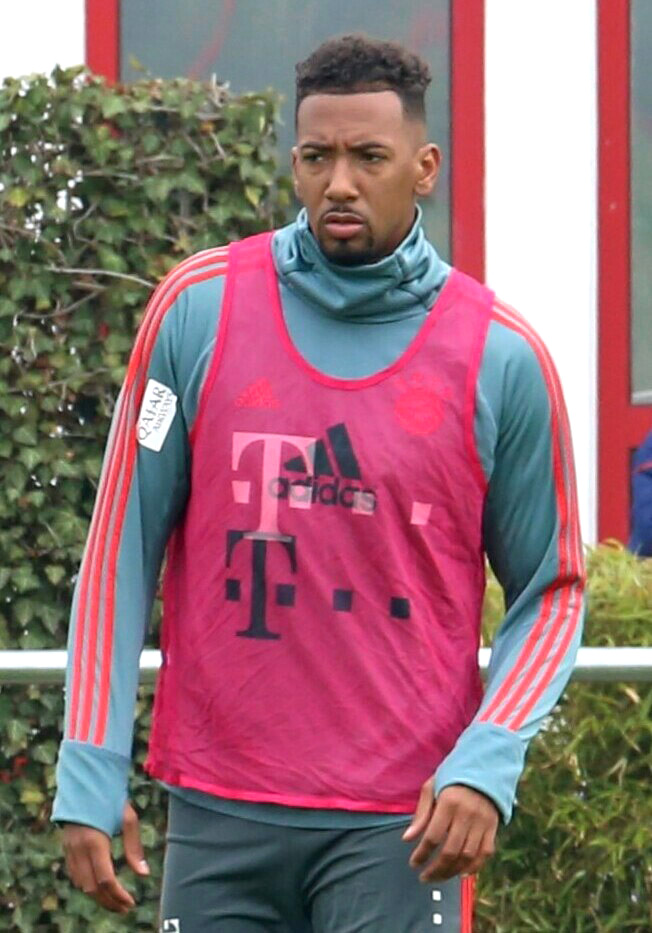
Jérôme Boateng

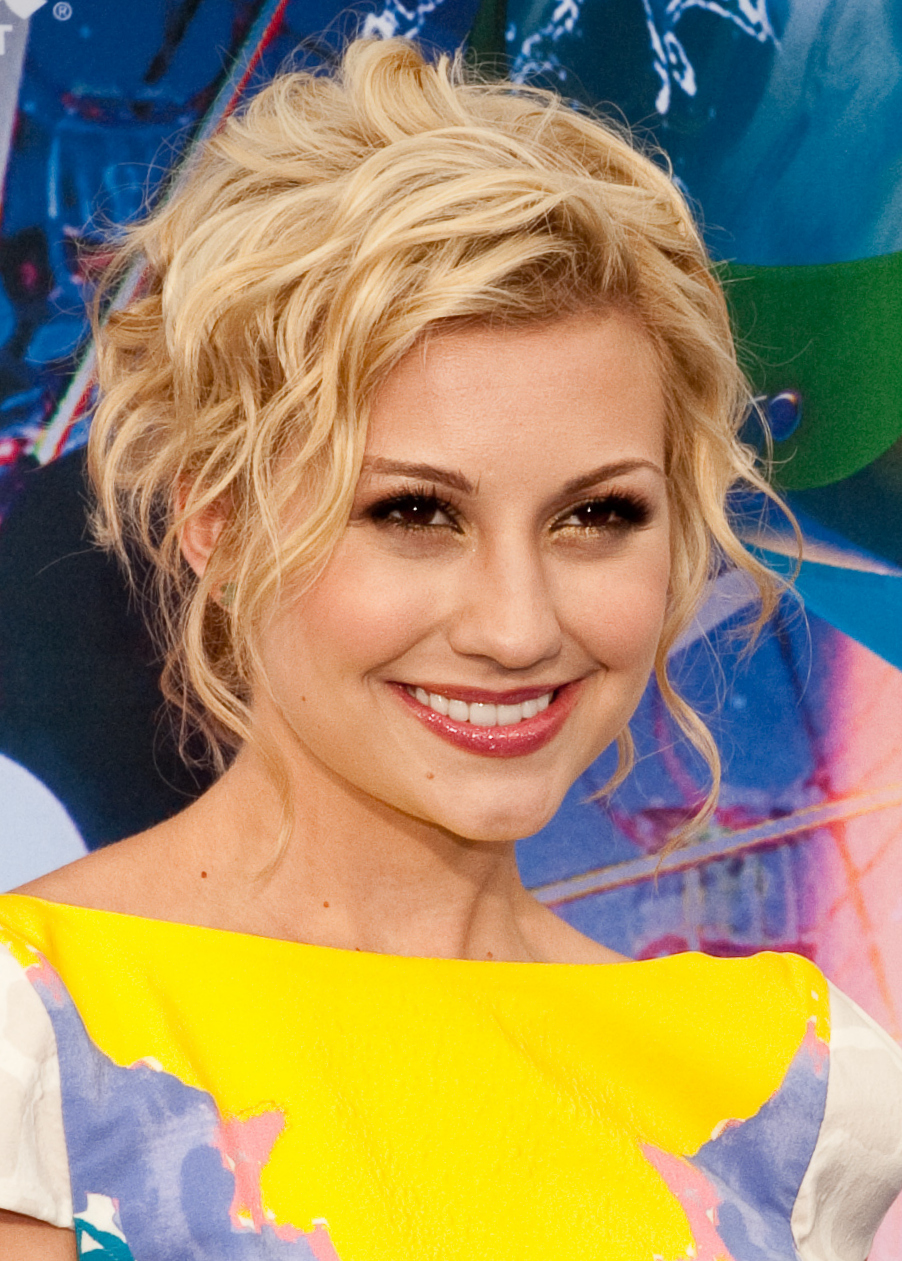
Chelsea Kane

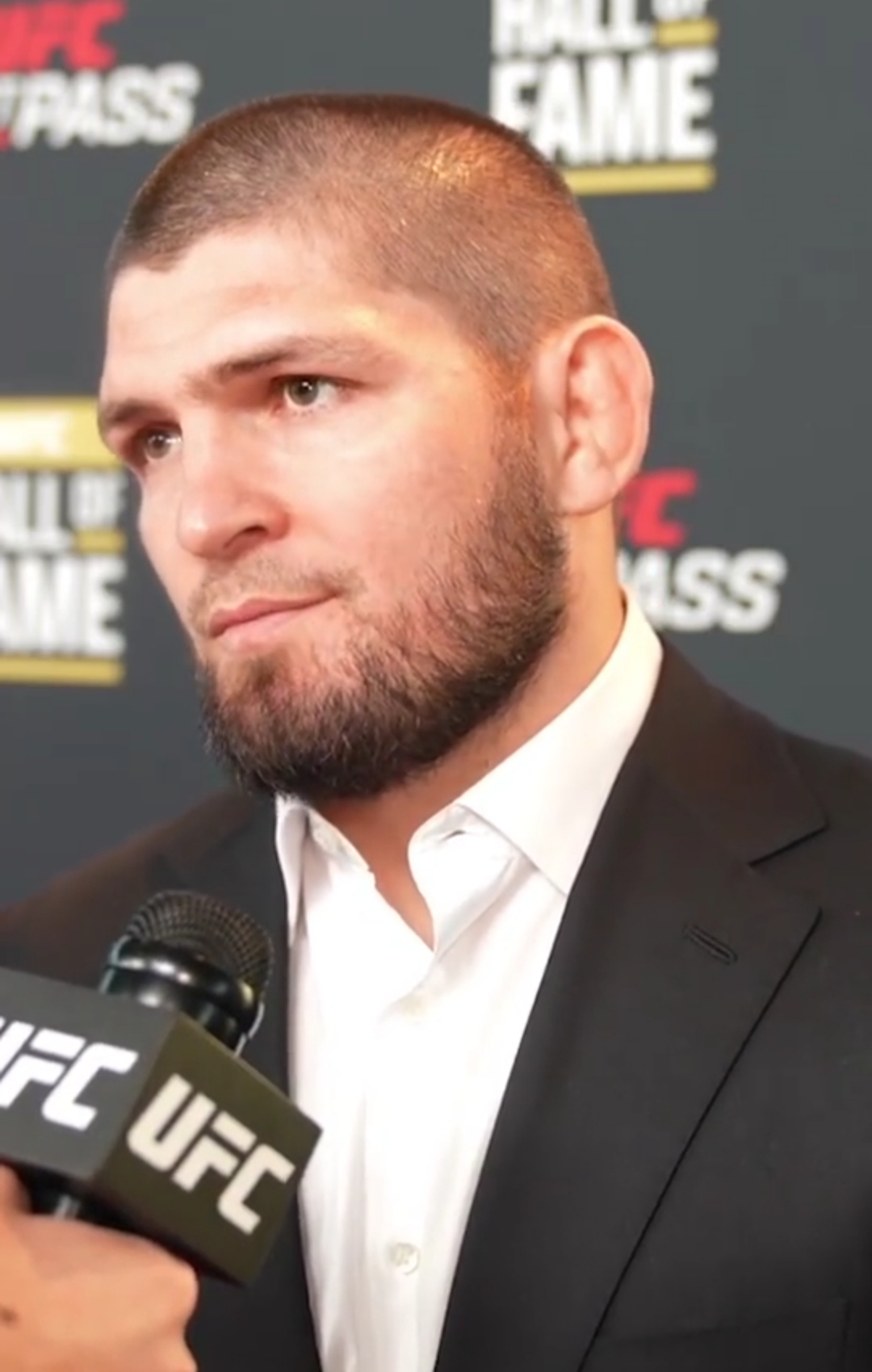
Khabib Nurmagomedov

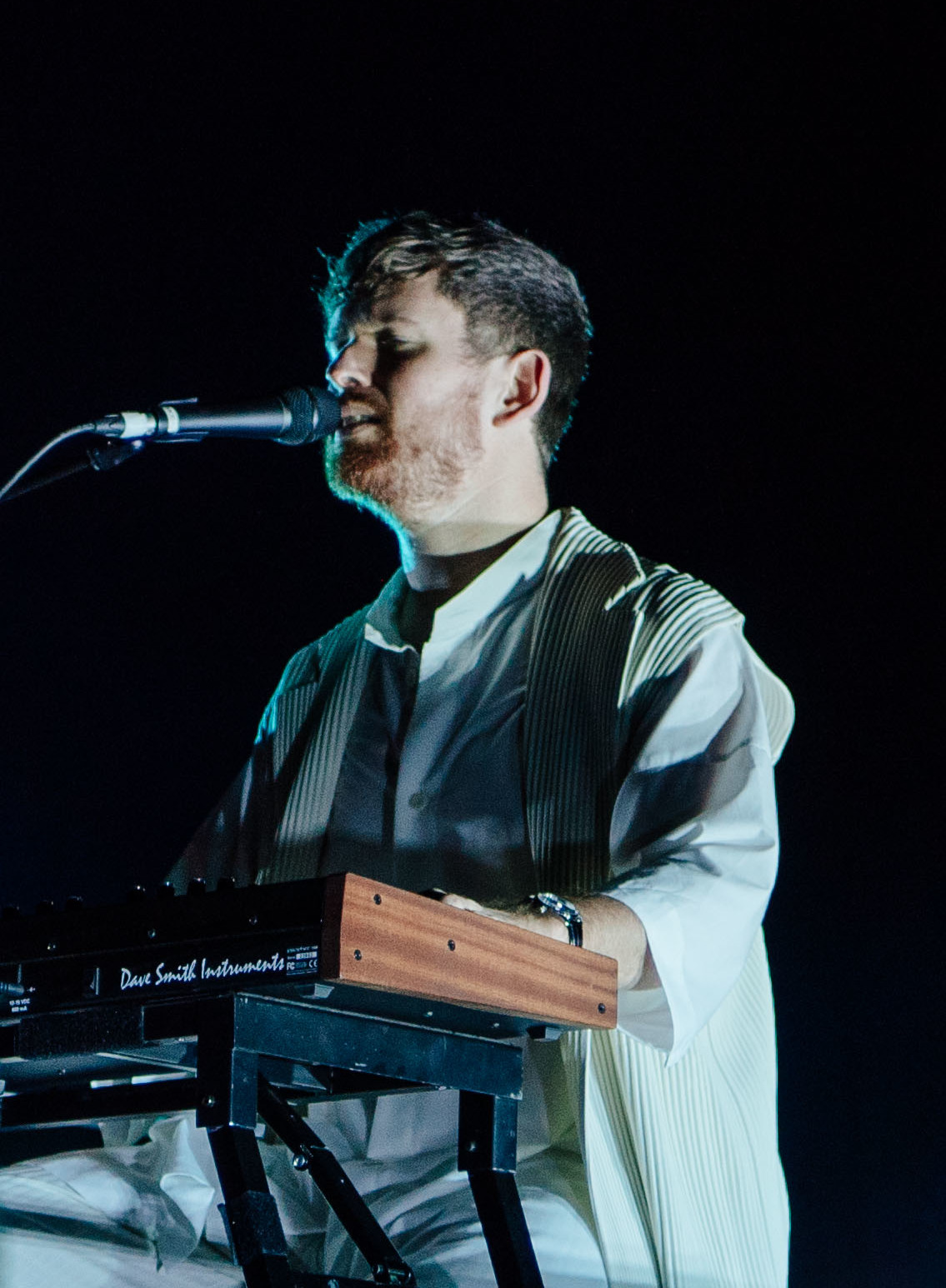
James Blake

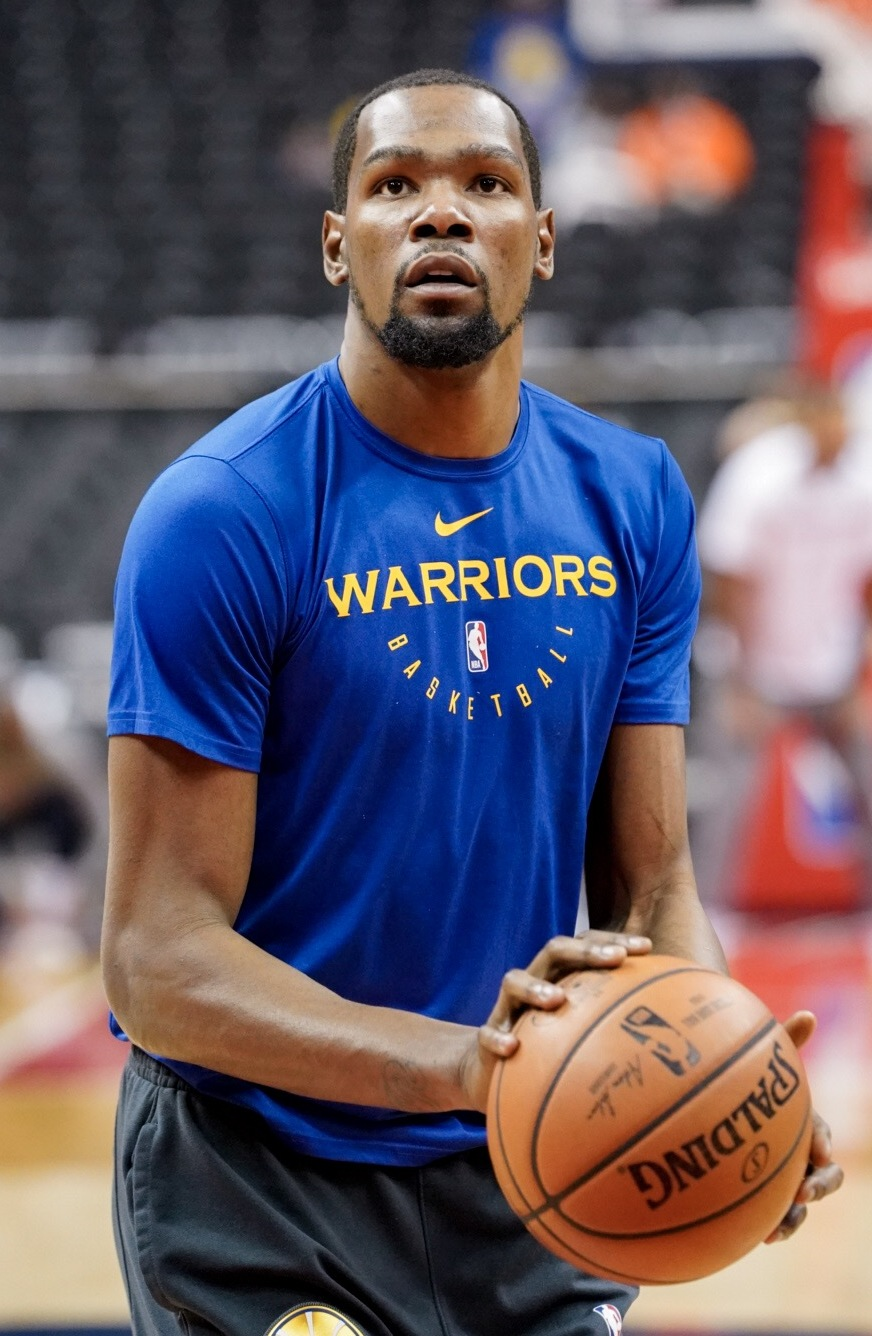
Kevin Durant

- 01. September: Sergio Escudero, japanischer Fußballspieler
- 01. September: Miles Plumlee, US-amerikanischer Basketballspieler
- 01. September: Simona de Silvestro, Schweizer Automobilrennfahrerin
- 02. September: Javi Martínez, spanischer Fußballspieler
- 03. September: Carolin Bachmann, deutsche Betriebswirtin und Politikerin
- 03. September: Nicole Banecki, deutsche Fußballspielerin
- 03. September: Jérôme Boateng, deutscher Fußballspieler
- 04. September: Michael Tieber, österreichischer Fußballspieler
- 04. September: J. J. Hickson, US-amerikanischer Basketballspieler
- 05. September: Stephen Ahorlu, ghanaischer Fußballspieler
- 05. September: Denni Robin Avdić, schwedischer Fußballspieler
- 05. September: Felipe Caicedo, ecuadorianischer Fußballspieler
- 05. September: Nuri Şahin, deutsch-türkischer Fußballspieler
- 07. September: Arnór Smárason, isländischer Fußballspieler
- 07. September: Kevin Love, US-amerikanischer Basketballspieler
- 07. September: Shindy, deutscher Rapper
- 07. September: Iwan Alexejewitsch Samarin, russischer Automobilrennfahrer
- 07. September: David Schartner, österreichischer Fußballtorhüter
- 08. September: Lone Fischer, deutsche Handballspielerin
- 09. September: Danilo D’Ambrosio, italienischer Fußballspieler
- 09. September: Gareth Allen, walisischer Snookerspieler
- 09. September: Bassem Amin, ägyptischer Schachgroßmeister
- 09. September: Manuela Arbeláez Correa, kolumbianisch-US-amerikanisches Fotomodell
- 09. September: Fiona Erdmann, deutsches Model
- 10. September: Christian Hoße, deutscher Handballspieler
- 10. September: Boris Kolzow, russischer Dartspieler
- 11. September: Mustafa Aşan, türkischer Fußballspieler
- 11. September: Torge Oelrich, deutscher Internet-Comedian
- 11. September: Michael Zullo, australischer Fußballspieler
- 12. September: Henning Quade, deutscher Handballspieler
- 15. September: Daniel Abera Wedajo, äthiopischer Marathonläufer
- 15. September: Olga Walerjewna Abramowa, russische Biathletin
- 15. September: Tom Austen, britischer Schauspieler
- 16. September: Uroš Paladin, slowenischer Handballspieler
- 17. September: Jana Rahma, deutsche Schauspielerin und Sprecherin
- 18. September: Annette Obrestad, norwegische Pokerspielerin
- 19. September: Katrina Bowden, US-amerikanische Schauspielerin
- 19. September: Evelyn Burdecki, deutsche Reality-TV-Teilnehmerin
- 19. September: Giorgio Brambilla, italienischer Radrennfahrer
- 20. September: Imran Abbas, deutscher Musikproduzent
- 21. September: Wassili Papin, russischer Schachspieler
- 22. September: Uğur Akdemir, türkischer Fußballspieler
- 22. September: Nikita Sergejewitsch Andrejew, russischer Fußballspieler
- 22. September: Colin Braun, US-amerikanischer Automobilrennfahrer
- 22. September: Nadja Månsson, deutsche Handballspielerin
- 23. September: David Unterberger, österreichischer Skispringer
- 23. September: Andy Zirnstein, deutscher Rapper
- 24. September: Kathrin Menzinger, österreichische Tänzerin
- 25. September: Maik Kuivenhoven, niederländischer Dartspieler
- 26. September: Kiira Korpi, finnische Eiskunstläuferin
- 26. September: Nelson Panciatici, französischer Automobilrennfahrer
- 26. September: Madars Razma, lettischer Dartspieler
- 27. September: David Baramidze, deutscher Schachspieler
- 27. September: Ralf Fährmann, deutscher Fußballspieler
- 27. September: Stephan Hain, deutscher Fußballspieler
- 27. September: Alex Jones, britischer Automobilrennfahrer († 2019)
- 27. September: Julija Manaharowa, ukrainische Handballspielerin
- 27. September: Nicolás Terol, spanischer Motorradrennfahrer
- 28. September: Esmée Denters, niederländische Sängerin und Songwriterin
- 28. September: Corentin Fila, französischer Schauspieler
- 29. September: Kevin Durant, US-amerikanischer Basketballspieler
- 29. September: Jannick Green Krejberg, dänischer Handballspieler
- 30. September: Rodrigo Barbosa, brasilianischer Automobilrennfahrer
- 30. September: Patrick Schulz, deutscher Handballtorwart
- 30. September: Joshua John, niederländischer Fußballspieler

### Oktober

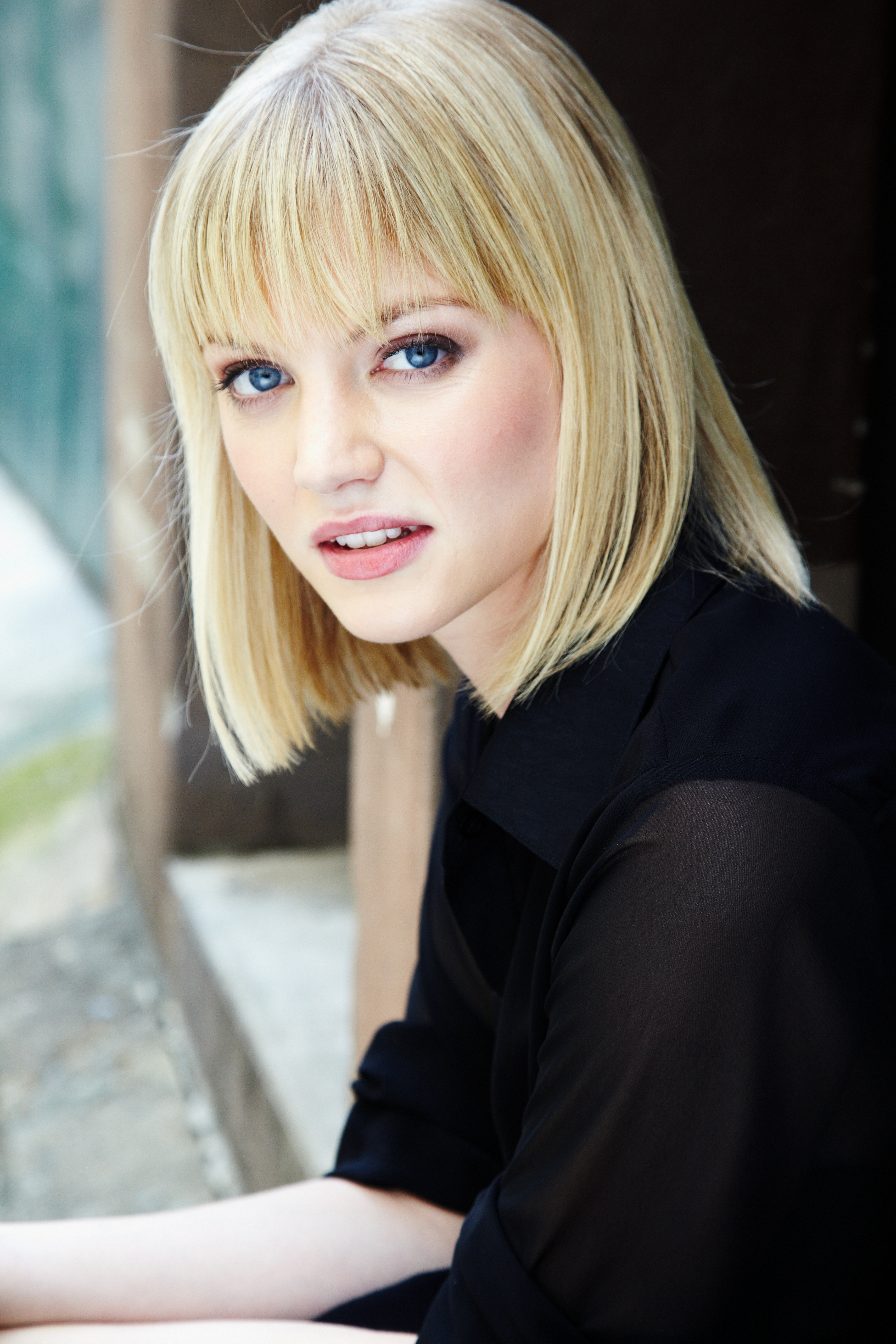
Cariba Heine

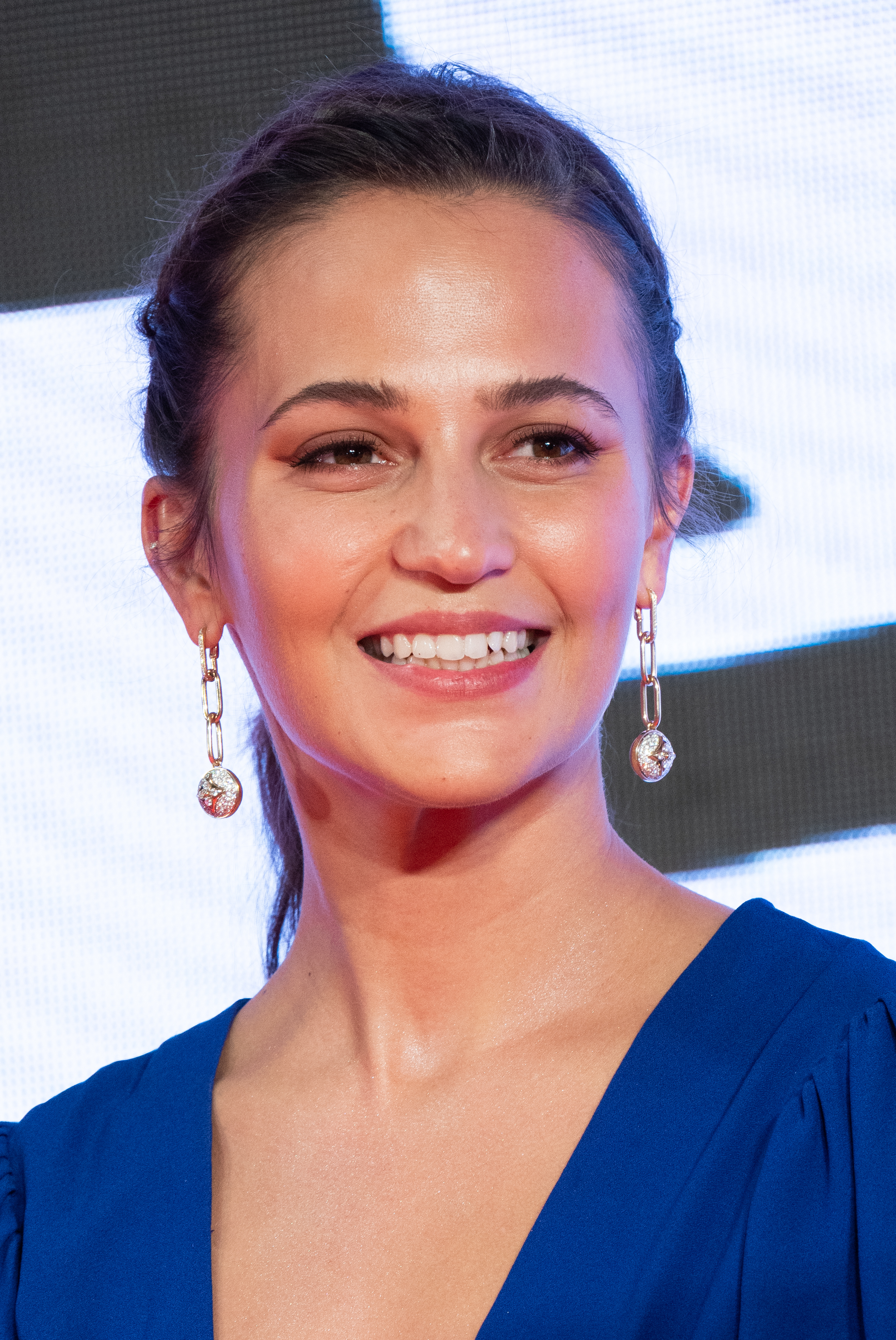
Alicia Vikander

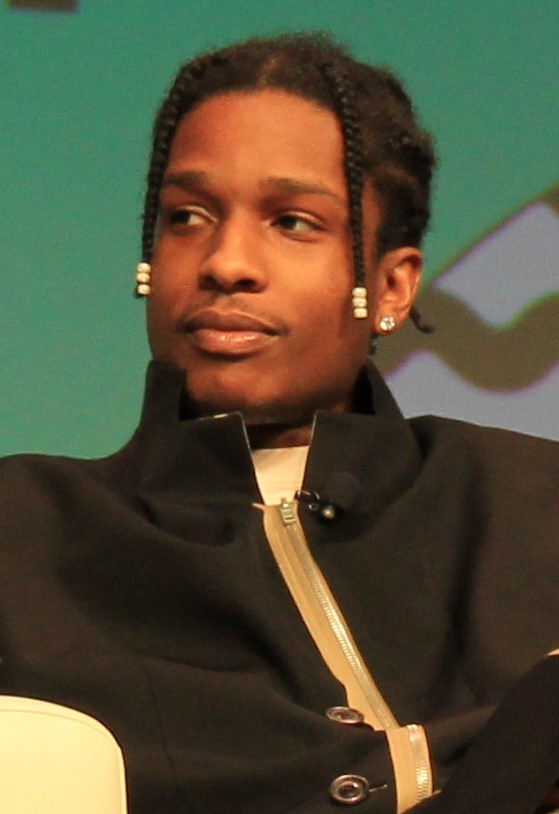
ASAP Rocky

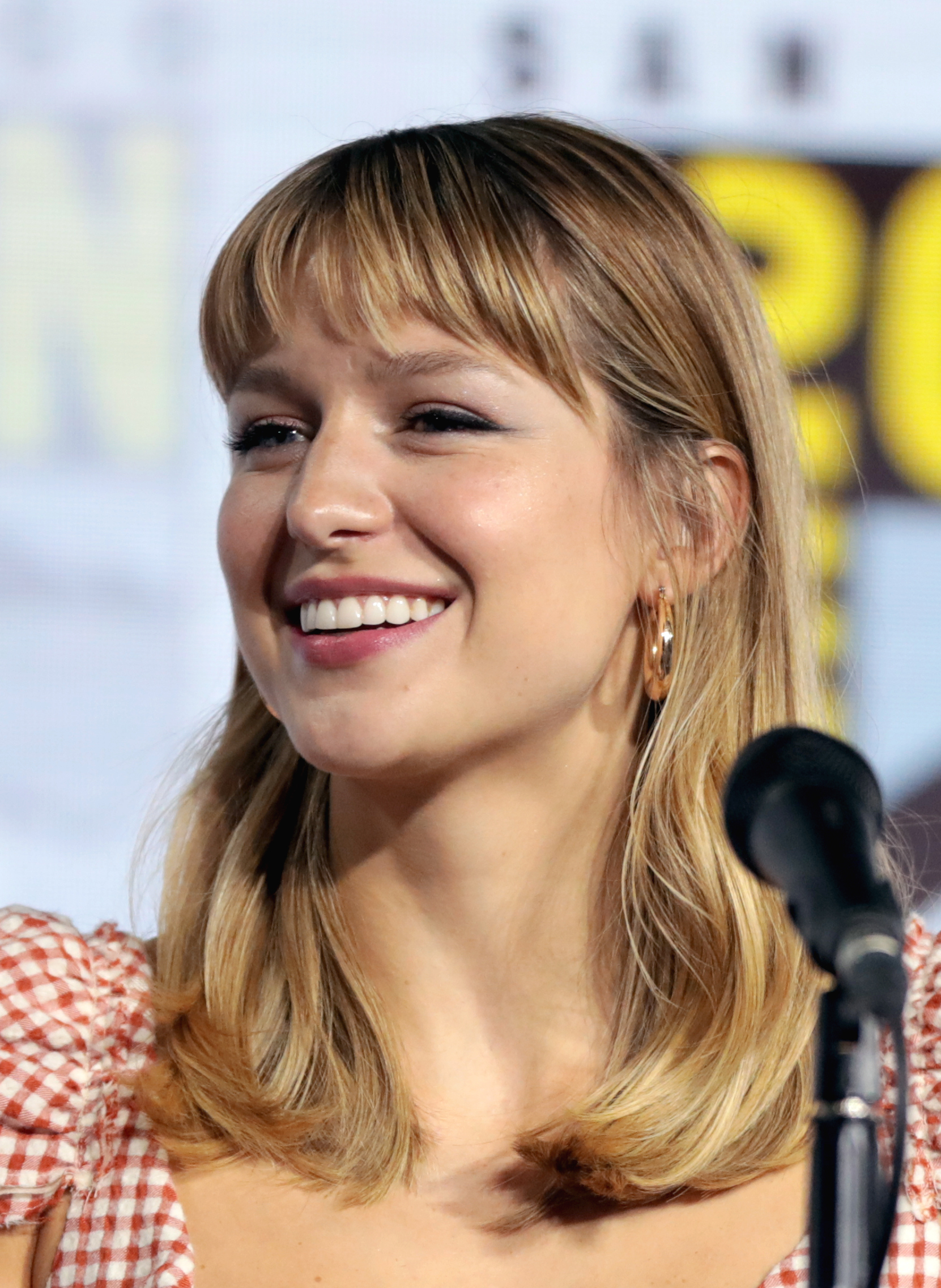
Melissa Benoist

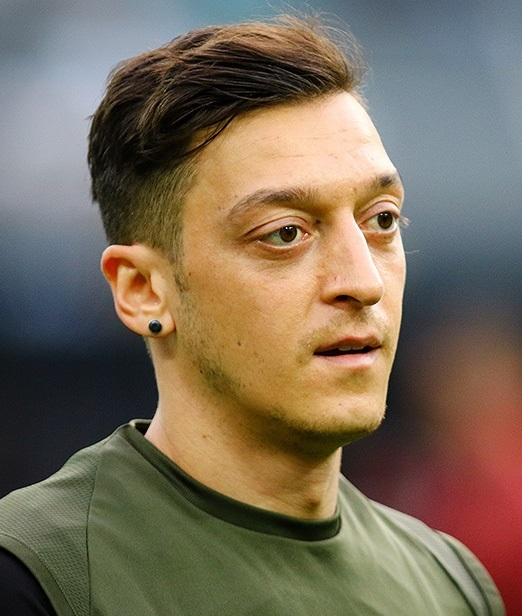
Mesut Özil

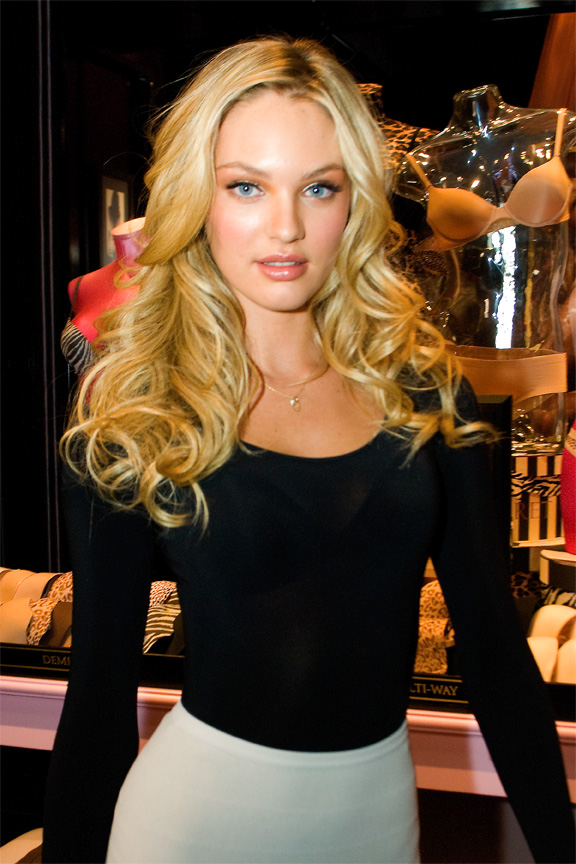
Candice Swanepoel

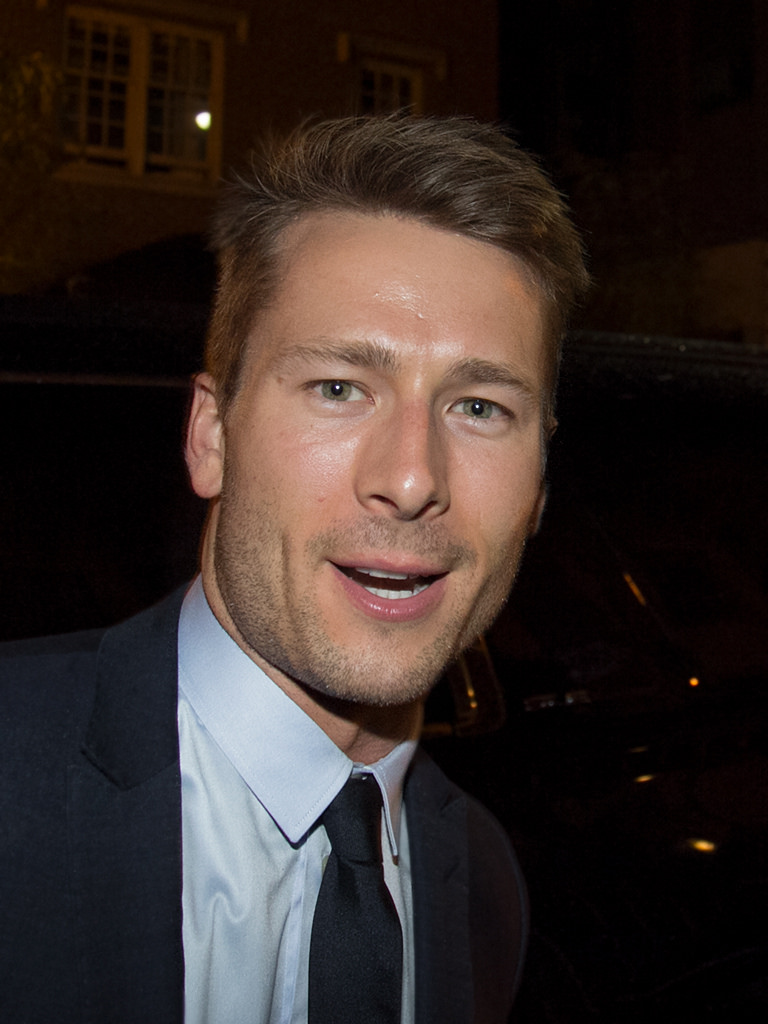
Glen Powell

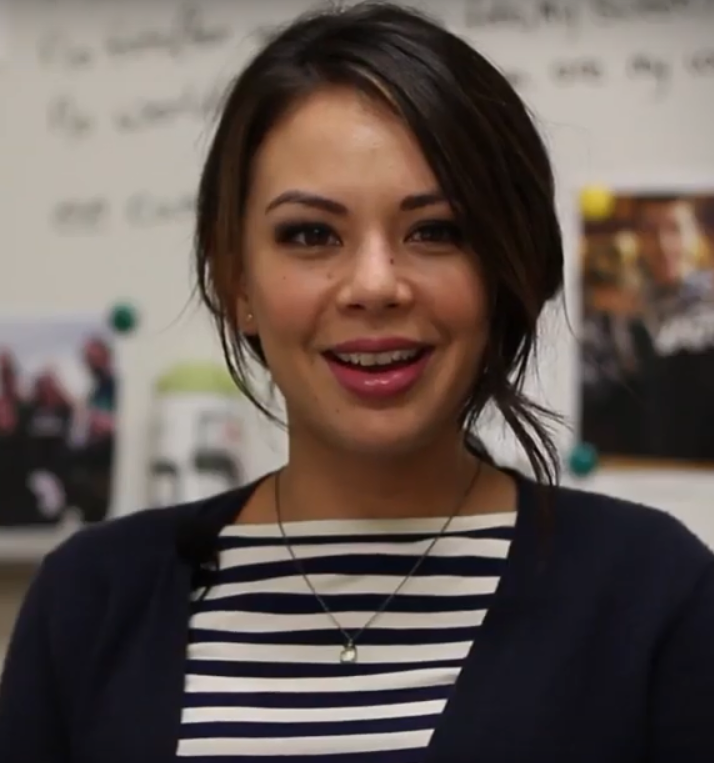
Janel Parrish

- 01. Oktober: Nguyễn Hữu Việt, vietnamesischer Schwimmer († 2022)
- 03. Oktober: Álvaro Maximiliano Arias Invernizzi, uruguayischer Fußballspieler
- 03. Oktober: Alex Dowsett, britischer Radrennfahrer
- 03. Oktober: Max Giesinger, deutscher Singer-Songwriter
- 03. Oktober: ASAP Rocky, US-amerikanischer Rapper
- 03. Oktober: Alicia Vikander, schwedische Schauspielerin und Tänzerin
- 04. Oktober: Yasemin Cetinkaya, deutsche Schauspielerin
- 04. Oktober: Derrick Rose, US-amerikanischer Basketballspieler
- 04. Oktober: Staša Špur, slowenische Fußballschiedsrichterassistentin
- 05. Oktober: Adrián Campos jr., spanischer Automobilrennfahrer
- 05. Oktober: Sona Ahmadli, aserbaidschanische Ringerin
- 05. Oktober: Bahar Kizil, deutsche Sängerin
- 07. Oktober: Abdelrahman Ossama Ahmed, ägyptischer Taekwondoin
- 07. Oktober: Diego Costa, brasilianischer Fußballspieler
- 08. Oktober: Max Felder, deutscher Schauspieler und Synchronsprecher
- 09. Oktober: Gaëtane Abrial, französische Sängerin
- 09. Oktober: Sandra Maren Schneider, deutsche Schauspielerin
- 10. Oktober: Hamad Afif, katarischer Bahn- und Straßenradrennfahrer
- 10. Oktober: Ideye Brown, nigerianischer Fußballspieler
- 10. Oktober: Jodie Devos, belgische Opernsängerin († 2024)
- 10. Oktober: Navneet Dhaliwal, indischer Cricketspieler
- 10. Oktober: Jil Funke, deutsche Schauspielerin
- 10. Oktober: Rose McIver, neuseeländische Schauspielerin
- 10. Oktober: Jason Moore, britischer Automobilrennfahrer
- 10. Oktober: Doris Schmidts, deutsche Schönheitskönigin
- 11. Oktober: Séamus Coleman, irischer Fußballspieler
- 11. Oktober: Joel Fearon, britischer Bobfahrer und Sprinter
- 12. Oktober: Jules Cluzel, französischer Motorradrennfahrer
- 12. Oktober: Glenn Nyberg, schwedischer Fußballschiedsrichter
- 13. Oktober: Norris Cole, US-amerikanischer Basketballspieler
- 13. Oktober: Volkan Isbert, deutscher Schauspieler
- 13. Oktober: Scott Jamieson, australischer Fußballspieler
- 13. Oktober: Susan Thorsgaard, dänische Handballspielerin
- 14. Oktober: William Henry Atkinson, englischer Fußballspieler
- 14. Oktober: Matthias Helferich, deutscher Politiker
- 14. Oktober: Robert Höller, deutscher Schauspieler
- 14. Oktober: Max Thieriot, US-amerikanischer Schauspieler
- 15. Oktober: Konstantin Frank, deutsch-russischer Schauspieler
- 15. Oktober: Pia Marxkord, deutsche Fußballspielerin
- 15. Oktober: Mesut Özil, deutscher Fußballspieler türkischer Abstammung
- 15. Oktober: Dominique Jones, US-amerikanischer Basketballspieler
- 16. Oktober: Tumuaialii Anae, US-amerikanische Wasserballspielerin
- 16. Oktober: Zoltán Stieber, ungarischer Fußballspieler
- 17. Oktober: Belal Mansoor Ali, bahrainischer Mittelstreckenläufer kenianischer Herkunft
- 18. Oktober: Efetobore Ambrose Emuobo, nigerianischer Fußballspieler
- 18. Oktober: Dane Cameron, US-amerikanischer Automobilrennfahrer
- 19. Oktober: Maximilian Weiß, deutscher Handballspieler
- 20. Oktober: ASAP Ferg, US-amerikanischer Rapper
- 20. Oktober: Agustín Torassa, argentinischer Fußballspieler
- 21. Oktober: Nathalie Bock, deutsche Fußballspielerin
- 22. Oktober: Alisa Vetterlein, deutsche Fußballspielerin
- 23. Oktober: Nicolaj Moesgaard Agger, dänischer Fußballspieler
- 23. Oktober: Dani Clos, spanischer Automobilrennfahrer
- 23. Oktober: Carolin Schiewe, deutsche Fußballspielerin
- 23. Oktober: Franziska Alber, deutsche Schauspielerin
- 23. Oktober: Elsie Uwamahoro, burundische Schwimmerin
- 23. Oktober: Florian Büchler, deutscher Fußballspieler
- 23. Oktober: Raphaël Joly, niederländischer Eishockeyspieler
- 23. Oktober: Jordan Crawford, US-amerikanischer Basketballspieler
- 24. Oktober: Daniel McKenzie, britischer Automobilrennfahrer
- 24. Oktober: Hideki Yamauchi, japanischer Automobilrennfahrer
- 25. Oktober: Chandler Parsons, US-amerikanischer Basketballspieler
- 27. Oktober: Evan Turner, US-amerikanischer Basketballspieler
- 28. Oktober: Kévin Estre, französischer Automobilrennfahrer
- 28. Oktober: Ko Euna, südkoreanische Schauspielerin
- 28. Oktober: Elisabeth Kanettis, italienisch-US-amerikanische Schauspielerin
- 29. Oktober: Anna-Katharina Fecher, deutsche Schauspielerin
- 30. Oktober: Janel Parrish, US-amerikanische Schauspielerin
- 31. Oktober: Sébastien Buemi, Schweizer Automobilrennfahrer
- 31. Oktober: Cole Aldrich, US-amerikanischer Basketballspieler

### November

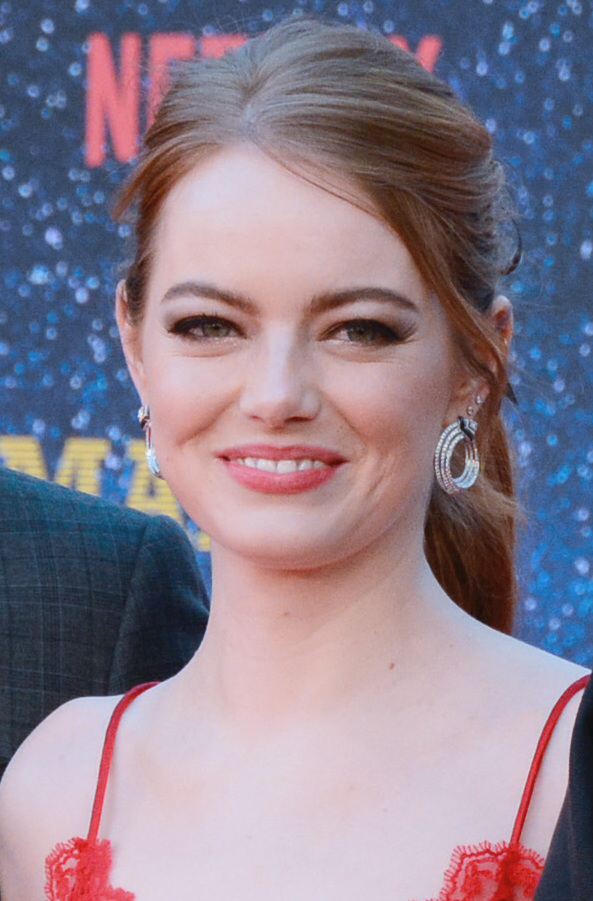
Emma Stone

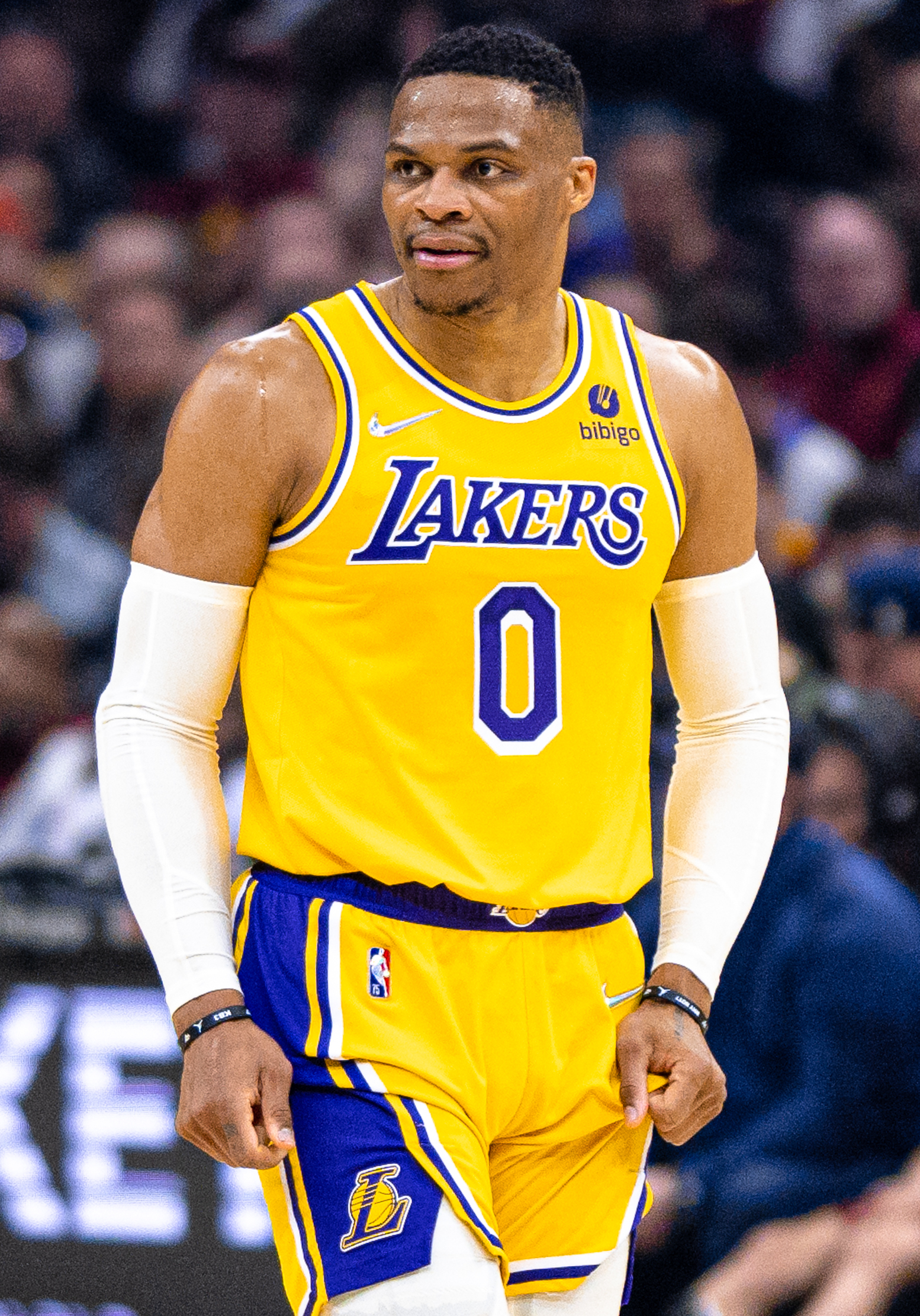
Russell Westbrook

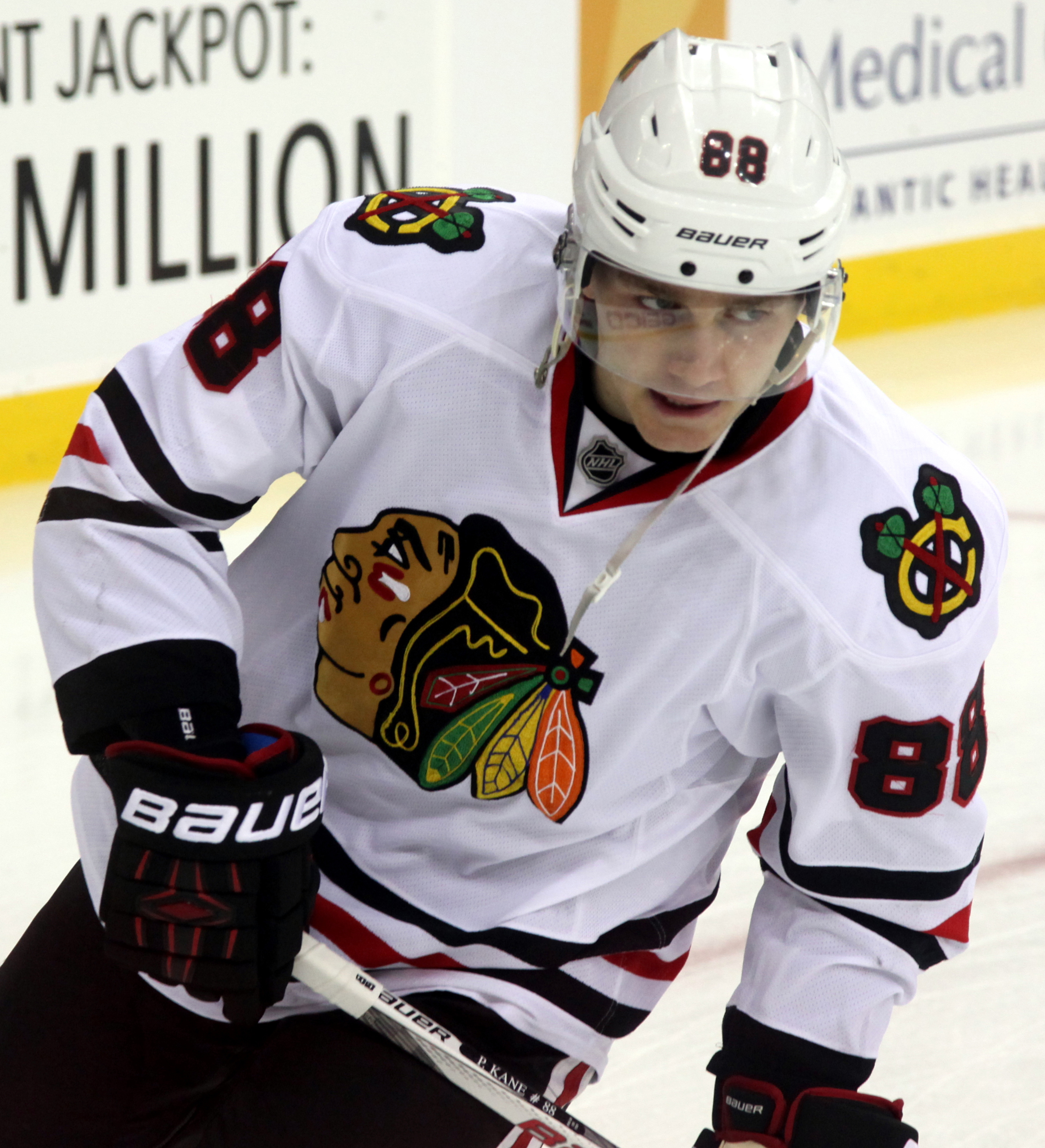
Patrick Kane

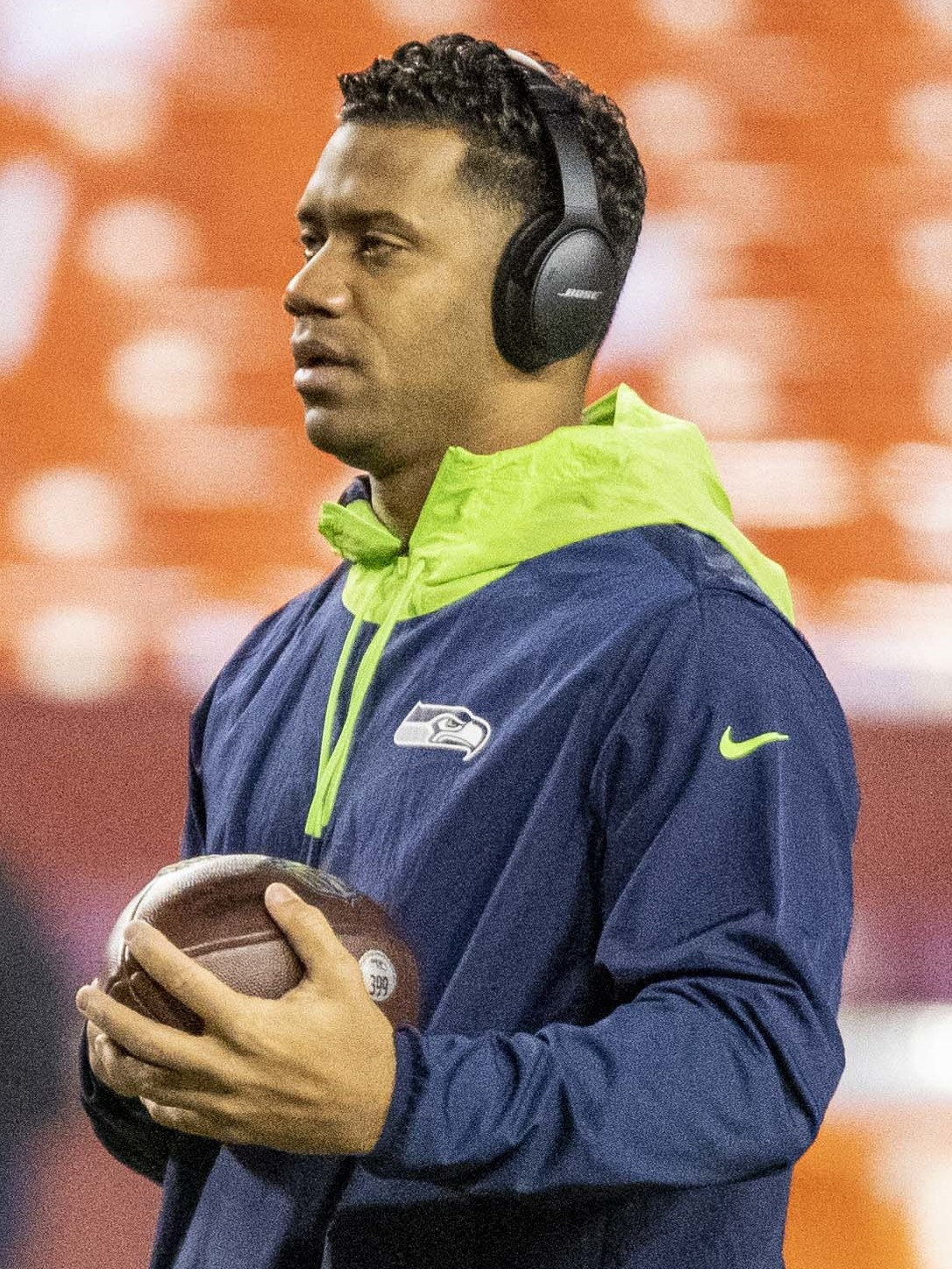
Russell Wilson

- 01. November: Mohammed Ali Khan, schwedischer Fußballspieler
- 01. November: Kimberley Murray, britische Skeletonpilotin
- 02. November: Julia Görges, deutsche Tennisspielerin
- 03. November: Manuel António, angolanischer Leichtathlet
- 03. November: Stefan Kutschke, deutscher Fußballspieler
- 03. November: Martin Petkov, österreichischer Fußballspieler († 2025)
- 03. November: Carlo Wittig, deutscher Handballspieler
- 04. November: Robert Cregan, irischer Automobilrennfahrer
- 04. November: Teresa Schergaut, deutsche Schauspielerin
- 05. November: Virat Kohli, indischer Cricketspieler
- 05. November: Ron Meulenkamp, niederländischer Dartspieler
- 06. November: Alexandra Elbakyan, kasachische Programmiererin und Gründerin von Sci-Hub
- 06. November: Alex Spellman, US-amerikanischer Dartspieler
- 06. November: Emma Stone, US-amerikanische Schauspielerin
- 06. November: Tom Neuwirth, österreichischer Sänger
- 07. November: Gani Lawal, US-amerikanischer Basketballspieler
- 08. November: Thomas Asanger, österreichischer Komponist
- 09. November: Analeigh Tipton, US-amerikanische Eiskunstläuferin, Model und Schauspielerin
- 10. November: Marco Cerullo, deutsches Model, Reality-TV-Teilnehmer und Mitspieler in einem Scripted-Reality-Format
- 12. November: Russell Westbrook, US-amerikanischer Basketballspieler
- 14. November: Ben Blaskovic, deutscher Schauspieler
- 14. November: Simon Schempp, deutscher Biathlet
- 14. November: Lachlan Tame, australischer Kanute
- 15. November: B.o.B, US-amerikanischer Rapper
- 16. November: Felipe Fernández Laser, deutscher Automobilrennfahrer
- 16. November: Kevin Freiberger, deutscher Fußballspieler
- 17. November: Eric Lichaj, US-amerikanischer Fußballspieler
- 17. November: Eric Nam, koreanisch-amerikanischer Sänger und Schauspieler
- 17. November: Gabriel da Silva, Schweizer Schauspieler und Filmemacher
- 18. November: Andreas Niederquell, deutscher Fußballspieler
- 19. November: Savitree Amitrapai, thailändische Badmintonspielerin
- 20. November: Roberto Rosales, venezolanischer Fußballspieler
- 20. November: Dušan Tadić, serbischer Fußballspieler
- 20. November: Rhys Wakefield, australischer Schauspieler
- 21. November: Eric Frenzel, deutscher Nordischer Kombinierer und Olympiasieger
- 21. November: Larry Sanders, US-amerikanischer Basketballspieler
- 22. November: Jamie Campbell Bower, britischer Schauspieler und Sänger
- 22. November: René Lange, deutscher Fußballspieler
- 23. November: Julien Bam, deutscher Webvideoproduzent, Sänger und Synchronsprecher
- 24. November: Anina Abt-Stein, deutsche Schauspielerin
- 24. November: Dorian van Rijsselberghe, zweifacher Olympiasieger und zweifacher Weltmeister im Windsurfen
- 25. November: Nodar Kumaritaschwili, georgischer Rodelsportler († 2010)
- 28. November: Ritchie De Laet, belgischer Fußballspieler
- 28. November: Florian Leitner, österreichischer Fußballspieler
- 28. November: Andrei Viorel Tacu, rumänisch-schweizerischer Schauspieler
- 29. November: Hermann Gassner junior, deutscher Rallyefahrer
- 29. November: Ryūnosuke Ōkoshi, japanischer Skirennläufer
- 30. November: Phillip Hughes, australischer Cricketspieler († 2014)
- 30. November: Kurdo, deutscher Rapper irakischer Herkunft
- 30. November: Sascha Meiner, deutscher Handballspieler
- 30. November: Rebecca Rittenhouse, US-amerikanische Schauspielerin
- 30. November: Julie Zangenberg, dänische Schauspielerin

### Dezember

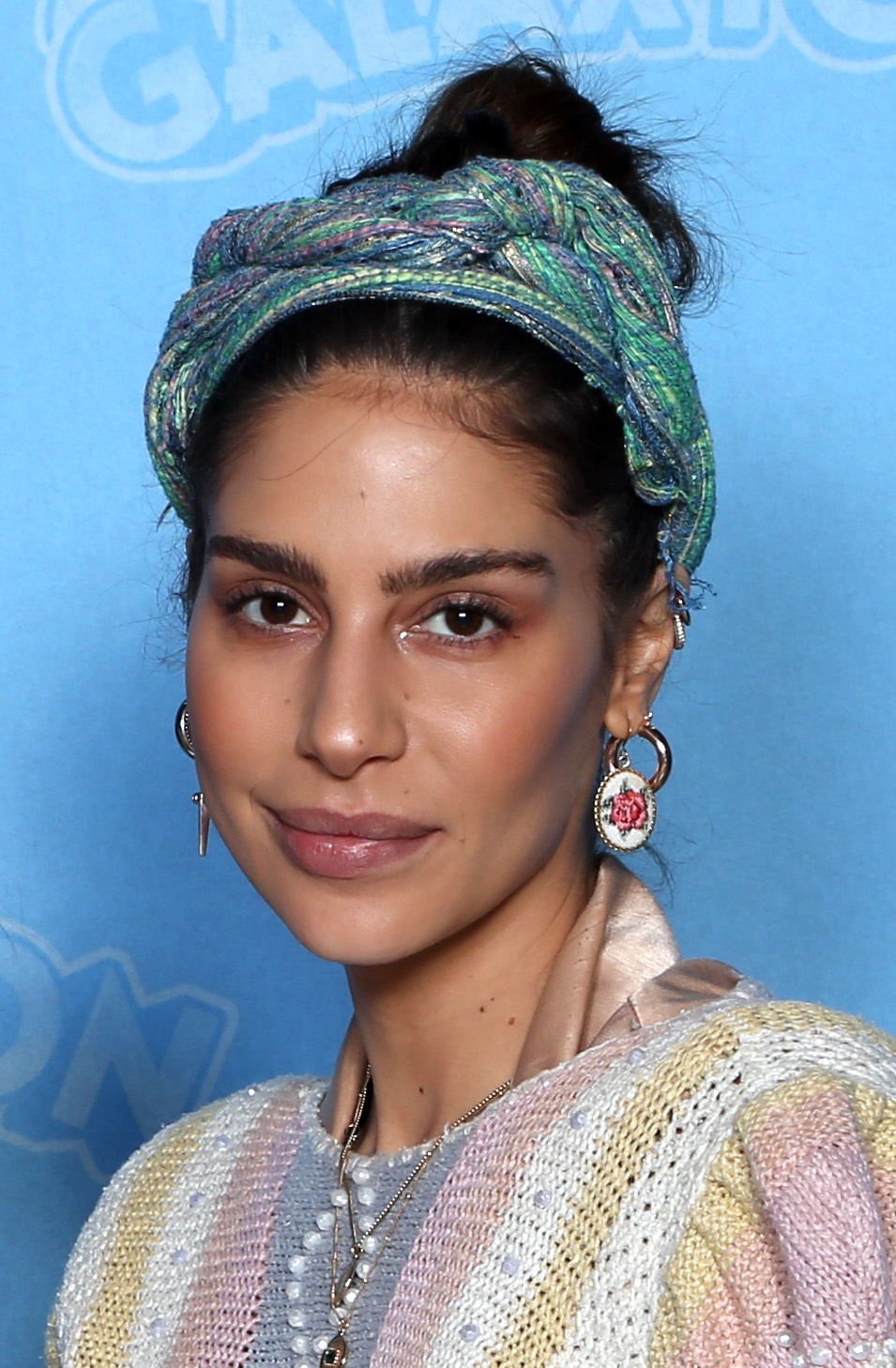
Nadia Hilker

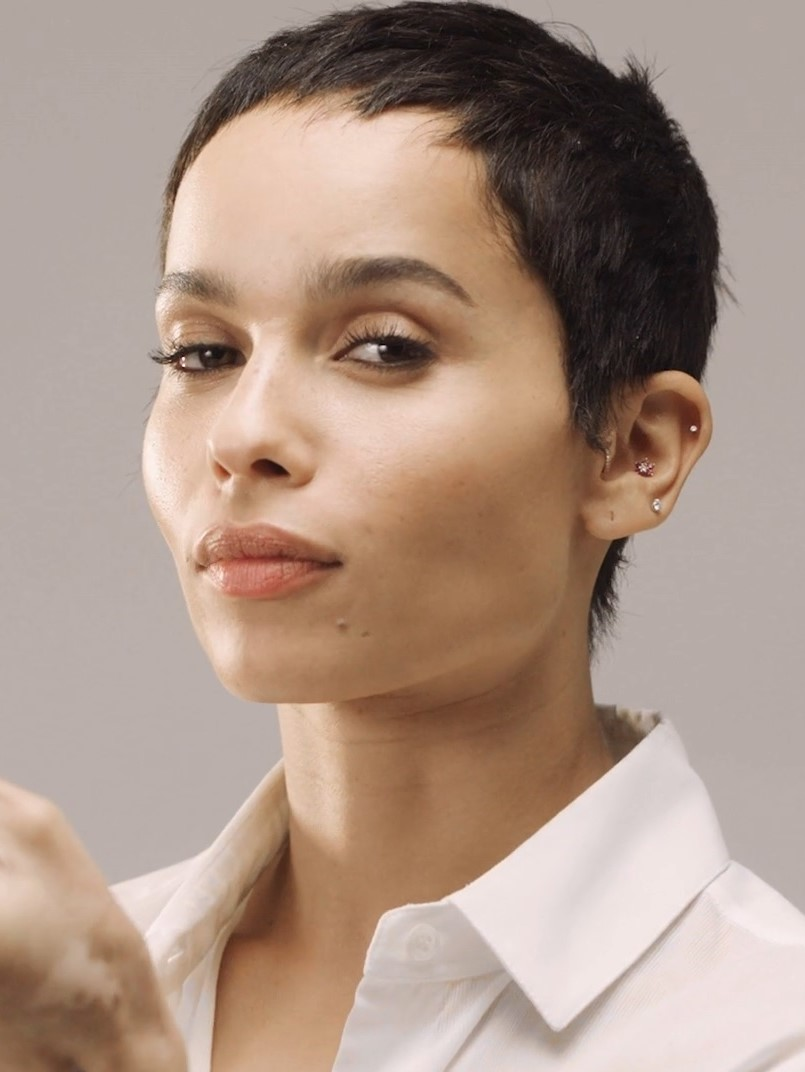
Zoë Kravitz

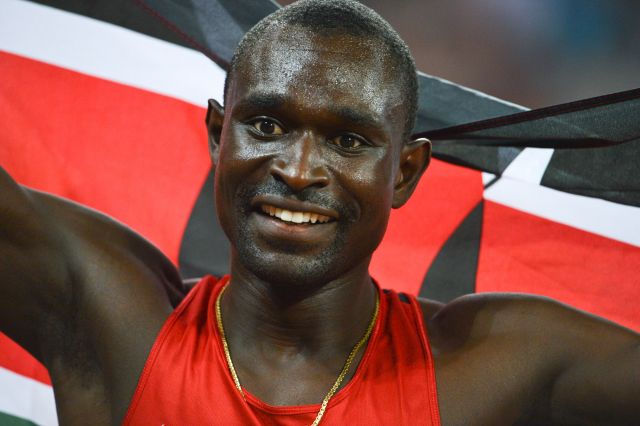
David Rudisha

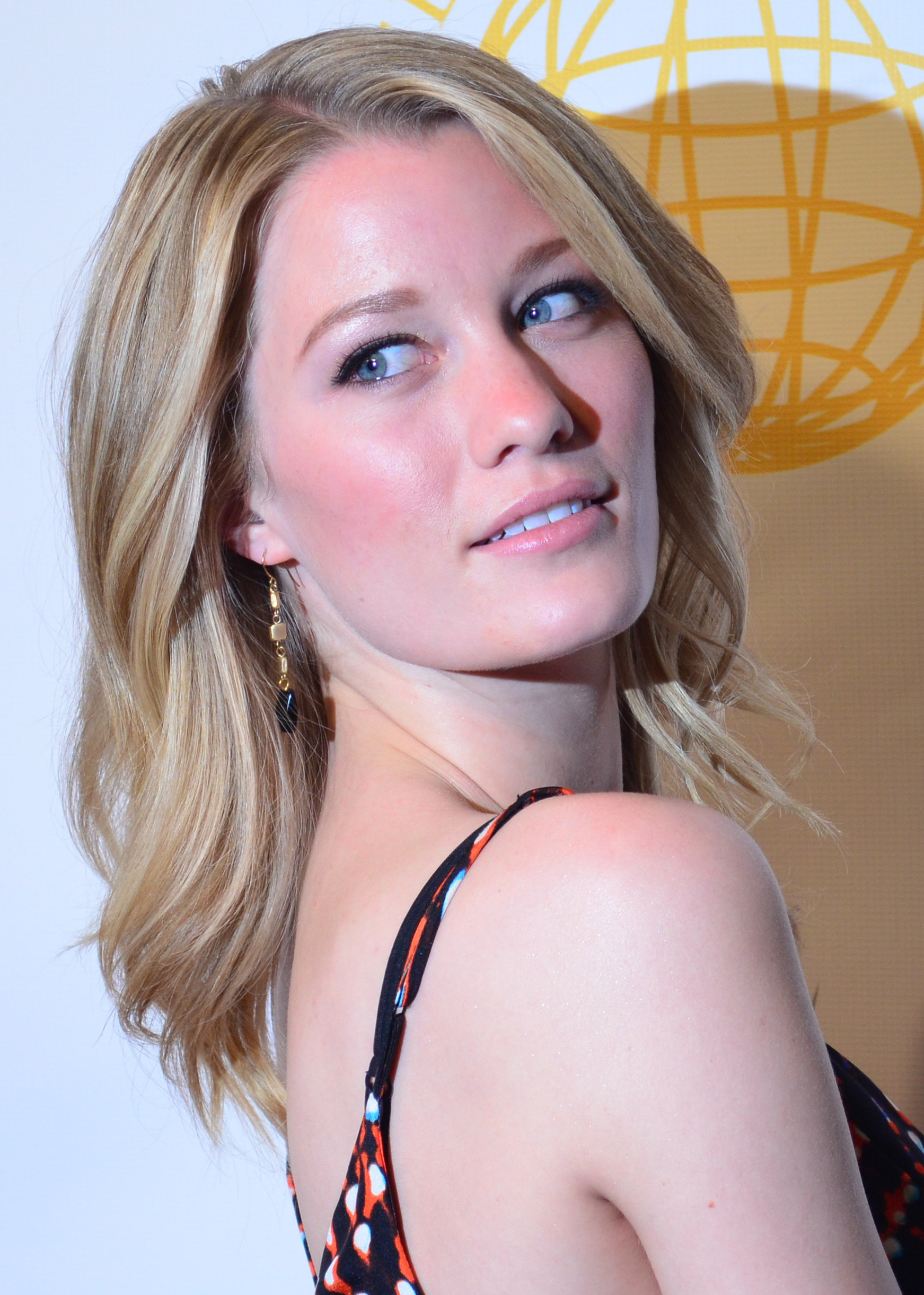
Ashley Hinshaw

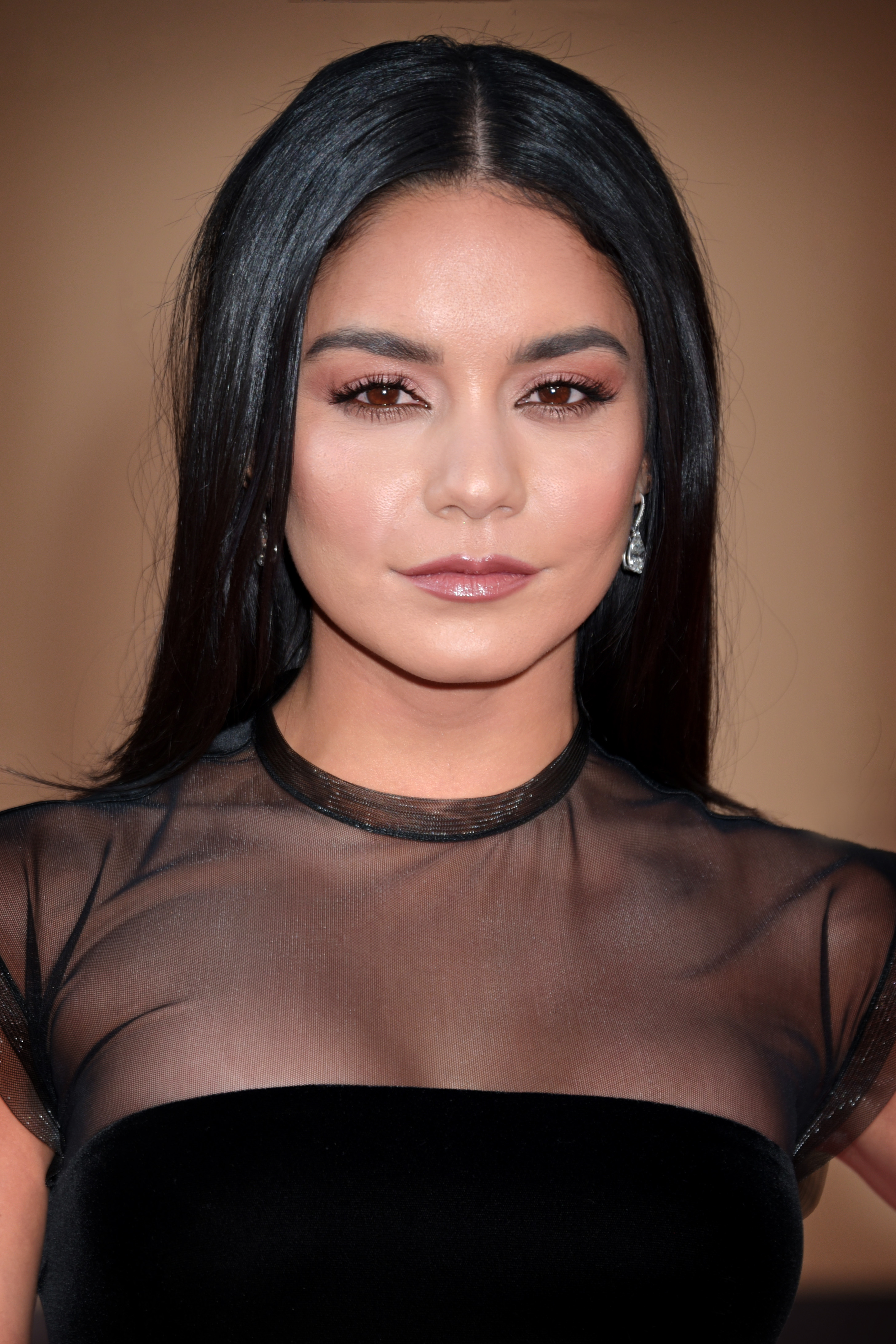
Vanessa Hudgens

- 01. Dezember: Tyler Joseph, US-amerikanischer Musiker
- 02. Dezember: Kim Adolfsson, schwedische Biathletin
- 03. Dezember: Hermas Muvunyi, ruandischer Leichtathlet
- 04. Dezember: Hanno Holzhüter, deutscher Handballspieler
- 05. Dezember: Ross Bagley, US-amerikanischer Schauspieler
- 06. Dezember: Yasin Görkem Arslan, türkischer Fußballspieler
- 06. Dezember: Franziska Benz, deutsche Schauspielerin
- 06. Dezember: Johan Kristoffersson, schwedischer Automobilrennfahrer
- 07. Dezember: Nathan Adrian, US-amerikanischer Freistilschwimmer
- 07. Dezember: Emily Browning, australische Schauspielerin
- 07. Dezember: Julia Gruber, deutsche Schauspielerin, Synchronsprecherin und Hörfunkmoderatorin
- 07. Dezember: Jens Schöngarth, deutscher Handballspieler
- 07. Dezember: Andrew Goudelock, US-amerikanischer Basketballspieler
- 08. Dezember: Carla Abrahamsen, schwedische Schauspielerin und Sängerin
- 08. Dezember: Philip Major, kanadischer Automobilrennfahrer
- 08. Dezember: Julien Sewering, deutscher Webvideoproduzent und Rapper
- 09. Dezember: Taneshia Abt, deutsche Schauspielerin
- 09. Dezember: Kwadwo Asamoah, ghanaischer Fußballspieler
- 09. Dezember: Christoph Trinks, deutscher Handballtorwart
- 09. Dezember: Bosca, deutscher Rapper
- 10. Dezember: Jon Lancaster, britischer Automobilrennfahrer
- 10. Dezember: Neven Subotić, serbisch-US-amerikanischer Fußballspieler
- 10. Dezember: Imke Wübbenhorst, deutsche Fußballspielerin
- 11. Dezember: Alia Atkinson, jamaikanische Schwimmerin
- 12. Dezember: Hahm Eun-jeong, südkoreanische Sängerin und Schauspielerin
- 12. Dezember: Teresa Ruiz, mexikanische Schauspielerin
- 13. Dezember: Rassul Abduraim, kirgisischer Taekwondoin
- 14. Dezember: Nicolas Batum, französischer Basketballspieler
- 14. Dezember: Vanessa Hudgens, US-amerikanische Schauspielerin, Sängerin und Model
- 14. Dezember: Anna-Maria Zimmermann, deutsche Schlagersängerin
- 16. Dezember: Alexei Schwed, russischer Basketballspieler
- 16. Dezember: Mats Hummels, deutscher Fußballspieler
- 16. Dezember: Park Seo-joon, südkoreanischer Schauspieler
- 16. Dezember: Anna Popplewell, britische Filmschauspielerin
- 17. Dezember: Mikkel Andersen, dänischer Fußballtorwart
- 17. Dezember: Mate Wazadse, georgischer Fußballspieler
- 17. Dezember: David Rudisha, kenianischer Mittelstreckenläufer
- 18. Dezember: Elizabeth Armitstead, britische Radrennfahrerin
- 18. Dezember: Markus Pazurek, deutscher Fußballspieler
- 19. Dezember: Niklas Landin Jacobsen, dänischer Handballspieler
- 19. Dezember: Moritz von Treuenfels, deutscher Schauspieler
- 20. Dezember: Franziska Mietzner, deutsche Handballspielerin
- 22. Dezember: Mario Lang, österreichischer Rocksänger
- 22. Dezember: Juventina Napoleão, osttimoresische Marathonläuferin
- 22. Dezember: Kaja Schmäschke, deutsche Handballspielerin
- 23. Dezember: Devin Lytle, US-amerikanische Schauspielerin, Model und Tänzerin
- 24. Dezember: Alexander Auerbach, deutscher Handballspieler
- 24. Dezember: Stefanos Athanasiadis, griechischer Fußballspieler
- 24. Dezember: Felix Lobrecht, deutscher Stand-Up-Comedian, Podcast-Moderator und Autor
- 24. Dezember: Nura, eritreische deutschsprachige Rapperin, Sängerin, Schauspielerin und Autorin
- 24. Dezember: Tommy Stroot, deutscher Fußballspieler
- 25. Dezember: Dele Adeleye, nigerianischer Fußballspieler
- 25. Dezember: Eric Gordon, US-amerikanischer Basketballspieler
- 25. Dezember: Michael Blum, deutscher Fußballspieler
- 27. Dezember: Hayley Williams, US-amerikanische Sängerin
- 28. Dezember: Belal Arezou, afghanischer Fußballspieler
- 28. Dezember: Islambek Said-Zilimowitsch Albijew, russischer Ringer
- 29. Dezember: Rebecca Perry, US-amerikanisch-italienische Volleyball- und Beachvolleyballspielerin
- 30. Dezember: Henry Hynoski, US-amerikanischer American-Football-Spieler
- 30. Dezember: Jan Nolte, deutscher Politiker
- 30. Dezember: Benjamin Winter, deutscher Vielseitigkeitsreiter († 2014)
- 31. Dezember: Matthew Atkinson, US-amerikanischer Schauspieler
- 31. Dezember: Joel Martínez, andorranischer Fußballspieler
- 31. Dezember: Mira Rai, nepalesische Trailläuferin

### Datum unbekannt
- Anna Laura Tiessen, deutsche Politikerin (Volt)
- Antonia Bill, deutsche Schauspielerin
- Thiago Braga de Oliveira, brasilianisch-deutscher Schauspieler
- Pit Bukowski, deutscher Schauspieler
- Caroline Erikson, deutsche Schauspielerin
- Luke Flynn, US-amerikanischer Komponist
- Daniel Gawlowski, deutscher Schauspieler
- Jakob Geßner, deutscher Schauspieler
- Lucie Heinze, deutsche Schauspielerin
- Patrick Isermeyer, deutscher Schauspieler
- Eva Maria Jost, deutsche Schauspielerin
- Seada Kedir, äthiopische Marathonläuferin
- Magdalena Łapaj, polnische Saxophonistin
- Viktoria Marinowa, bulgarische Journalistin († 2018)
- Elaine McMillion Sheldon, US-amerikanische Journalistin und Dokumentarfilmerin
- Rebekka Müller, deutsche Politikerin
- Moritz Otto, deutscher Schauspieler
- Martin Schnippa, deutscher Schauspieler
- Arunima Sinha, indische Volleyballspielerin und Bergsteigerin
- Florian Sumerauer, österreichischer Schauspieler
- Lea Willkowsky, deutsche Theater- und Filmschauspielerin

## Gestorben

### Januar

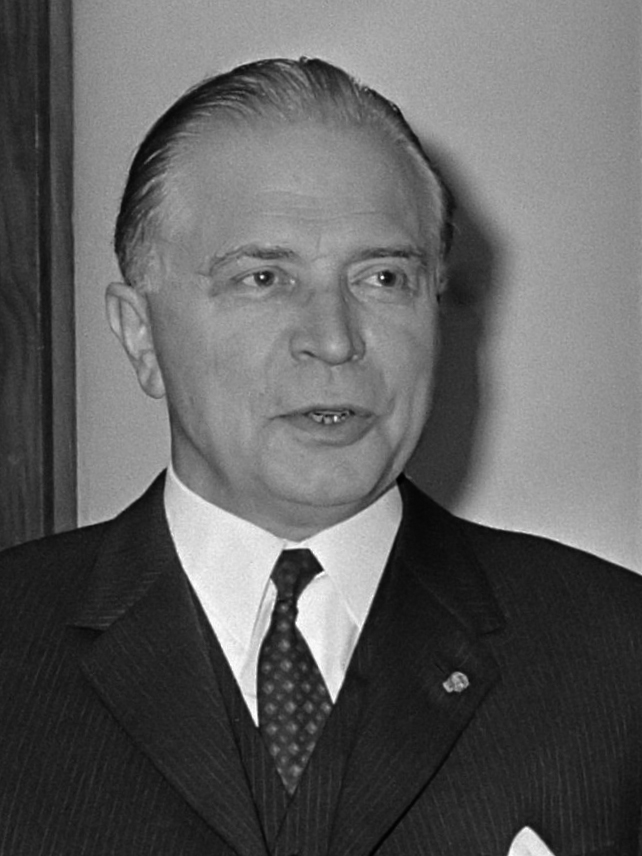
Gaston Eyskens

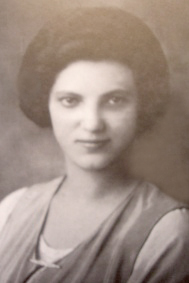
Rose Ausländer

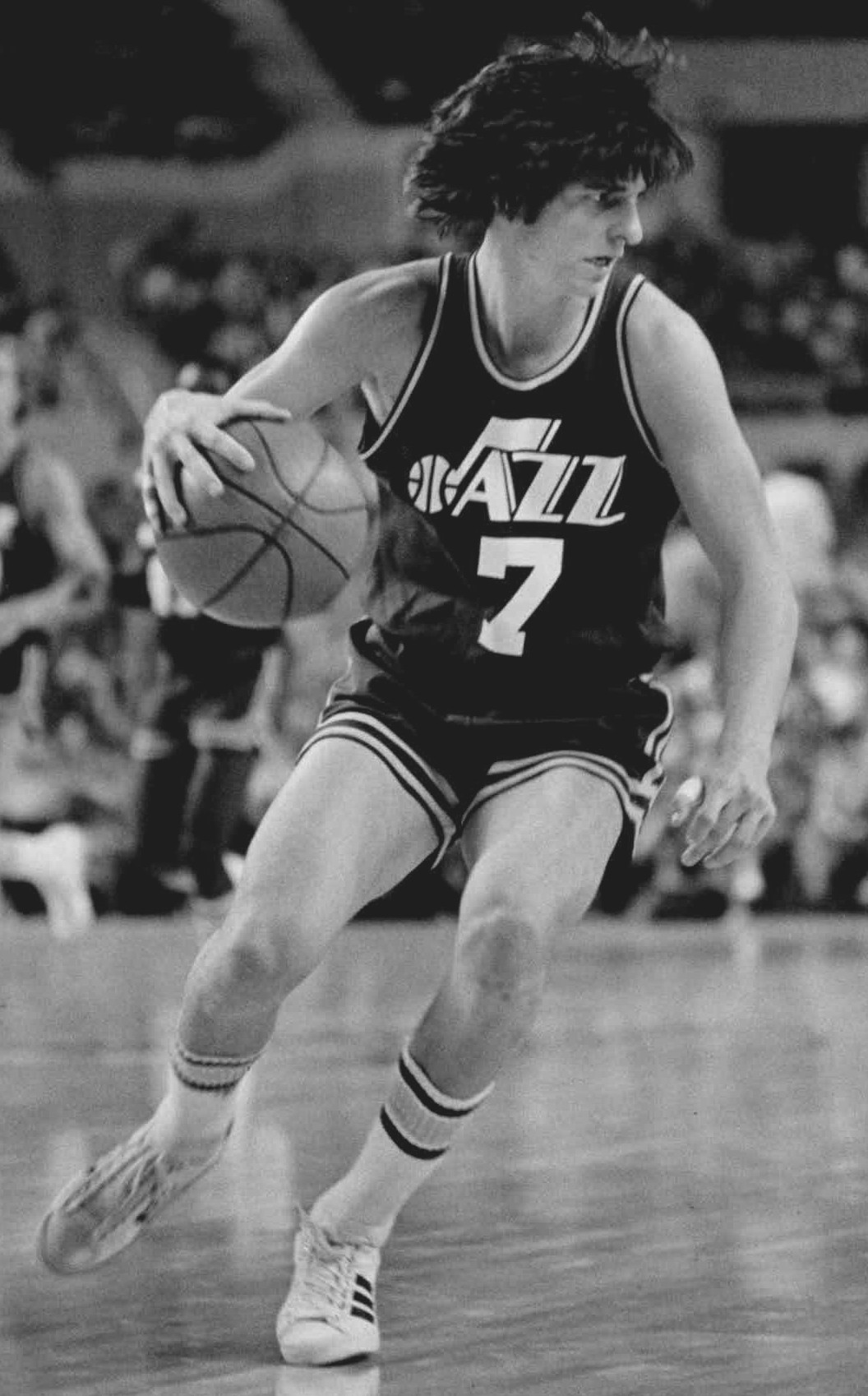
Pete Maravich

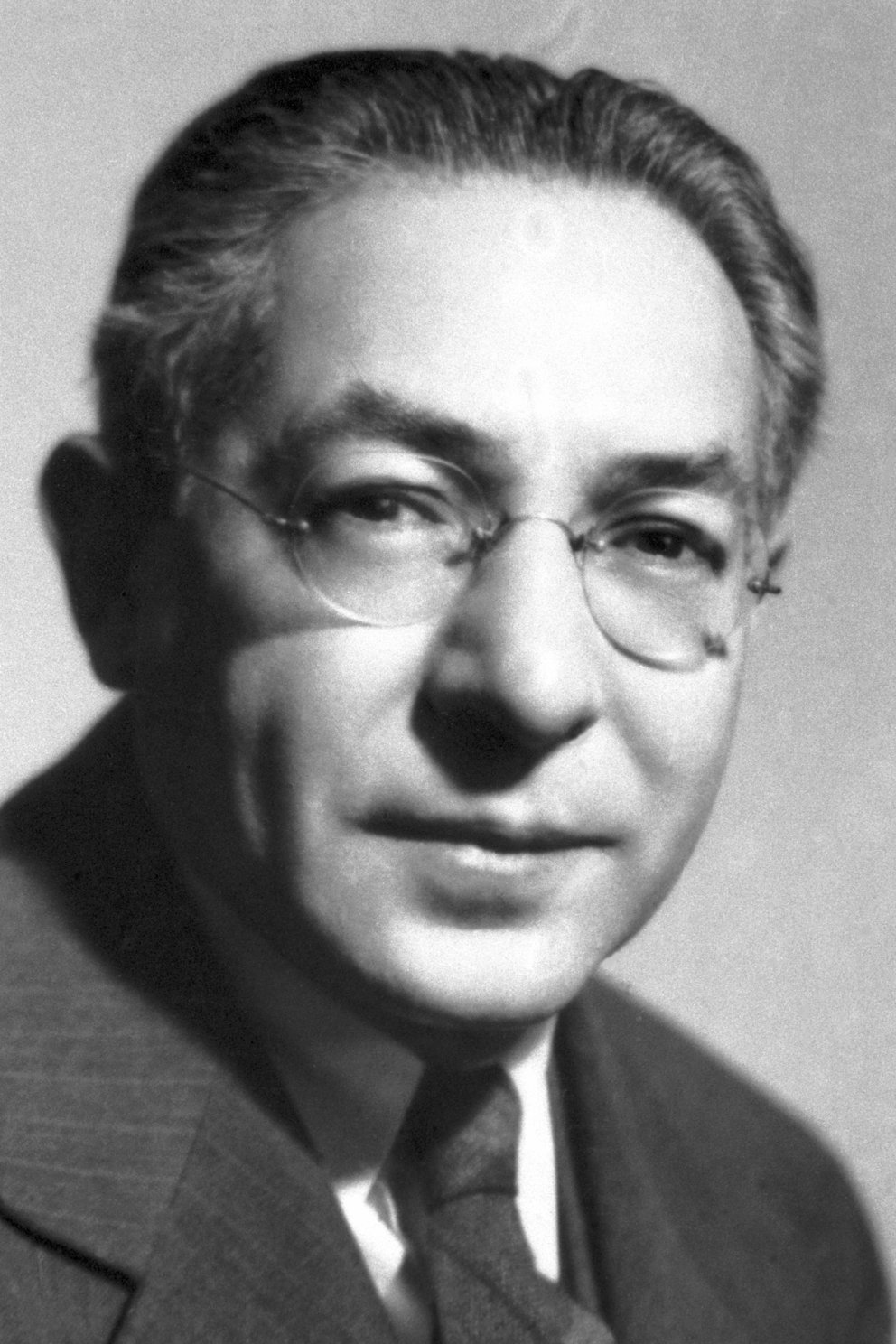
Isidor Isaac Rabi

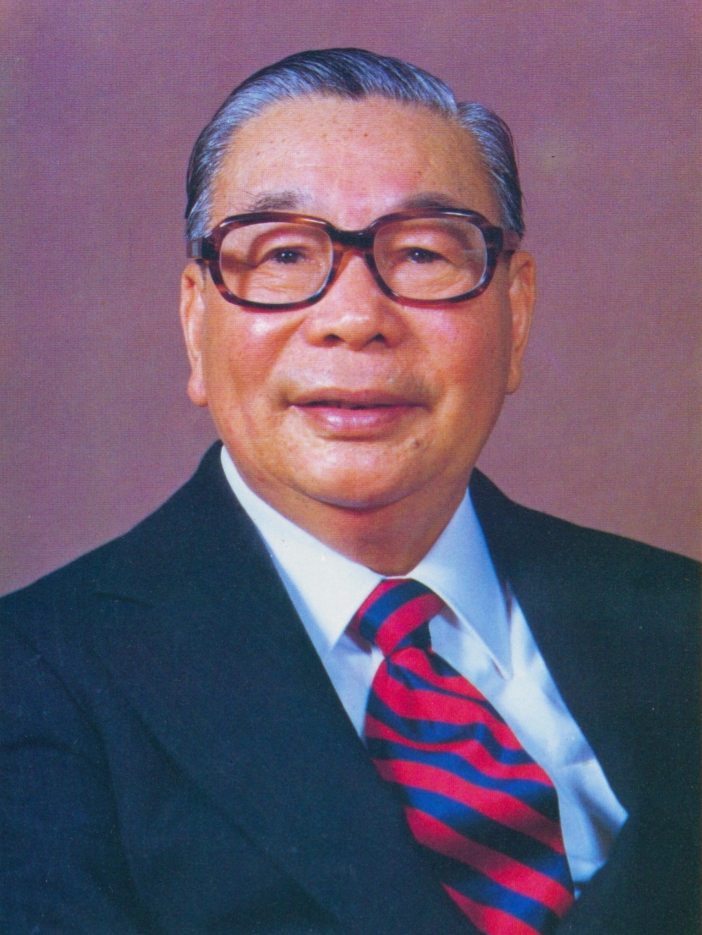
Chiang Ching-kuo

- 01. Januar: Rolf Presthus, norwegischer konservativer Politiker und Jurist (* 1936)
- 02. Januar: Luise Glowinski-Taubert, deutsche Malerin (* 1906)
- 02. Januar: Anna Gottburgsen, deutsche Blumen- und Landschaftsmalerin (* 1896)
- 03. Januar: Joie Chitwood, US-amerikanischer Automobilrennfahrer (* 1912)
- 03. Januar: Gaston Eyskens, belgischer Staatsmann und mehrfach Premierminister (* 1905)
- 03. Januar: Franz Muxeneder, deutsch-österreichischer Schauspieler (* 1920)
- 04. Januar: Walther Amelung, deutscher Arzt (* 1894)
- 04. Januar: Anton Anderl, österreichischer Politiker (* 1909)
- 04. Januar: Friedrich Joloff, deutscher Schauspieler und Synchronsprecher (* 1908)
- 04. Januar: Walter Glöckler, deutscher Automobil- und Motorradrennfahrer sowie Automobilkonstrukteur (* 1908)
- 04. Januar: Lily Laskine, französische Harfenistin (* 1893)
- 05. Januar: Pete Maravich, US-amerikanischer Basketballspieler (* 1947)
- 07. Januar: Michel Auclair, französischer Schauspieler (* 1922)
- 07. Januar: Trevor Howard, englischer Theater- und Filmschauspieler (* 1913)
- 07. Januar: Paul Mercey, schweizerisch-französischer Schauspieler
- 10. Januar: Hilde Bussmann, deutsche Tischtennisspielerin (* 1914)
- 11. Januar: Isidor Isaac Rabi, US-amerikanischer Physiker und Nobelpreisträger (* 1898)
- 11. Januar: Robert F. Kennon, US-amerikanischer Politiker (* 1902)
- 12. Januar: Piero Taruffi, italienischer Auto- und Motorradrennfahrer (* 1906)
- 14. Januar: Pi Scheffer, niederländischer Komponist und Dirigent (* 1909)
- 14. Januar: Georgi Maximilianowitsch Malenkow, sowjetischer Politiker, Ministerpräsident (* 1902)
- 15. Januar: Seán MacBride, irischer Politiker und Friedensnobelpreisträger (* 1904)
- 16. Januar: Andrija Artuković, kroatischer Politiker (* 1899)
- 19. Januar: Mehdi Barkeshli, iranischer Musikwissenschaftler und Physiker (* 1912)
- 19. Januar: Jewgeni Alexandrowitsch Mrawinski, russischer Dirigent (* 1903)
- 20. Januar: Philippe de Rothschild, französischer Unternehmer, Automobilrennfahrer und Pionier des französischen Weinbaus (* 1902)
- 23. Januar: Werner Ansel, deutscher Verwaltungsbeamter (* 1909)
- 24. Januar: Harald Bräuniger, deutscher Pharmazeut und Hochschullehrer (* 1911)
- 26. Januar: Gustav Aufhammer, deutscher Pflanzenbauwissenschaftler und Pflanzenzüchter (* 1899)
- 26. Januar: Stephan Koren, österreichischer Politiker (* 1919)
- 28. Januar: Klaus Fuchs, deutsch-britischer Kernphysiker, sowjetischer „Atomspion“ (* 1911)
- 29. Januar: Seth Neddermeyer, US-amerikanischer Physiker (* 1907)
- 31. Januar: Amir Nasser Eftetah, iranischer Tombakspieler und -Lehrer (* 1935)

### Februar

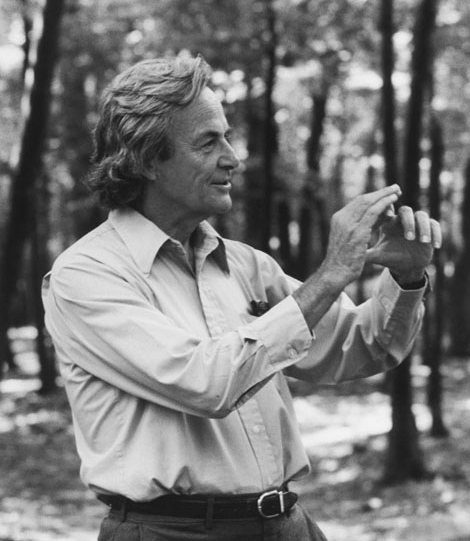
Richard Feynman

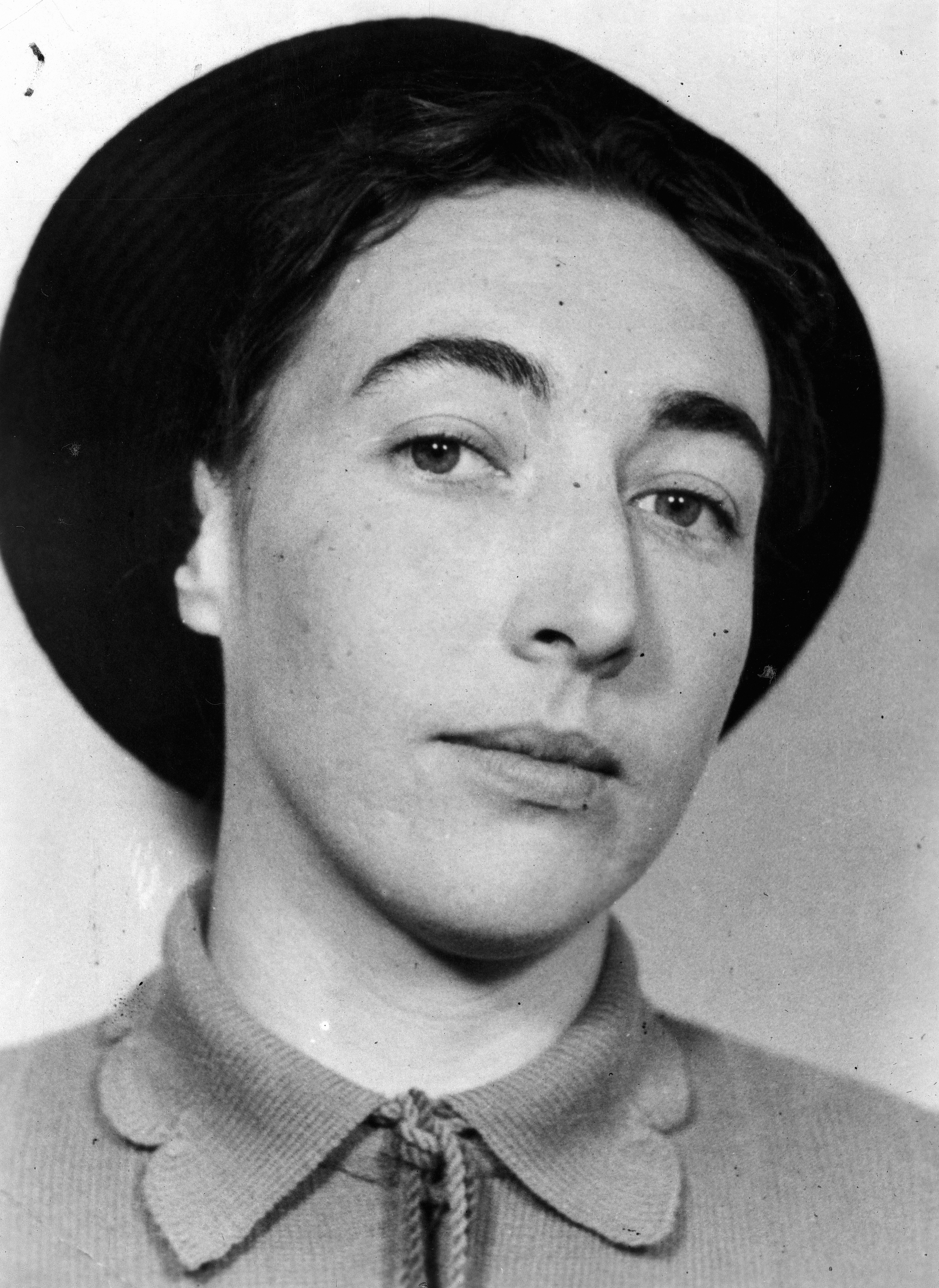
Kylie Tennant

- 01. Februar: Johannes Bours, römisch-katholischer Theologe und Schriftsteller (* 1913)
- 01. Februar: Heather O’Rourke, US-amerikanische Filmschauspielerin (* 1975)
- 02. Februar: Solomon, englischer Pianist (* 1902)
- 03. Februar: Radamés Gnattali, brasilianischer Musiker und Komponist (* 1906)
- 04. Februar: Willi Kollo, deutscher Komponist (* 1904)
- 05. Februar: Ove Arup, britisch-dänischer Ingenieur (* 1895)
- 05. Februar: Stefan Dittrich, deutscher Politiker (* 1912)
- 07. Februar: Giovanni Attanasio, italienischer Schauspieler (* 1928)
- 08. Februar: Pietro Arcari, italienischer Fußballspieler (* 1909)
- 08. Februar: Rudolf Krieg, deutscher Regisseur, Theater-, Film- und Fernsehschauspieler (* 1927)
- 09. Februar: Kurt Herbert Adler, österreichisch-US-amerikanischer Dirigent (* 1905)
- 10. Februar: Hans Ruchti, deutscher Wirtschaftswissenschaftler (* 1903)
- 10. Februar: Don Patterson, US-amerikanischer Jazzorganist (* 1936)
- 10. Februar: Lothar Malskat, Maler und Kunstfälscher (* 1913)
- 11. Februar: René Hall, US-amerikanischer Jazz- und R&B-Gitarrist (* 1903)
- 11. Februar: Kamma Svensson, deutsch-dänische Malerin, Grafikerin und Illustratorin (* 1908)
- 12. Februar: John Gordon Bennett, US-amerikanischer Automobilrennfahrer (* 1913)
- 12. Februar: Adolf Bieringer, deutscher Politiker und MdB (* 1928)
- 14. Februar: Frederick Loewe, US-amerikanischer Komponist (* 1901)
- 14. Februar: Nora Astorga Gadea, nicaraguanische Untergrundkämpferin (* ~1948)
- 14. Februar: Gheorghe Ghyka Cantacuzene, rumänischer Automobilrennfahrer (* 1902)
- 14. Februar: Cal Niday, US-amerikanischer Automobilrennfahrer (* 1914)
- 14. Februar: Joseph Wresinski, französischer Geistlicher und Gründer der Menschenrechtsbewegung ATD Vierte Welt (* 1917)
- 15. Februar: Al Cohn, US-amerikanischer Jazz-Saxophonist (* 1925)
- 15. Februar: Richard Feynman, US-amerikanischer Physiker und Nobelpreisträger (* 1918)
- 15. Februar: Neil R. Jones, US-amerikanischer Science-Fiction-Autor (* 1909)
- 16. Februar: Jean Carignan, kanadischer Fiddle-Spieler (* 1916)
- 16. Februar: Arturo Correa, puerto-ricanischer Schauspieler, Filmregisseur und -Produzent (* 1924)
- 16. Februar: Carlo Snider, Schweizer Kirchenrechtler (* 1910)
- 17. Februar: Alain Savary, französischer Bildungspolitiker und Résistant (* 1918)
- 18. Februar: Abderrahman Ibrir, algerisch-französischer Fußballspieler (* 1919)
- 19. Februar: René Char, französischer Dichter (* 1907)
- 19. Februar: André Frédéric Cournand, französisch-US-amerikanischer Mediziner und Nobelpreisträger (* 1895)
- 24. Februar: Memphis Slim, US-amerikanischer Bluessänger und -pianist (* 1915)
- 24. Februar: Bljuma Wulfowna Zeigarnik, sowjetische Gestaltpsychologin (* 1900)
- 25. Februar: Bernard Ashmole, britischer Klassischer Archäologe (* 1894)
- 25. Februar: Helmut Echternach, Pastor, protestantischer Theologe (Dogmatiker) und Bischof (* 1907)
- 25. Februar: Mamduh Muhammad Salim, ägyptischer Politiker, General und Premierminister (* 1918)
- 29. Februar: Johann Fellinger, österreichischer Gewerkschafter und Politiker (* 1913)
- 29. Februar: Johann van Aken, deutscher Politiker (* 1915)
- 29. Februar: Vaughn Horton, US-amerikanischer Countrysänger und Songwriter (* 1911)
- 000Februar: Eduard Alexejewitsch Asaba, sowjetischer Schachkomponist (* 1932)
- 000Februar: Cristóbal Humberto Ibarra, salvadorianischer Lyriker, Erzähler und Essayist (* 1920)

### März

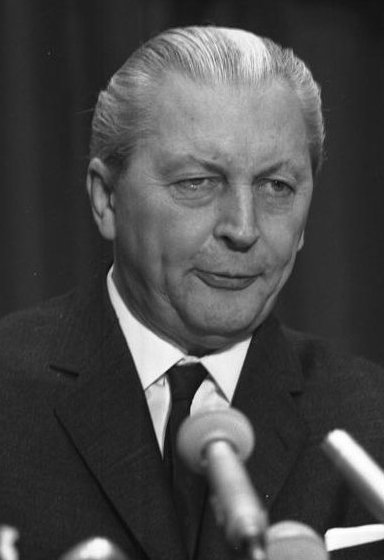
Kurt Georg Kiesinger

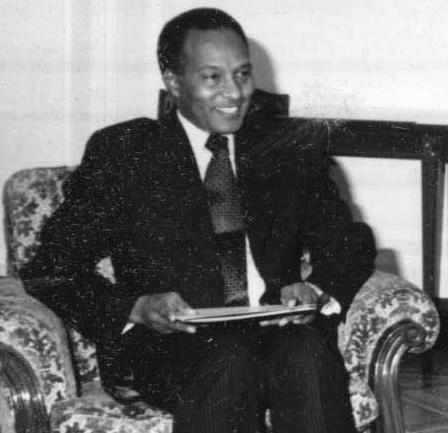
Raschid Bakr

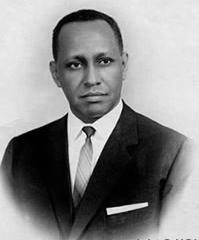
Abdullahi Issa

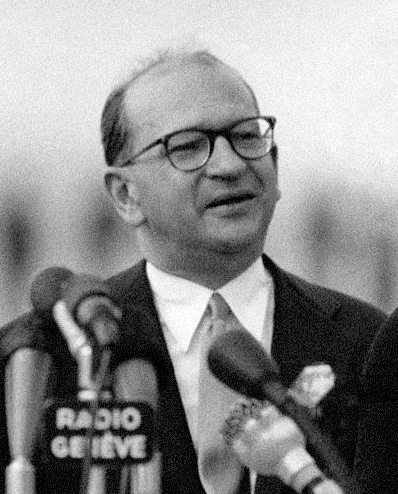
Edgar Faure

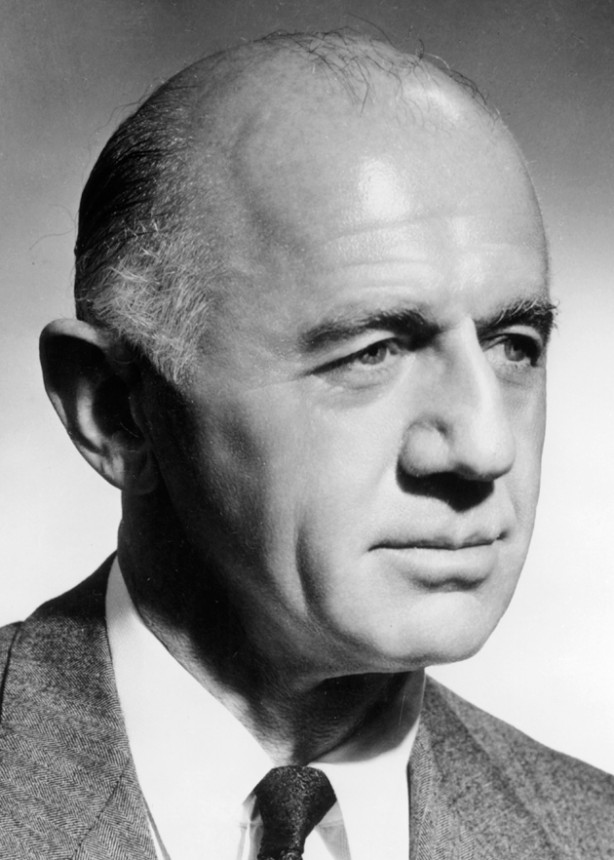
Sir William McMahon

- 01. März: Bernd August, deutscher Boxer (* 1952)
- 01. März: Joe Besser, US-amerikanischer Komiker (* 1907)
- 03. März: Sewall Wright, US-amerikanischer Biologe, Genetiker (* 1889)
- 04. März: Ernesto Duarte Brito, kubanischer Pianist, Komponist und Bandleader (* 1922)
- 06. März: Jeanne Aubert, französische Sängerin und Schauspielerin (* 1900)
- 07. März: Divine, US-amerikanischer Sänger und Schauspieler (* 1945)
- 07. März: Rafael Quiñones Vidal, puerto-ricanischer Journalist und Fernsehmoderator (* 1892)
- 08. März: Ken Colyer, britischer Jazz- und Skifflemusiker (* 1928)
- 09. März: Kurt Georg Kiesinger, deutscher Politiker, 1966–1969 Bundeskanzler der Bundesrepublik Deutschland (* 1904)
- 11. März: Christianna Brand, britische Schriftstellerin (* 1907)
- 12. März: Alessandro Bausani, italienischer Iranist, Islamwissenschaftler und Sprachwissenschaftler (* 1921)
- 13. März: John Holmes, US-amerikanischer Pornodarsteller (* 1944)
- 14. März: Willi Apel, US-amerikanischer Musikwissenschaftler (* 1893)
- 14. März: Reinhold Ebertin, deutscher Astrologe, Kosmobiologe und Esoteriker (* 1901)
- 14. März: Rudolf Gramlich, deutscher Fußballspieler (* 1908)
- 14. März: Bruno Balz, deutscher Text- und Schlagerdichter (* 1902)
- 15. März: Peter Lühr, deutscher Schauspieler (* 1906)
- 17. März: Norbert Hans Herbert Achterberg, deutscher Jurist und Hochschullehrer (* 1932)
- 17. März: Nikolas Asimos, griechischer Liedermacher (* 1949)
- 20. März: Jeanne Behrend, US-amerikanische Pianistin (* 1911)
- 20. März: Gil Evans, kanadischer Jazzmusiker (* 1912)
- 21. März: Hans Fronius, österreichischer Maler und Illustrator (* 1903)
- 22. März: Albert Benz, Schweizer Komponist und Dirigent (* 1927)
- 23. März: Theodore Fred Abel, US-amerikanischer Soziologe (* 1896)
- 24. März: Heinrich Aigner, deutscher Politiker (CSU) und MdB (* 1924)
- 24. März: Roger Loyer, französischer Motorrad- und Automobilrennfahrer (* 1907)
- 30. März: Edgar Faure, französischer Politiker, Ministerpräsident (* 1908)
- 30. März: Arnie Zane, US-amerikanischer Photograph, Tänzer und Choreograph (* 1948)
- 31. März: Oliver Hassencamp, deutscher Kabarettist, Schauspieler und Autor (* 1921)
- 31. März: William McMahon, australischer Politiker und Premierminister (* 1908)

### April

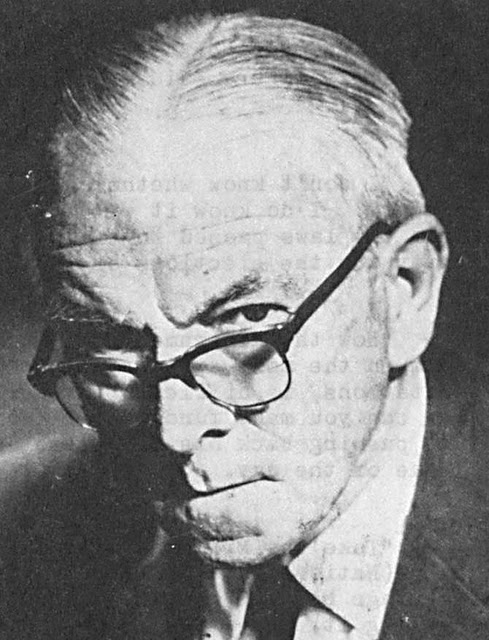
Alan Paton

- 01. April: Tsuruta Tomoya, japanischer Schriftsteller (* 1902)
- 03. April: Milton Caniff, US-amerikanischer Comiczeichner und -autor (* 1907)
- 03. April: Dieter Mauritz, deutscher Tischtennisspieler (* 1918)
- 03. April: Martin Wagenschein, deutscher Pädagoge, Didaktiker, Physiker, Mathematiker (* 1896)
- 04. April: Herbert Heinicke, deutscher Schachspieler (* 1905)
- 07. April: Cesar Bresgen, österreichischer Komponist (* 1913)
- 07. April: Werner Günther, Schweizer Germanist und Hochschullehrer (* 1898)
- 09. April: Brook Benton, US-amerikanischer Soul-Sänger und Songschreiber (* 1931)
- 10. April: Kuwabara Takeo, japanischer Literaturwissenschaftler und Übersetzer (* 1904)
- 12. April: Hans-Jürg von Kalckreuth, deutscher Generalmajor (* 1915)
- 12. April: Alan Stewart Paton, südafrikanischer Schriftsteller und Apartheid-Gegner (* 1903)
- 15. April: Kenneth Williams, britischer Schauspieler und Komiker (* 1926)
- 16. April: José Dolhem, französischer Automobilrennfahrer (* 1944)
- 17. April: Toni Frissell, US-amerikanische Fotografin (* 1907)
- 17. April: Patrick Mphephu, erster Präsident des Homelands Venda (* 1924)
- 18. April: Pierre Desproges, französischer Humorist, Autor und Fernseh-Kabarettist (* 1939)
- 18. April: Oktay Rifat, türkischer Schriftsteller und Jurist (* 1914)
- 21. April: I. A. L. Diamond, US-amerikanischer Drehbuchautor (* 1920)
- 22. April: Ulrich Leman, deutscher Maler (* 1885)
- 24. April: Michel Attenoux, französischer Musiker (* 1930)
- 25. April: Clifford D. Simak, US-amerikanischer Journalist und Autor (* 1904)
- 25. April: Valerie Solanas, US-amerikanische Feministin (* 1936)
- 27. April: Olaf Wieghorst, dänisch-US-amerikanischer Maler (* 1899)
- 28. April: Donald Joyce Borror, US-amerikanischer Entomologe, Bioakustiker und Ornithologe (* 1907)
- 28. April: Gerd Martienzen, deutscher Schauspieler (* 1918)
- 29. April: Jan Kapr, tschechischer Komponist (* 1914)
- 30. April: Wacław Geiger, polnischer Komponist, Dirigent und Musikpädagoge (* 1907)
- 30. April: Franz Rost, deutscher Mineraloge (* 1911)

### Mai

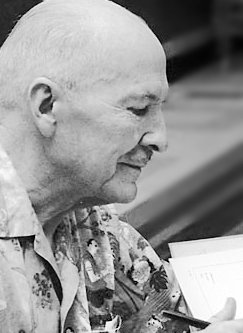
Robert A. Heinlein

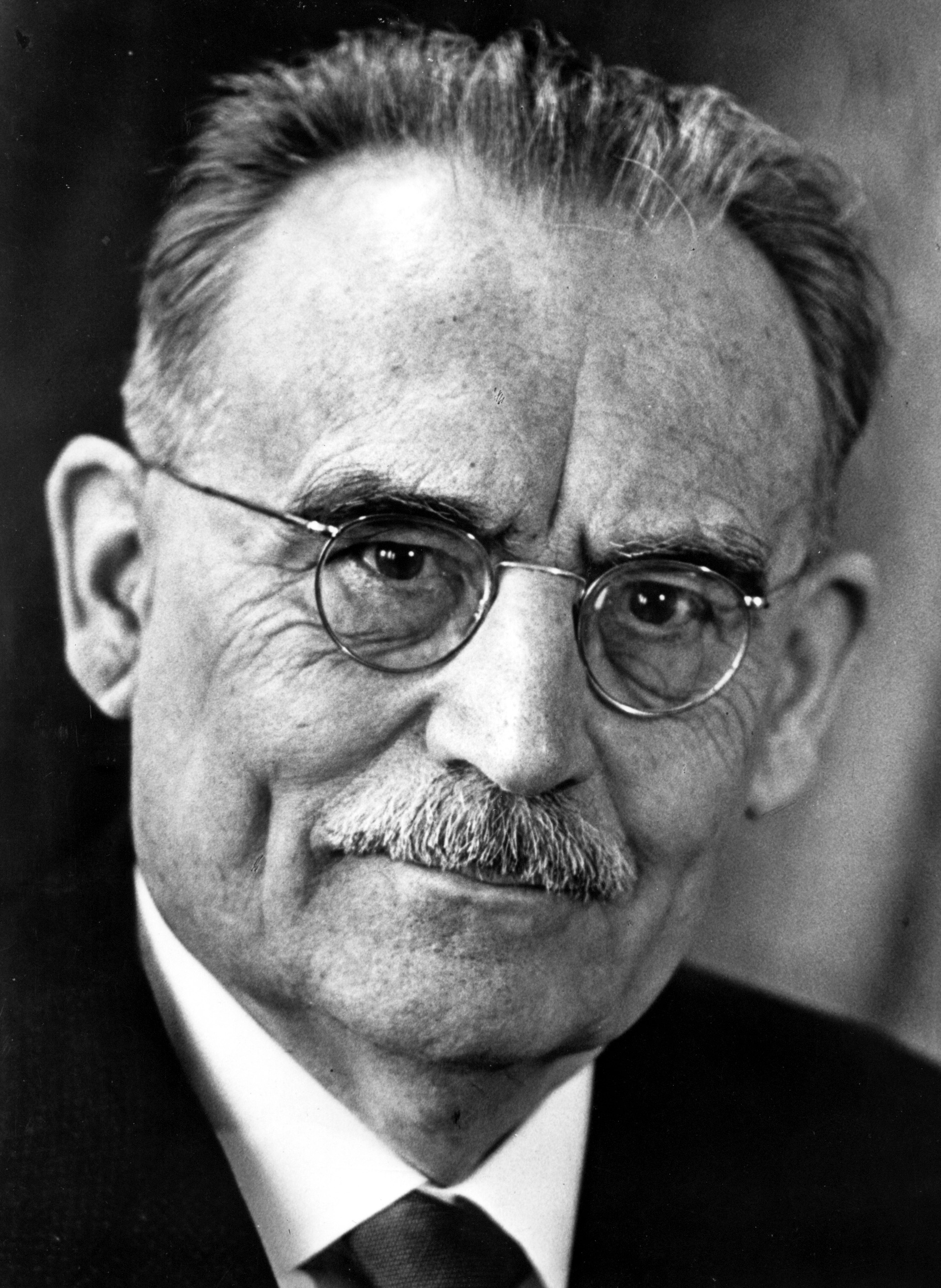
Willem Drees

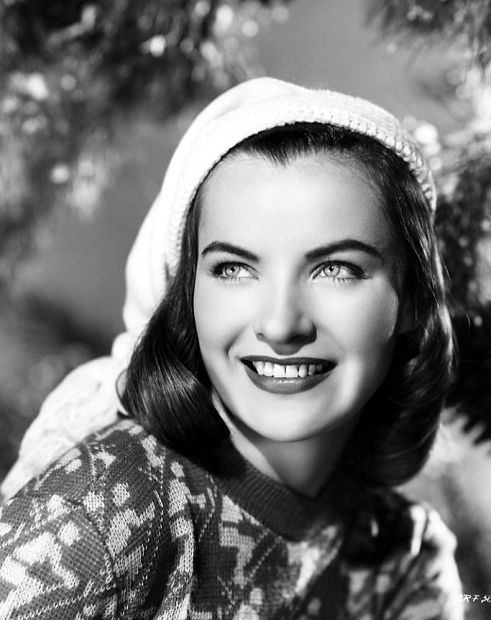
Ella Raines

- 02. Mai: Berthold Koch, deutscher Schachspieler (* 1899)
- 03. Mai: Erich Abberger, deutscher Offizier (* 1895)
- 03. Mai: Franz Ackerl, österreichischer Hochschulprofessor für Geodäsie und Fotogrammetrie (* 1901)
- 04. Mai: Stanley William Hayter, britischer Maler und Grafiker (* 1901)
- 05. Mai: Billo Frómeta, dominikanischer Musiker und Dirigent (* 1915)
- 07. Mai: Herbert Arndt, deutscher Jurist und Richter (* 1906)
- 07. Mai: Conny Freundorfer, deutscher Tischtennisspieler (* 1936)
- 07. Mai: Yamamoto Kenkichi, japanischer Literaturwissenschaftler (* 1907)
- 09. Mai: Georg Moser, katholischer Bischof der Diözese Rottenburg-Stuttgart (* 1923)
- 09. Mai: Robert A. Heinlein, US-amerikanischer Science-Fiction-Schriftsteller (* 1907)
- 10. Mai: Richard Ogilvie, US-amerikanischer Politiker (* 1923)
- 10. Mai: Joey Sternaman, US-amerikanischer American-Football-Spieler und -Trainer (* 1900)
- 11. Mai: Wilhelm Emil Mühlmann, deutscher Soziologe und Ethnologe (* 1904)
- 13. Mai: Chet Baker, US-amerikanischer Jazzmusiker, Sänger und Komponist (* 1929)
- 14. Mai: Carlo Castelbarco, italienischer Adeliger und Automobilrennfahrer (* 1911)
- 14. Mai: Willem Drees, niederländischer Politiker, Ministerpräsident (* 1886)
- 15. Mai: Fritz Löffler, deutscher Kunsthistoriker und Literaturwissenschaftler (* 1899)
- 21. Mai: Hansi Dujmic, österreichischer Musiker (* 1956)
- 22. Mai: Chucho Martínez Gil, mexikanischer Sänger und Komponist (* 1917)
- 22. Mai: Heinrich Zillich, deutscher Schriftsteller und Dichter (* 1898)
- 24. Mai: Freddie Frith, britischer Motorradrennfahrer (* 1909)
- 25. Mai: Daniel Buscarlet, Schweizer evangelischer Geistlicher (* 1898)
- 25. Mai: Karl A. Wittfogel, deutscher Soziologe, Philosoph und Sinologe (* 1896)
- 27. Mai: Ernst Ruska, deutscher Elektrotechniker und Nobelpreisträger, Erfinder des Elektronenmikroskops (* 1906)
- 29. Mai: Vladimír Menšík, tschechischer Film- und Theater- und Fernsehschauspieler (* 1929)
- 29. Mai: Siaka Stevens, ehemaliger Präsident von Sierra Leone (* 1905)
- 31. Mai: Ömer Lütfi Akadlı, türkischer Jurist (* 1902)
- 31. Mai: Wilhelm Aschka, deutscher Politiker (* 1900)

### Juni

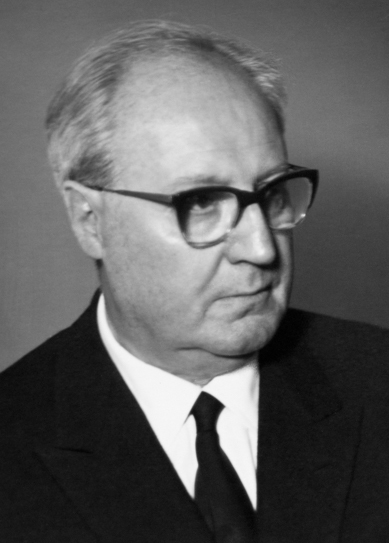
Giuseppe Saragat

- 01. Juni: Herbert Feigl, österreichisch-amerikanischer Philosoph (* 1902)
- 02. Juni: Nasib Gajasowitsch Schiganow, tatarischer Komponist (* 1911)
- 03. Juni: Anna Mahler, österreichische Bildhauerin (* 1904)
- 03. Juni: Franz Ortner, österreichischer Journalist (* 1922)
- 04. Juni: Marcelle Bard, Schweizer evangelische Geistliche und Frauenrechtlerin (* 1903)
- 07. Juni: Alexander Aigner, österreichischer Mathematiker (* 1909)
- 08. Juni: Yvonne Hubert, kanadische Pianistin und Musikpädagogin (* 1895)
- 09. Juni: Willy Bartsch, deutscher Politiker (* 1905)
- 09. Juni: Willi Kohlhoff, deutscher Illustrator und Comiczeichner (* 1906)
- 09. Juni: Karl Kraus, deutscher theoretischer Physiker (* 1938)
- 09. Juni: Willy Seiler, deutscher Rundfunk- und Fernsehmoderator (* 1930)
- 10. Juni: Franz Josef Delonge, deutscher Rechtsanwalt und Kommunalpolitiker (* 1927)
- 11. Juni: Giuseppe Saragat, italienischer Politiker, 1964 bis 1971 Staatspräsident (* 1898)
- 12. Juni: Jean-Daniel Chapuis, Schweizer evangelischer Geistlicher (* 1921)
- 12. Juni: Marcel Poot, belgischer Komponist und Professor (* 1901)
- 12. Juni: Emil Telmányi, ungarischer Geiger und Dirigent (* 1892)
- 13. Juni: Heinrich Lützeler, Professor der Philosophie und Literaturwissenschaft (* 1902)
- 13. Juni: Bill Rooney, US-amerikanischer American-Football-Spieler (* 1896)
- 18. Juni: Archie Cochrane, britischer Epidemiologe und Begründer der Evidenzbasierten Medizin (* 1909)
- 19. Juni: Aaly Tokombajew, kirgisischer Dichter (* 1904)
- 22. Juni: Burrill Phillips, US-amerikanischer Komponist und Musikpädagoge (* 1907)
- 23. Juni: Martin Gregor-Dellin, deutscher Schriftsteller (* 1926)
- 23. Juni: Jan Wodyński, polnischer Maler (* 1903)
- 24. Juni: Marta Abba, italienische Schauspielerin (* 1900)
- 24. Juni: Csaba Kesjár, ungarischer Automobilrennfahrer (* 1962)
- 25. Juni: Mildred Elizabeth Sisk Gillars, US-amerikanische Radiomoderatorin (* 1900)
- 25. Juni: Hillel Slovak, US-amerikanischer Musiker (* 1962)
- 26. Juni: Gunnar Andersen, norwegischer Skispringer (* 1909)
- 26. Juni: Hans Urs von Balthasar, Schweizer katholischer Theologe und Kardinal (* 1905)
- 26. Juni: Karl Wilhelm Struve, deutscher Vor- und Frühgeschichtler (* 1917)
- 27. Juni: Léonie Fuller Adams, US-amerikanische Dichterin (* 1899)
- 28. Juni: Fernand Pousse, französischer Automobilrennfahrer (* 1899)

### Juli

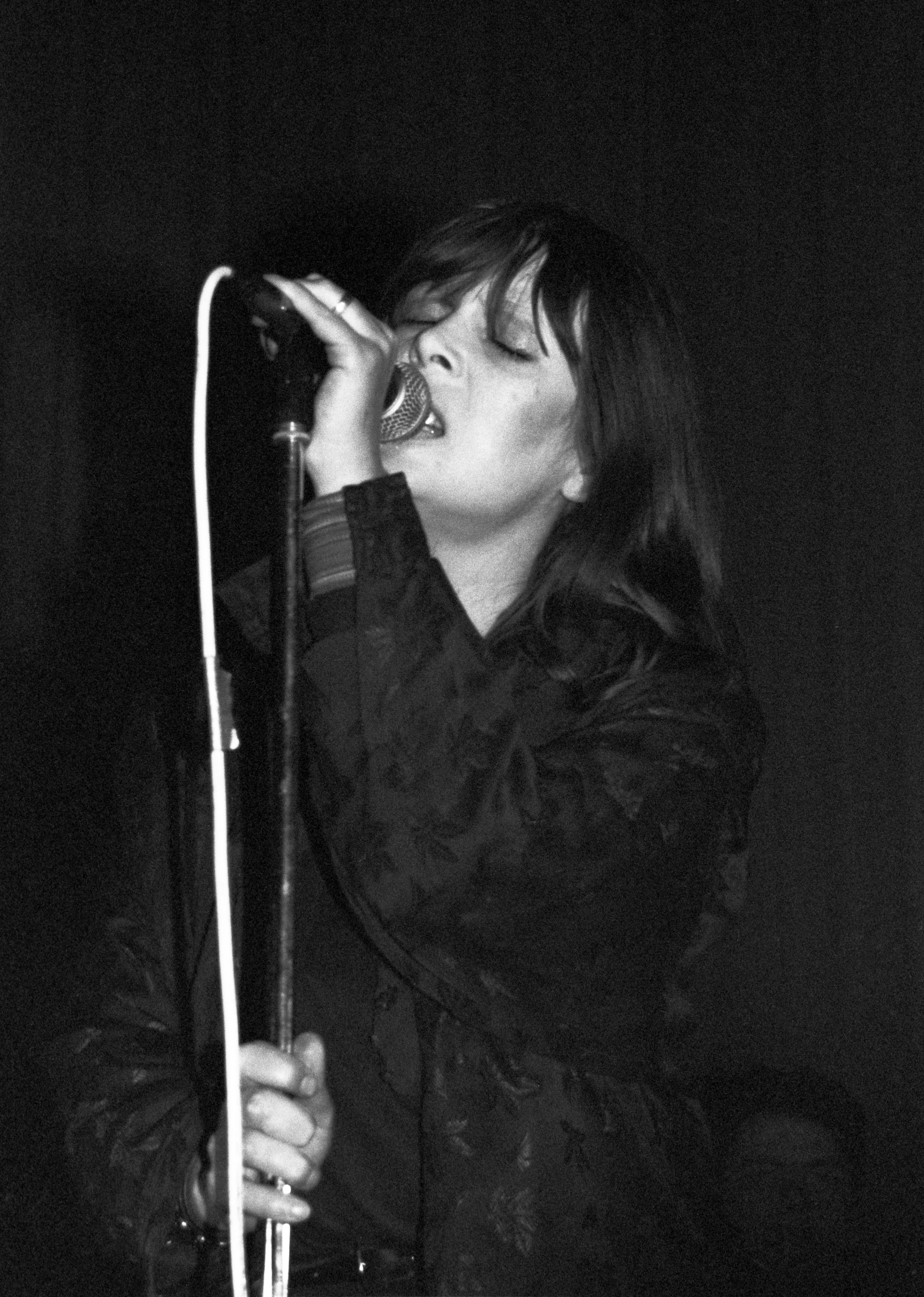
Nico

- 01. Juli: Anton Leader, US-amerikanischer Filmregisseur und Filmproduzent (* 1913)
- 01. Juli: Hermann Volk, 1962 bis 1983 Bischof von Mainz, Kardinal (* 1903)
- 02. Juli: Johann Baptist Gradl, deutscher Politiker (* 1904)
- 02. Juli: Eddie Vinson, US-amerikanischer Jazzmusiker (* 1917)
- 03. Juli: Fritz Wiessner, deutsch-amerikanischer Bergsteiger (* 1900)
- 06. Juli: Hans Gutzwiller, Schweizer Philologe und Germanist (* 1913)
- 07. Juli: Paula Mollenhauer, deutsche Leichtathletin (* 1908)
- 08. Juli: Ray Barbuti, US-amerikanischer Sprinter und Olympiasieger (* 1905)
- 11. Juli: Barbara Wootton, britische Soziologin, Wirtschaftswissenschaftlerin und Kriminologin (* 1897)
- 12. Juli: Michael Jary, deutscher Komponist (* 1906)
- 12. Juli: Joshua Logan, US-amerikanischer Film- und Theaterregisseur (* 1908)
- 12. Juli: Nakamura Mitsuo, japanischer Schriftsteller und Literaturkritiker (* 1911)
- 13. Juli: Luis Benjamín, puerto-ricanischer Pianist (* 1922)
- 16. Juli: Gustave Antoine Abel, österreichischer Höhlenforscher (* 1901)
- 16. Juli: Herbert Lawrence Anderson, US-amerikanischer Kernphysiker (* 1914)
- 16. Juli: Hugh Eaton, britischer Automobilrennfahrer (* 1899)
- 18. Juli: Manfred Näslund, schwedischer Forstwissenschaftler (* 1899)
- 18. Juli: Nico, deutsches Model und Sängerin (* 1938)
- 19. Juli: Vilhelm Aubert, norwegischer Soziologe (* 1922)
- 21. Juli: Kenneth Morgan Abbott, US-amerikanischer klassischer Philologe (* 1906)
- 21. Juli: Pacho Galán, kolumbianischer Komponist (* 1904)
- 21. Juli: Stanisława Zawadzka, polnische Opernsängerin und Gesangspädagogin (* 1890)
- 24. Juli: Jim Elwes, britischer Autorennfahrer (* 1909)
- 24. Juli: Hans Richnow, deutscher Motorradrennfahrer (* 1908)
- 24. Juli: Helmut Schubert, deutscher Fußballspieler (* 1916)
- 27. Juli: Brigitte Horney, deutsche Schauspielerin (* 1911)
- 31. Juli: Herbert Ansbach, deutscher Politiker (* 1913)
- 31. Juli: André Navarra, französischer Cellist (* 1911)

### August

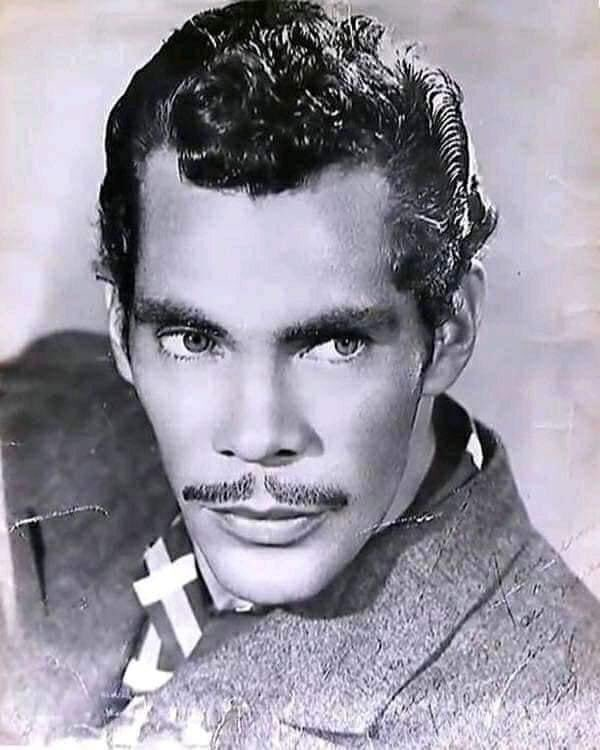
Ramón Valdés

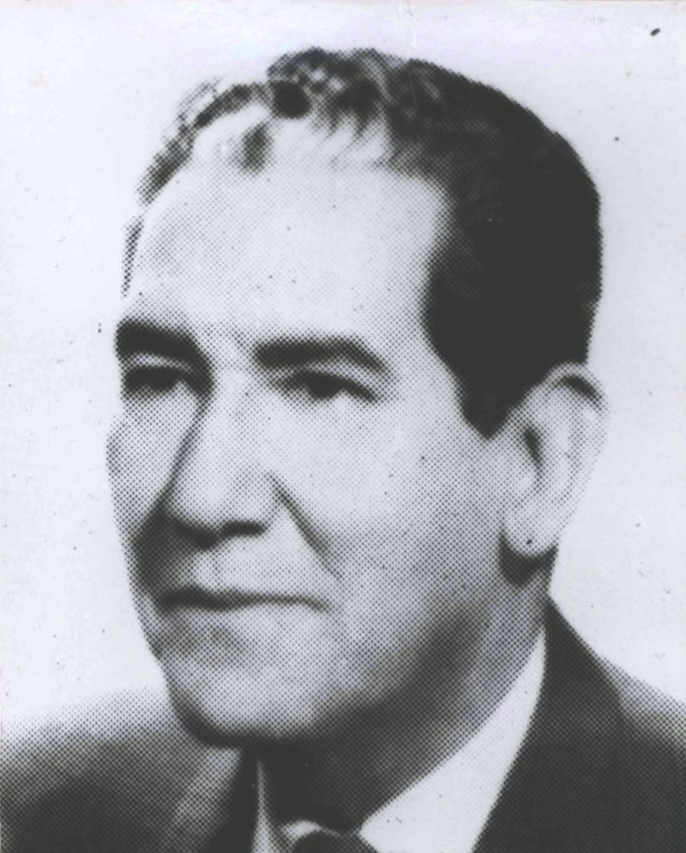
Arnulfo Arias

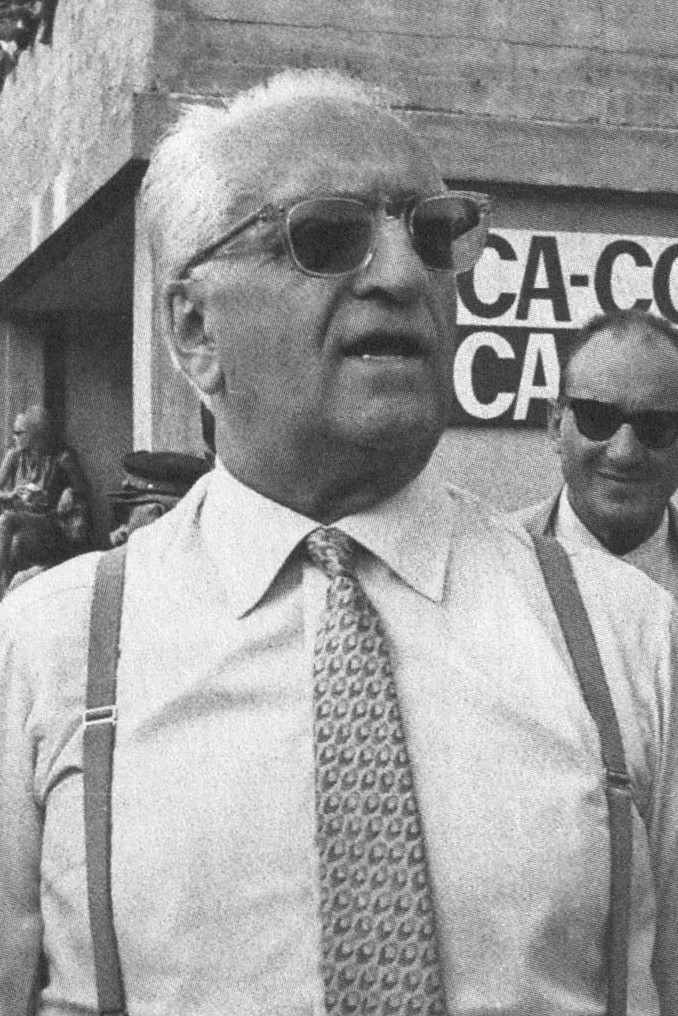
Enzo Ferrari

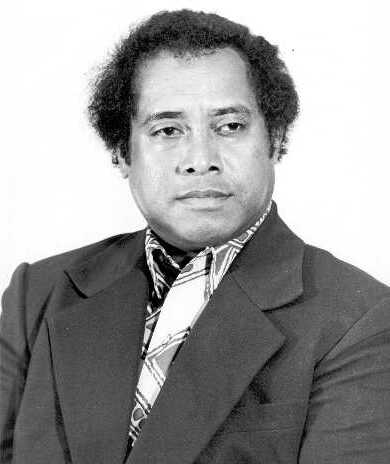
Lazarus Salii

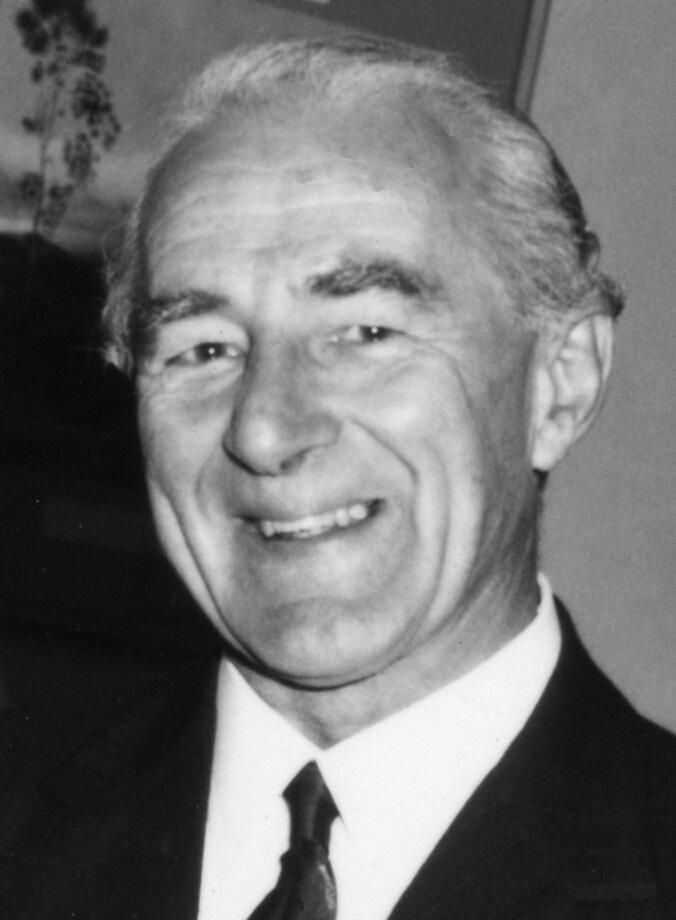
Sir Jack Marshall

- 01. August: Louis-Jean Guyot, Kardinal der römisch-katholischen Kirche (* 1905)
- 02. August: Stephen Eugene Anderson, US-amerikanischer Hürdenläufer (* 1906)
- 02. August: Raymond Carver, US-amerikanischer Autor von Kurzgeschichten und Gedichten (* 1938)
- 06. August: Johannes Cornelis Anceaux, niederländischer Orientalist und Philologe (* 1920)
- 06. August: Henri Frenay, französischer Politiker und Résistancemitglied (* 1905)
- 07. August: David L. Hoggan, nationalsozialistischer Geschichtsrevisionist (* 1923)
- 08. August: Alan Ameche, US-amerikanischer American-Football-Spieler (* 1933)
- 08. August: Panchito Riset, kubanischer Son- und Bolerosänger (* 1910)
- 09. August: Paul Ruegger, Schweizer Anwalt (* 1897)
- 09. August: Giacinto Scelsi, italienischer Komponist (* 1905)
- 10. August: Arnulfo Arias, Präsident Panamas (* 1901)
- 10. August: Adela Rogers St. Johns, US-amerikanische Journalistin, Schriftstellerin und Drehbuchautorin (* 1894)
- 11. August: Jean-Pierre Ponnelle, französischer Regisseur, Bühnen- und Kostümbildner (* 1932)
- 11. August: Alfred Kelbassa, deutscher Fußballspieler (* 1925)
- 11. August: Pauline Lafont, französische Filmschauspielerin (* 1963)
- 12. August: Jean-Michel Basquiat, US-amerikanischer Graffitikünstler, Maler und Zeichner (* 1960)
- 13. August: Gordon H. Scherer, US-amerikanischer Politiker (* 1906)
- 14. August: Roy Buchanan, US-amerikanischer Bluesrock-Gitarrist (* 1939)
- 14. August: Robert Calvert, britischer Allroundkünstler, Dichter, Schauspieler und Musiker (* 1945)
- 14. August: Enzo Ferrari, italienischer Automobilrennfahrer und Gründer des Rennwagenherstellers Ferrari (* 1898)
- 14. August: Hans-Werner von Massow, deutscher Schachfunktionär (* 1912)
- 17. August: Bruno Mathsson, schwedischer Architekt und Designer (* 1907)
- 17. August: Mohammed Zia-ul-Haq, pakistanischer General und Staatspräsident von Pakistan (* 1924)
- 18. August: Ernst Simon, deutsch-jüdischer Pädagoge und Religionsphilosoph (* 1899)
- 18. August: Frederick Ashton, englischer Ballett-Tänzer und Choreograph (* 1904)
- 20. August: Jean-Paul Aron, französischer Journalist, Schriftsteller und Philosoph (* 1925)
- 21. August: Hans Günther Adler, tschechoslowakisch-englischer Schriftsteller (* 1910)
- 21. August: Ray Eames, US-amerikanische Designerin und Namensgeberin für Klubsessel „Eames Lounge Chair“ (* 1912)
- 22. August: Karl Ebb, finnischer Unternehmer, Leichtathlet und Automobilrennfahrer (* 1896)
- 22. August: Frances James, kanadische Sopranistin und Musikpädagogin (* 1903)
- 24. August: Kurt Zips, österreichischer Schauspieler und Synchronsprecher (* 1922)
- 25. August: Marion Price Daniel senior, US-amerikanischer Politiker (* 1910)
- 26. August: Thomas H. Kerr, US-amerikanischer Komponist und Musikpädagoge (* 1915)
- 27. August: Max Black, US-amerikanischer Philosoph (* 1909)
- 28. August: Paul Grice, englischer Philosoph (* 1913)
- 30. August: Wanda Wermińska, polnische Opernsängerin (* 1900)
- 31. August: Helmut Brückner, deutscher Mediziner und Hochschullehrer (* 1919)

### September

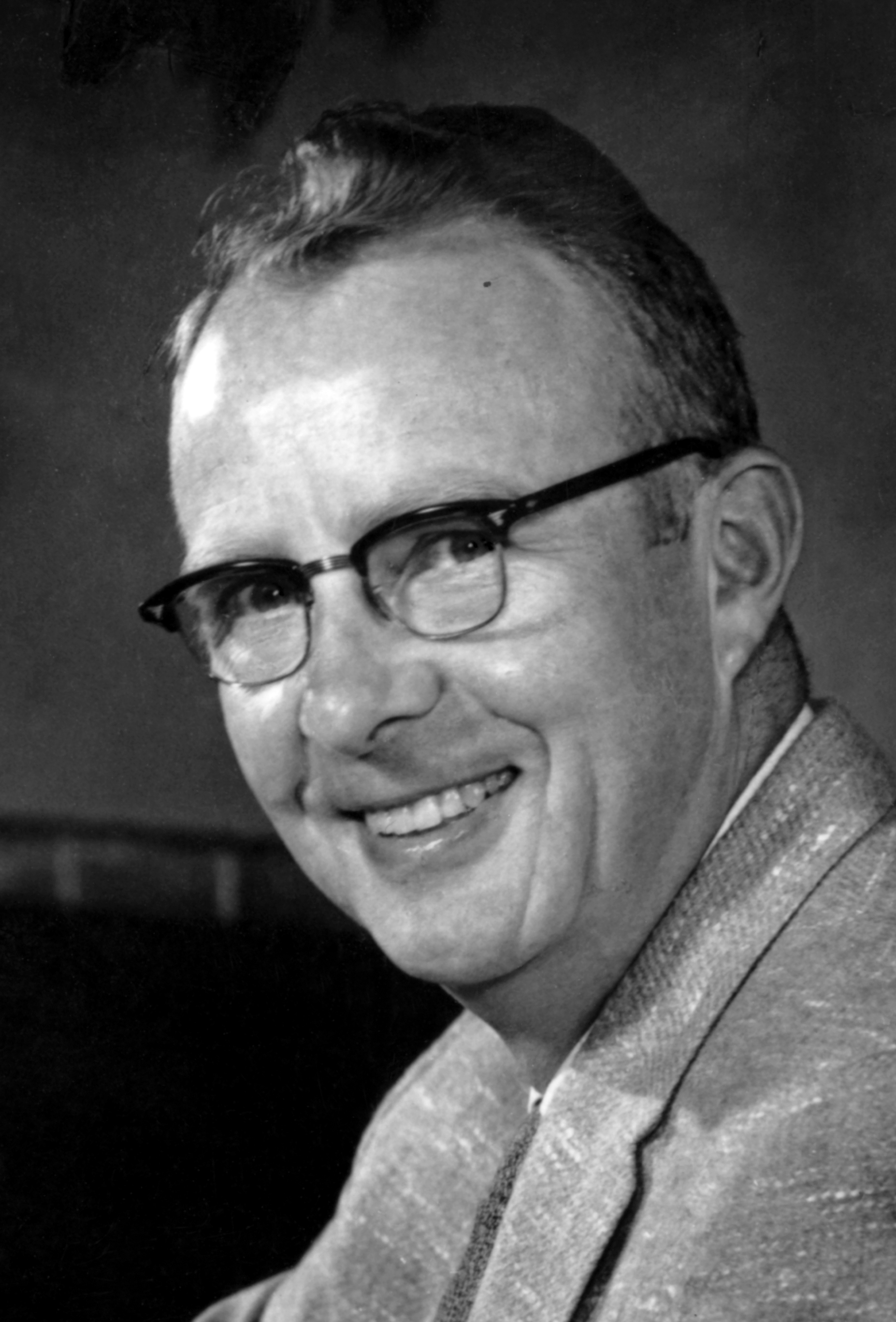
Luis Walter Alvarez

- 01. September: Luis Walter Alvarez, US-amerikanischer Physiker und Nobelpreisträger (* 1911)
- 01. September: Wilfredo García, dominikanischer Fotograf (* 1935)
- 04. September: Oda Schaefer, deutsche Schriftstellerin (* 1900)
- 04. September: Artur Missbach, deutscher Politiker (* 1911)
- 05. September: Ann-Charlott Settgast, deutsche Schriftstellerin (* 1921)
- 05. September: Gert Fröbe, deutscher Schauspieler (* 1913)
- 05. September: Wassili Mschawanadse, georgischer KP-Chef (* 1902)
- 06. September: Axel von Ambesser, deutscher Schauspieler, Filmregisseur und Autor (* 1910)
- 07. September: Werner Felfe, Mitglied des Politbüros des ZK der SED in der DDR (* 1928)
- 09. September: Felice Filippini, Schweizer Schriftsteller und Maler (* 1917)
- 11. September: Hugh Bancroft, kanadischer Organist und Komponist (* 1904)
- 11. September: Charles Jay, französischer Komponist (* 1911)
- 12. September: Bill Mitchell, US-amerikanischer Designer von Autokarosserien (* 1912)
- 13. September: Gerd Hornberger, deutscher Leichtathlet (* 1910)
- 14. September: Manuel Simó, dominikanischer Komponist, Dirigent und Musikpädagoge (* 1916)
- 17. September: Hilde Güden, österreichische Koloratursopranistin und Kammersängerin (* 1917)
- 21. September: Henry Koster, deutsch-US-amerikanischer Filmregisseur (* 1905)
- 21. September: Aurel von Milloss, ungarisch-italienischer Tänzer, Choreograf und Ballettdirektor (* 1906)
- 21. September: Walter Vogt, Schweizer Schriftsteller (* 1927)
- 23. September: Wilhelm Jost, deutscher Physikochemiker (* 1903)
- 24. September: Aziz Suryal Atiya, ägyptischer Koptologe und Historiker (* 1898)
- 26. September: Branko Zebec, jugoslawischer Fußballspieler und -trainer (* 1929)
- 29. September: Charles Samuel Addams, US-amerikanischer Cartoonist (* 1912)
- 30. September: Chick Chandler, US-amerikanischer Schauspieler (* 1905)
- 30. September: Al Holbert, US-amerikanischer Automobilrennfahrer (* 1946)

### Oktober

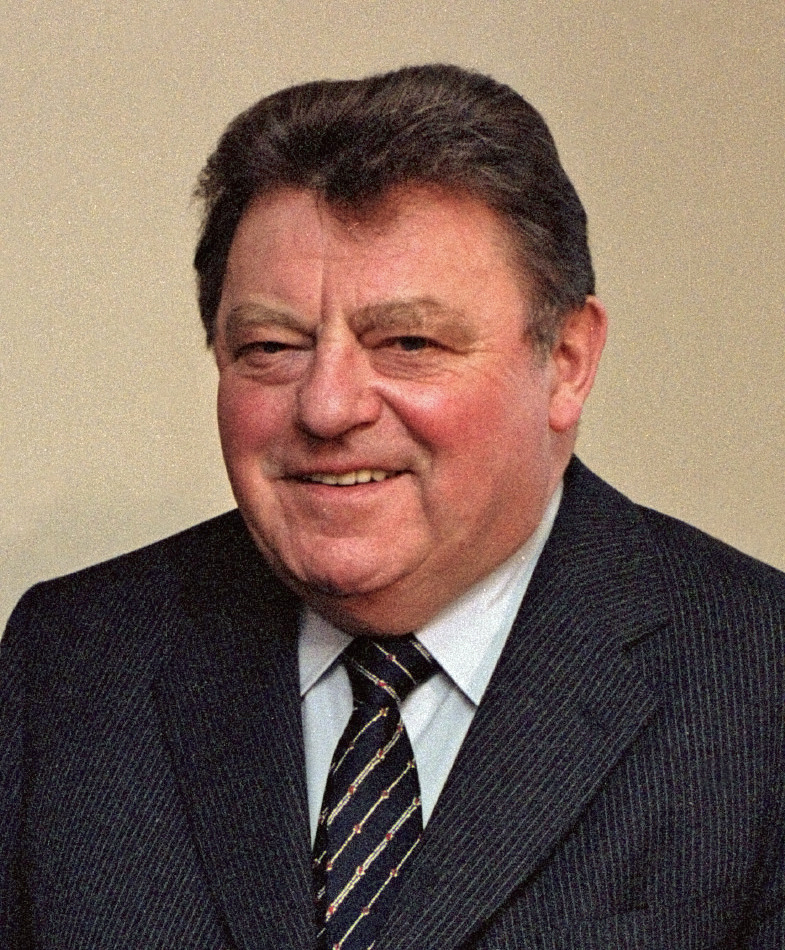
Franz Josef Strauß

- 02. Oktober: Alec Issigonis, britischer Fahrzeugdesigner (* 1906)
- 03. Oktober: Franz Josef Strauß, deutscher Politiker (CSU), Parteivorsitzender, Bundesminister, Ministerpräsident von Bayern (* 1915)
- 04. Oktober: Geoffrey Household, britischer Autor (* 1900)
- 06. Oktober: Paul Ledoux, belgischer Astronom und Astrophysiker (* 1914)
- 07. Oktober: Otto Arnholz, deutscher Politiker (* 1894)
- 07. Oktober: Kurt Honolka, deutscher Musikwissenschaftler, Journalist, Musik- und Theaterkritiker (* 1913)
- 07. Oktober: Heinrich Maria Janssen, deutscher Bischof (* 1907)
- 08. Oktober: Ernst Hermann Meyer, deutscher Komponist, Musikwissenschaftler und Musiksoziologe (* 1905)
- 09. Oktober: Mousey Alexander, US-amerikanischer Jazzschlagzeuger (* 1922)
- 09. Oktober: Alex Gottlieb, US-amerikanischer Drehbuchautor und Filmproduzent (* 1906)
- 09. Oktober: Felix Wankel, deutscher Maschinenbauer und Erfinder des Wankelmotors (* 1902)
- 10. Oktober: Jacques Péron, französischer Automobilrennfahrer (* 1912)
- 11. Oktober: Max Imdahl, deutscher Kunsthistoriker (* 1925)
- 14. Oktober: René Vietto, französischer Radrennfahrer (* 1914)
- 15. Oktober: Serafín Aedo, spanischer Fußballspieler (* 1908)
- 16. Oktober: Christian Matras, färöischer Linguist und Dichter (* 1900)
- 19. Oktober: Son House, US-amerikanischer Blues-Musiker (* 1902)
- 20. Oktober: Sheila Scott, englische Pilotin (* 1922)
- 22. Oktober: Henry Melody Jackson Jr., US-amerikanischer Box-Sportler (* 1912)
- 23. Oktober: Valter Åhlén, schwedischer Eishockeyspieler (* 1929)
- 23. Oktober: Tarō Asashio, japanischer Sumōringer (* 1929)
- 23. Oktober: Karl Augustin-Hartmann, Schweizer Druckereiunternehmer und Verleger (* 1884)
- 27. Oktober: Curt Herzstark, österreichischer Erfinder und Büromaschinenmechaniker (* 1902)
- 27. Oktober: Charles Hawtrey, britischer Schauspieler (* 1914)
- 28. Oktober: Pietro Annigoni, italienischer Maler (* 1910)
- 29. Oktober: Thomas Benjamin Cooray, Erzbischof von Colombo und Kardinal (* 1901)
- 30. Oktober: Ernst Fritz Fürbringer, deutscher Schauspieler und Synchronsprecher (* 1900)
- 30. Oktober: Leopold Gressenbauer, österreichischer Politiker (* 1931)
- 30. Oktober: Heinz Heckhausen, deutscher Psychologe (* 1926)
- 31. Oktober: George Eugene Uhlenbeck, US-amerikanischer Physiker (* 1900)

### November

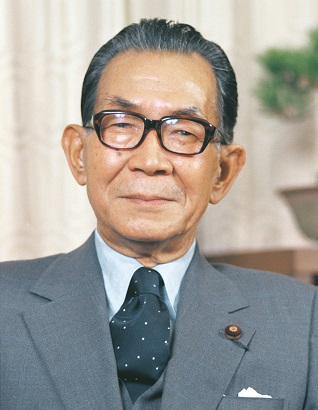
Takeo Miki

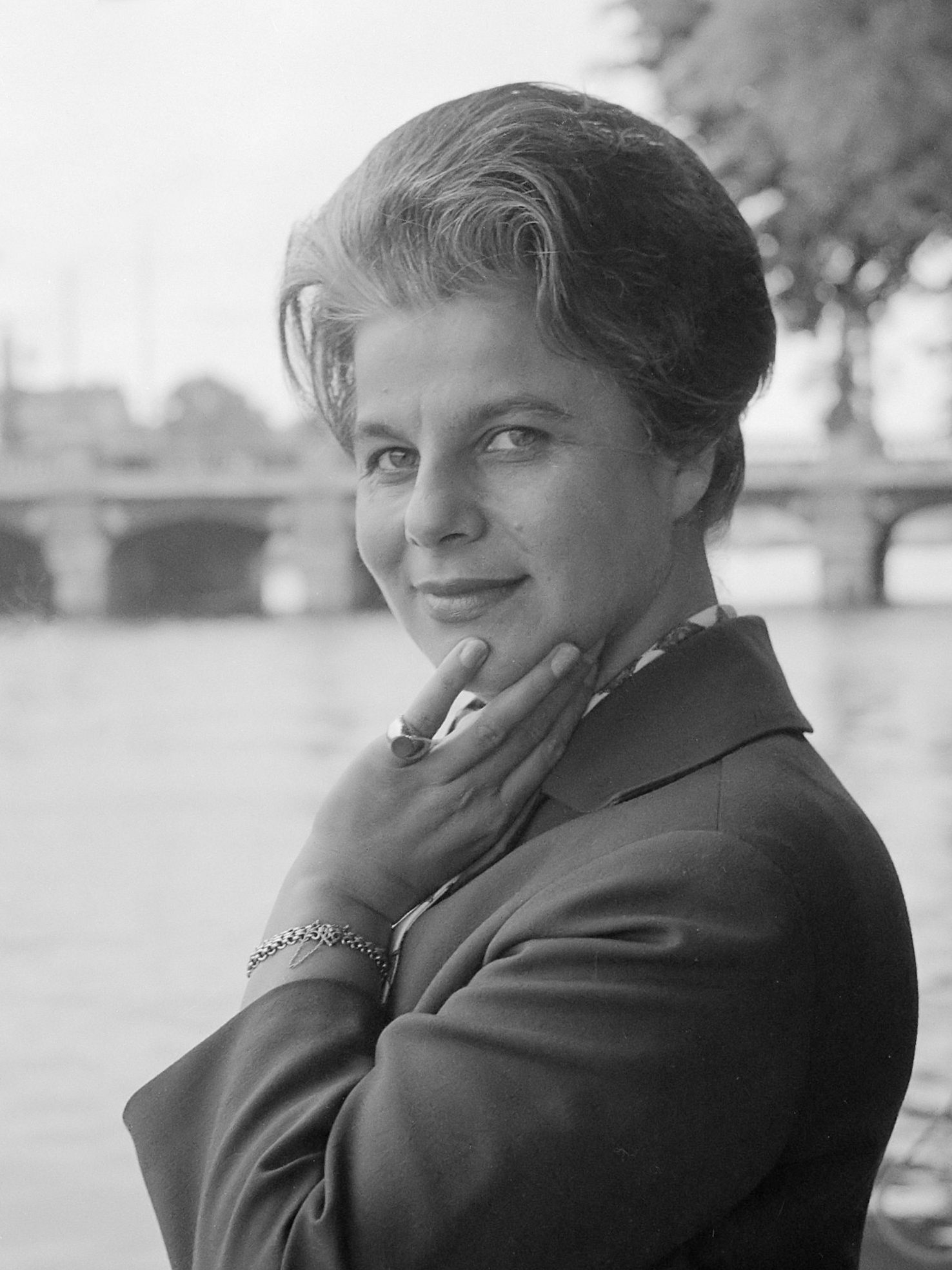
Irmgard Seefried

- 03. November: Felipe Arriaga, mexikanischer Sänger und Schauspieler (* 1937)
- 04. November: Hermann Graf, deutscher Jagdflieger (* 1912)
- 04. November: Alfred Jäger, tschechisch-deutscher Mediziner (* 1904)
- 06. November: Donald Marcus Kelway Marendaz, britischer Kampfflieger, Unternehmer, Automobilrennfahrer und Konstrukteur (* 1897)
- 07. November: Morris Janowitz, US-amerikanischer Soziologe und Politikwissenschaftler (* 1919)
- 09. November: Mario Nasalli Rocca di Corneliano, Kardinal der römisch-katholischen Kirche (* 1903)
- 09. November: Clarke Hinkle, US-amerikanischer American-Football-Spieler (* 1909)
- 09. November: John N. Mitchell, US-Justizminister (* 1913)
- 10. November: Ildefonso Aroztegui, uruguayischer Architekt (* 1916)
- 10. November: Reinhart Wolf, deutscher Fotograf (* 1930)
- 12. November: Tomasz Sikorski, polnischer Komponist (* 1939)
- 12. November: Lev Aronson, deutscher Cellist, Cellolehrer und Komponist (* 1912)
- 12. November: Kusano Shinpei, japanischer Lyriker (* 1903)
- 13. November: Antal Doráti, ungarisch-US-amerikanischer Dirigent (* 1906)
- 14. November: Josef von Matt, Schweizer Schriftsteller in Nidwaldner Mundart, Buchhändler, Verleger und Antiquar (* 1901)
- 14. November: Takeo Miki, 66. Premierminister von Japan (* 1907)
- 15. November: Giovanni Vittorio Amoretti, italienischer Literaturhistoriker, Literaturwissenschaftler und Germanist (* 1892)
- 17. November: Jean-Claude Depince, französischer Automobilrennfahrer (* 1947)
- 18. November: Erwin Heinz Ackerknecht, deutscher Politiker (* 1906)
- 22. November: Raymond Arthur Dart, australischer Anatom und Paläoanthropologe (* 1893)
- 22. November: Erich Fried, österreichischer Lyriker, Übersetzer und Essayist (* 1921)
- 23. November: Wieland Herzfelde, deutscher Publizist, Autor und Verleger (* 1896)
- 24. November: John William Corrington, US-amerikanischer Drehbuchautor (* 1932)
- 24. November: Joachim Fernau, deutscher Schriftsteller und Maler (* 1909)
- 24. November: Rudolf Zender, Schweizer Maler, Grafiker und Zeichner (* 1901)
- 25. November: Alphaeus Philemon Cole, US-amerikanischer Künstler (* 1876)
- 25. November: Bernhard Winkelheide, deutscher Politiker (* 1908)
- 26. November: Antonio Estévez, venezolanischer Komponist (* 1916)
- 27. November: John Carradine, US-amerikanischer Schauspieler (* 1906)
- 27. November: Johannes Hendrikus Donner, niederländischer Schachgroßmeister (* 1927)
- 29. November: Hans Scholz, deutscher Schriftsteller, Journalist und Maler (* 1911)
- 30. November: Pannonica de Koenigswarter, Jazzmäzenin (* 1913)

### Dezember

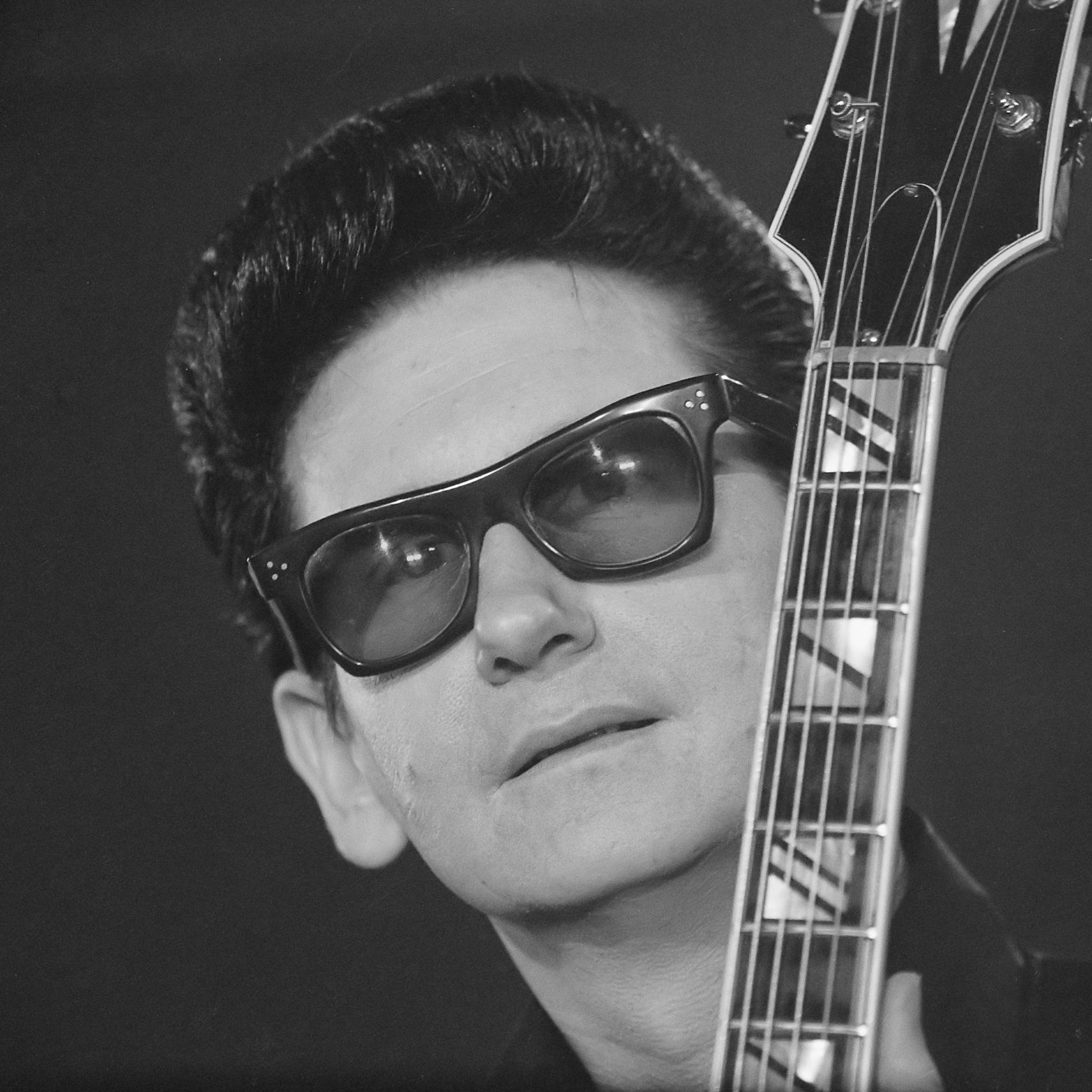
Roy Orbison

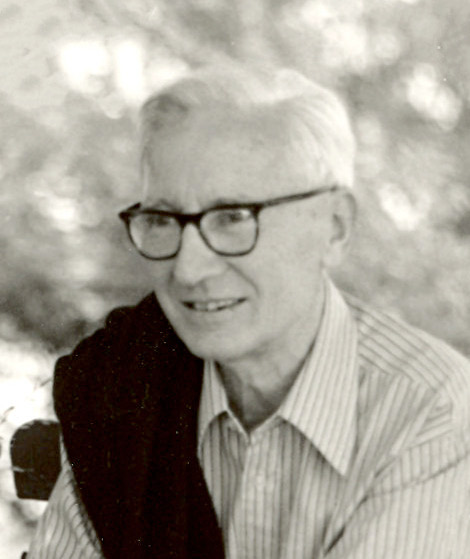
Nikolaas Tinbergen

- 01. Dezember: John Vernon McGee, US-amerikanischer presbyterianischer Geistlicher und Radioprediger (* 1904)
- 02. Dezember: Hans Jürgen von Arnswaldt, deutscher Forstwirt (* 1897)
- 02. Dezember: Klaus-Joachim Zülch, deutscher Neurowissenschaftler (* 1910).
- 03. Dezember: Thawal Thamrong Navaswadhi, thailändischer Politiker und Premierminister (* 1901)
- 04. Dezember: Gerd Arntz, deutscher Künstler und Grafiker (* 1900)
- 04. Dezember: Alberto Uria, Automobilrennfahrer aus Uruguay (* 1924)
- 05. Dezember: August Lenz, deutscher Fußballspieler (* 1910)
- 06. Dezember: Roy Orbison, US-amerikanischer Country- und Rock-Sänger (* 1936)
- 06. Dezember: Lambertus Johannes Bot, niederländischer Antimilitarist und Anarchist (* 1897)
- 11. Dezember: Joseph Basmadjan, syrischer Erzbischof (* 1920)
- 11. Dezember: Roberto Beracochea, argentinischer Schriftsteller (* 1909)
- 12. Dezember: Rudolf Schündler, deutscher Schauspieler und Regisseur (* 1906)
- 13. Dezember: Robert Urquhart, britischer Offizier (* 1901)
- 13. Dezember: André Jaunet, Schweizer Flötist (* 1911)
- 14. Dezember: Otto Hongler, Schweizer Wirtschaftswissenschaftler und Hochschullehrer (* 1907)
- 15. Dezember: Leonid Andrussow, deutscher Chemieingenieur (* 1896)
- 16. Dezember: Sylvester James, US-amerikanischer Musiker (* 1947)
- 18. Dezember: Milt Gantenbein, US-amerikanischer American-Football-Spieler (* 1909)
- 19. Dezember: Kurt Grigoleit, deutscher Kameramann (* 1924)
- 20. Dezember: Anni Schaad, Gründerin der Modeschmuckwerkstatt Langani (* 1911)
- 21. Dezember: Gottfried Amann, deutscher Forstwissenschaftler (* 1901)
- 21. Dezember: Nikolaas Tinbergen, niederländisch-britischer Verhaltensbiologe und Nobelpreisträger (* 1907)
- 22. Dezember: Chico Mendes, brasilianischer Unternehmer (* 1944)
- 23. Dezember: Hermann Heimpel, deutscher Historiker (* 1901)
- 23. Dezember: Georg Kurlbaum, deutscher Politiker (* 1902)
- 23. Dezember: Hans Königs, deutscher Architekt und Stadtkonservator (* 1903)
- 24. Dezember: George W. Peters, evangelischer Missionswissenschaftler (* 1907)
- 25. Dezember: Denis Matthews, englischer Pianist, Musikpädagoge und -wissenschaftler (* 1919)
- 25. Dezember: Jewgeni Kirillowitsch Golubew, russischer Komponist (* 1910)
- 25. Dezember: Ōoka Shōhei, japanischer Schriftsteller (* 1909)
- 26. Dezember: John Loder, britisch-amerikanischer Schauspieler (* 1898)
- 27. Dezember: Hal Ashby, US-amerikanischer Filmregisseur (* 1929)
- 27. Dezember: Christophe Senft, Schweizer evangelischer Geistlicher und Hochschullehrer (* 1914)
- 28. Dezember: Kurt Abraham, deutscher Jazzmusiker (* 1921)
- 28. Dezember: Karlfried Graf Dürckheim, deutscher Diplomat, Psychotherapeut und Zen-Meister (* 1896)
- 29. Dezember: Émile Aillaud, französischer Architekt (* 1902)
- 29. Dezember: Mike Beuttler, britischer Automobilrennfahrer (* 1942)
- 30. Dezember: Isamu Noguchi, US-amerikanischer Bildhauer (* 1904)
- 31. Dezember: Pepe Aguirre, chilenischer Tangosänger (Geburtsdatum unbekannt)
- 31. Dezember: Christopher Howard Andrewes, britischer Virologe (* 1896)

### Datum unbekannt
- Curt Ackermann, deutscher Schauspieler, Synchronsprecher, Dialogbuchautor und Synchronregisseur (* 1905)
- Zofia Adamska, polnische Cellistin und Musikpädagogin (* 1903)
- Enrique de Marchena y Dujarric, dominikanischer Komponist und Diplomat (* 1908)
- Curtis Hobock, US-amerikanischer Country- und Rockabilly-Musiker (* 1926)
- Stephen Murray-Smith, australischer Herausgeber und Autor (* 1922)
- Alfredo Valdés, kubanischer Sänger und Bandleader (* 1910)

## Wissenschaftspreise

### Nobelpreise

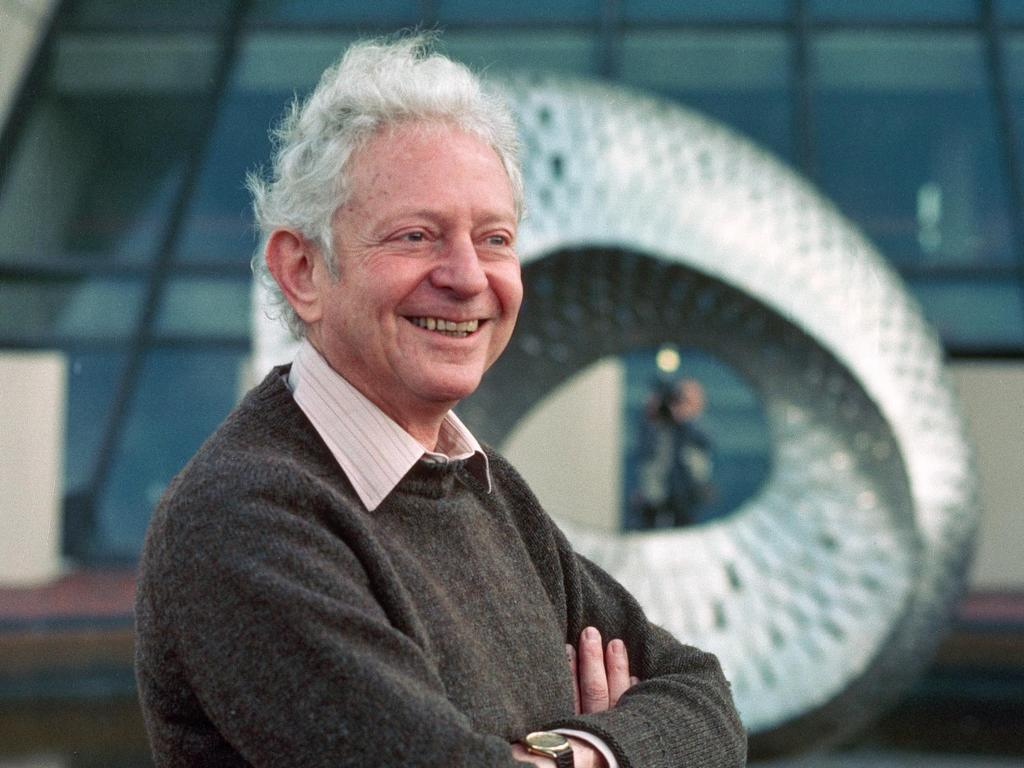
Leon M. Lederman

- Physik: Leon Max Lederman, Melvin Schwartz und Jack Steinberger
- Chemie: Johann Deisenhofer, Robert Huber und Hartmut Michel
- Medizin: James W. Black, Gertrude B. Elion und George H. Hitchings
- Literatur: Naguib Mahfouz
- Friedensnobelpreis: Friedenstruppen der Vereinten Nationen
- Wirtschaftswissenschaft: Maurice Allais

### Turing Award
- Ivan Sutherland, für die Computergrafik, angefangen mit der Entwicklung von Sketchpad, das viele wichtige Techniken einführte, später auch die Entwicklung eines Lorgnons zur Betrachtung von Stereobildern, und eleganter Algorithmen zur Registrierung digitalisierter Ansichten, Polygon-Clipping und Oberflächenrepräsentation mit überdeckten Linien.